# Métro Léger de Charleroi
De Métro Léger de Charleroi, afgekort MLC (Frans voor Lightrail van Charleroi)  is een lightrail-systeem in de Belgische agglomeratie Charleroi, die ook Fontaine-l'Evêque en Anderlues omvat. Station Vilette was, inclusief hellingbanen, het eerste deel dat in 1976 in gebruik werd genomen.
Het idee was om het tramnet geleidelijk te herscheppen tot lichte metro, maar er werd slechts een deel van de geplande metro-infrastructuur gerealiseerd. Hierdoor bestaat een flink deel van het netwerk uit traminfrastructuur en worden alle lijnen geëxploiteerd met hogevloertrams. Het net functioneert deels als tram en deels als metro: het systeem kan zo worden getypeerd als semimetro. Hoewel het niet voldoet aan de definitie van een metro, wordt het door exploitant Le TEC wel "Le Métro" genoemd, met in de omgang bijnamen als "métro carolo".
Het netwerk stond lange tijd bekend als een grand travail inutile (groot nutteloos werk) omdat een deel van het net lange tijd ongebruikt of zelfs onafgewerkt was en de aanleg van enkele eerder geplande lijnen nooit begonnen is. In 2012–13 werd het net grondig gereorganiseerd en kwamen enkele uitbreidingen alsnog in dienst, sindsdien bestaat het net uit 4 lijnen op een centrale ring met 3 armen. In 2021 werd de vijfde lijn (M5) op een vierde arm aangekondigd, deels via een ongebruikt tracé dat sinds 1986 in ruwbouw gereed is.

## Geschiedenis

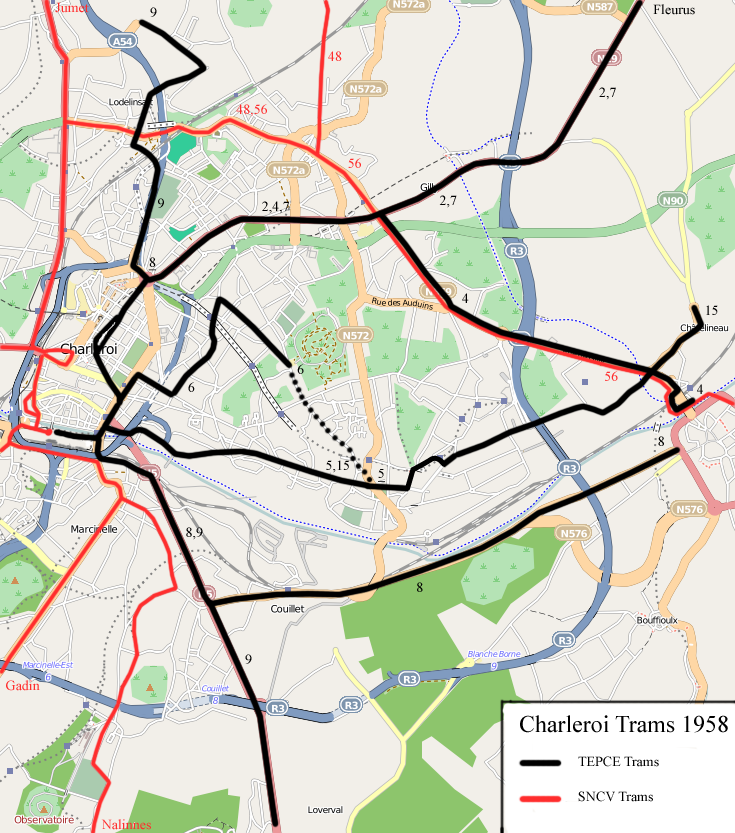
Tramnet TEPCE eind jaren vijftig (zwarte lijnen).

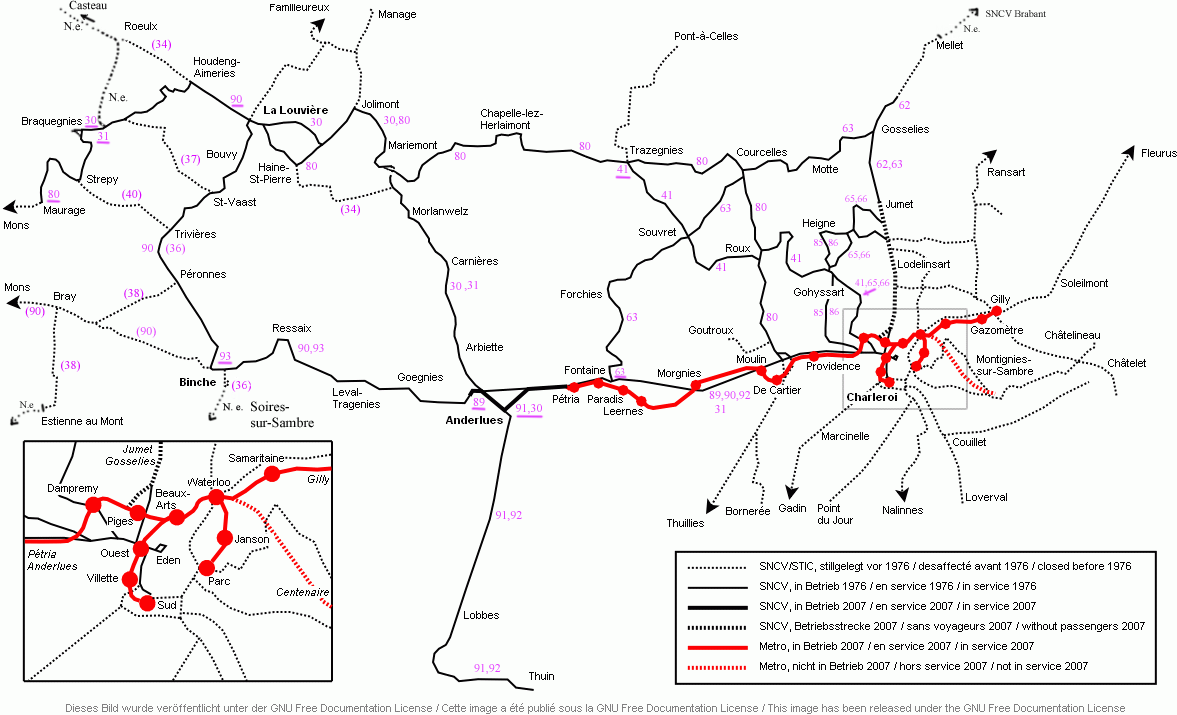
Tramnet van de jaren '70 tot 2007

Het oorspronkelijke metroplan in de jaren 60. Slechts een klein deel werd gerealiseerd

De tramgeschiedenis in Charleroi begon met de aanleg van een paardentram in 1882 op normaalspoor door de CFB (SA des CF Vicinaux Belges). De CFB breidde snel uit met verlengingen en voorstadslijnen met stoomtractie. Op 3 juni 1887 opende de buurtspoorwegen (SNCV) de hun eerste metersporige lijn tussen Lodelinsart en Marcinelle. Toen de buurtspoorwegen vier van hun stadsroutes elektrificeerden, besloot de lokale overheid het lokale CFB-tramnet te herstructureren. Dit werd omgespoord naar meterspoor, geëlektrificeerd en uitgebreid en de exploitatie werd overgenomen door de TEPCE (Tramways Electriques du Pays de Charleroi et Extensions). In de jaren 1930 waren er negen tramlijnen en 27 lijnkilometers. Vanaf 1932 begon de TEPCE een busnet op te bouwen.
Beide tramnetten waren metersporig, maar toch waren ze bijna volledig gescheiden. Alleen tramlijn 4 van de STIC en tramlijn 56 van de SNCV hadden een gemeenschappelijk traject naar Châtelet. Het tramnet van de buurtspoorwegen reed meer aan de west en zuidkant van Charleroi, terwijl de TEPCE meer naar het oosten gericht was. De TEPCE had wel met tramlijn 7 naar Fleurus een tramlijn die ver buiten de stad reed. Aan het einde van de Tweede Wereldoorlog, in 1944 en 1945, werden 25 moderne tweeassige trams met metalen koetswerk voor het TEPCE-stadstramnet aangeschaft. Daarmee had Charleroi na de Tweede Wereldoorlog een vrij modern wagenpark, zeker in vergelijking met Gent of Antwerpen, waar nog 40 à 50 jaar oude trams met houten opbouw dienstdeden.
Toch werd het TEPCE tramnet tussen 1958 en 1974 geleidelijk afgebouwd. Een groot aantal streeklijnen en stadslijnen van de buurtspoorwegen bleven echter veel langer in dienst. In 1961 waren er nog 38 lijnnummers in gebruik. Maar al voor 1969 zijn lijn 49 t/m 56 en 70 t/m 76 naar het zuiden en oosten opgeheven, en daarvoor al de noordelijke lijnen 60, 67, 68 en 69. De ringlijnen 65, 66, 85 en 86, die binnen Charleroi reden, werden in 1982 opgeheven. In 1980-82 werd lijn 90 vernieuwd. In 1986 werd lijn 30 opgeheven in plaats van vernieuwd. In hetzelfde jaar begon de renovatie van lijn 80. In 1988 zou die voltooid worden, maar door de veel te hoge kosten voor de metro-infrastructuur werd op 1 juli de aanleg gestaakt en lijn 80 opgeheven. Uiteindelijk bleef alleen lijn 90 naar Anderlues met verbinding naar La Louvière over. Maar in 1993 sneuvelde toch het deel Anderlues—La Louviere.

### Project voor de metro
In 1962 kwam de landelijke overheid met plannen om de verkeersproblemen in de grote steden aan te pakken. Zoals overal kwamen er steeds meer auto's en dus files en steeds minder passagiers in het openbaar vervoer. De verwachting was dat het drukker zou worden met het autoverkeer en daarom werd naar aantrekkelijke alternatieven gezocht. In 1962-'64 werden in Antwerpen (MIVA), Gent (MIVG), Luik (STIL), Verviers (STIV) en Charleroi (STIC) vervoersmaatschappijen opgericht, waar bestaande lokale vervoersmaatschappijen (maar niet de buurtspoorwegen van de SNCV) in opgingen. Tegelijkertijd werd de dienst Bevordering van het Stedelijk Vervoer (BSV) opgericht door het Ministerie van Verkeerswezen. De BSV zou plannen ontwikkelen om het verkeer te moderniseren voor deze vijf steden, waarbij futuristische plannen werden ontwikkeld om het openbaar vervoer minder hinder te laten ondervinden van het drukker wordende autoverkeer. In Charleroi werden deze plannen toevertrouwd aan de SNCV en de STIC (uit de TEPCE voorgekomen) samen, terwijl deze maatschappijen vijandschappelijk tegenover elkaar stonden.
Er werd een systeem bedacht met een stadsring van 4,3 km, waar 8 antennes naar buitenwijken op aantakten, dat in fases uitgebouwd zou worden vanuit de bestaande tramnetten. Het totaal zou 52 km lang worden, met 69 stations. De bouwkosten zou via de begroting van de SNCV lopen, terwijl de STIC de exploitatie op zich zou nemen. Het voorgestelde systeem zou geheel kruisingvrij moeten zijn en door tunnels en over viaducten gaan. De aanwezige stads- en streektrams zouden op die lijnen rijden tot er nieuw materieel was. Als benaming werd Metró Léger bedacht.
Anders dan de premetro's van Antwerpen en Brussel, was het systeem niet voorzien om later uitgebouwd te worden tot een volwaardige metro, maar werden korte stations, kleine tunnels en krappe boogstralen gebruikt. Het hele net was als vrije baan gepland, met veel gebruikmaking van tunnels en viaducten, en om de kosten te drukken met gebruikmaking van de beddingen van voormalige spoorlijnen. Nadeel van de plannen was dat veel stations ver van de bewoonde wereld kwamen te liggen, terwijl de klassieke tram dwars door de bewoonde wereld reed. De lage bevolkingsdichtheid in de dorpen in een gebied waar toch al veel mensen vertrokken waren na sluiting van de mijnen was ook niet gunstig, geplande woningbouw bij de stations ging niet door.
De lokale industrie was sterk vertegenwoordigd in de bouw van het hele project: de hele seininstallatie werd geleverd door ACEC, al het zware metaalwerk (rails, bovenleidingportalen, wapeningsstaal) door Cockerill-Sambre en lokale aannemers deden het betonwerk.
De STIC had in 1974 zijn laatste tramlijn opgedoekt. De exploitatie van de westelijke lijnen zou daarom in handen van de SNCV komen. Op 21 juni 1976 werd het eerste stuk metro-infrastructuur opgeleverd: het viaduct Charleroi Sud - Villette. In 1983 werd de oude eindlus van de SNCV bij het theater Eden in het stadscentrum vervangen door een ondergrondse keerlus in het station Beaux-Arts/Palais. Vanaf dat moment reden er geen trams meer in de straten van de binnenstad. Sommige delen van het oude buurtspoorwegnet werden in het nieuwe net geïntegreerd.
Voor zo'n kleine regio, die inmiddels krimpende was door de industriële neergang, was het net eigenlijk te groot opgezet. Maar vanwege de wafelijzerpolitiek bleef de centrale overheid 'evenveel' geld geven aan Wallonië als aan Vlaanderen, ook als dat geen nut had of veel te veel was. Er werden 54 trams van het type BN LRV besteld omdat de Kusttram er ook 50 nodig had, terwijl met de op dat moment voorziene voortgang de komende 10 jaar 15-20 voertuigen voldoende waren. Ook voor de kust was het aantal van 50 wel erg veel.

### Eerste fase (1976 - 1996)
Van de voorziene 8 armen zijn tot de eeuwwisseling uiteindelijk 3 armen deels gebouwd, die naar Fontaine-l'Évêque in het westen, en die Gilly en Châtelineau naar het oosten, waarbij die laatste tot na 2026 niet in gebruik wordt genomen.

#### Centrale Ring
- 21 juni 1976[11] werd het eerste deel van de Metro Léger geopend: Station Vilette, inclusief een verbinding naar station Sud[noot 2] en een tijdelijke verbinding naar het bestaande straattramnetwerk van de SNCV vlak ten zuiden van station Ouest.
- 30 juni 1980 opende station Ouest (nl: West) bij treinstation Charleroi-West.
- 29 mei 1983 (volgens[12] op 24 mei) opende station Palais.[noot 3] Voorlopig keerden de trams hier komende vanuit Ouest, Piges of Gosselies met een ondergrondse keerlus ten oosten van het station.
- 28 augustus 1992 opende station Waterloo, samen met het eerste deel van de arm naar Gilly. In de oorspronkelijke plannen werd dit station Nord genoemd, naar het in 1950 gesloten, op die plaats liggende station Charleroi-Noord aan spoorlijn 140A.
- 30 augustus 1996 opende stations Janson en Parc.

Tussen stations Sud en Parc was nog een baan op viaduct met een tussenliggend station Tirou gepland. Het in 1992 gebouwde schoolgebouw van het Institut Notre-Dame was er op voorbereid dat het viaduct door dit gebouw heen zou lopen. De ruimte wordt tegenwoordig als danslokaal gebruikt.

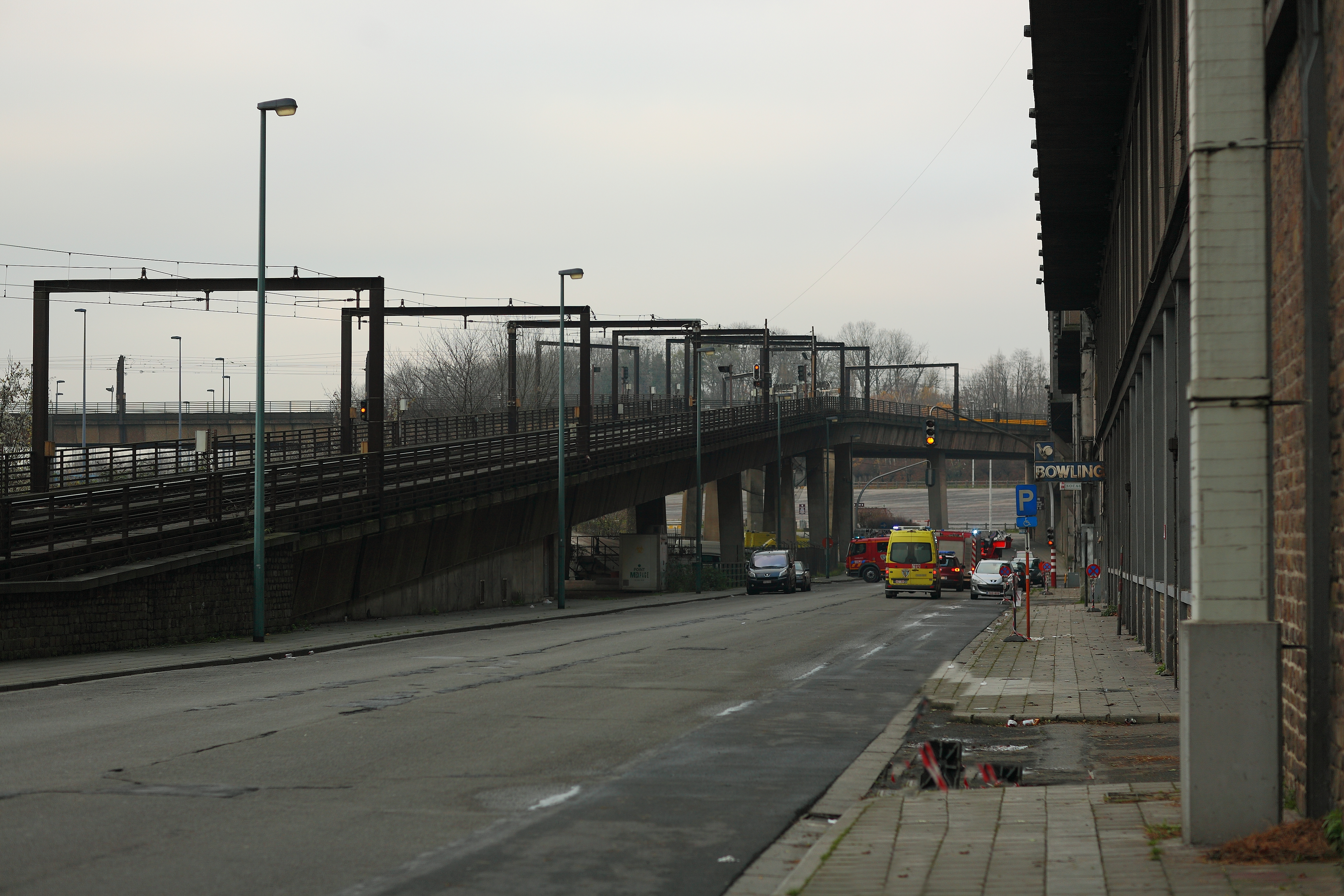
Spoordriehoek tussen Ouest, Palais en Piges
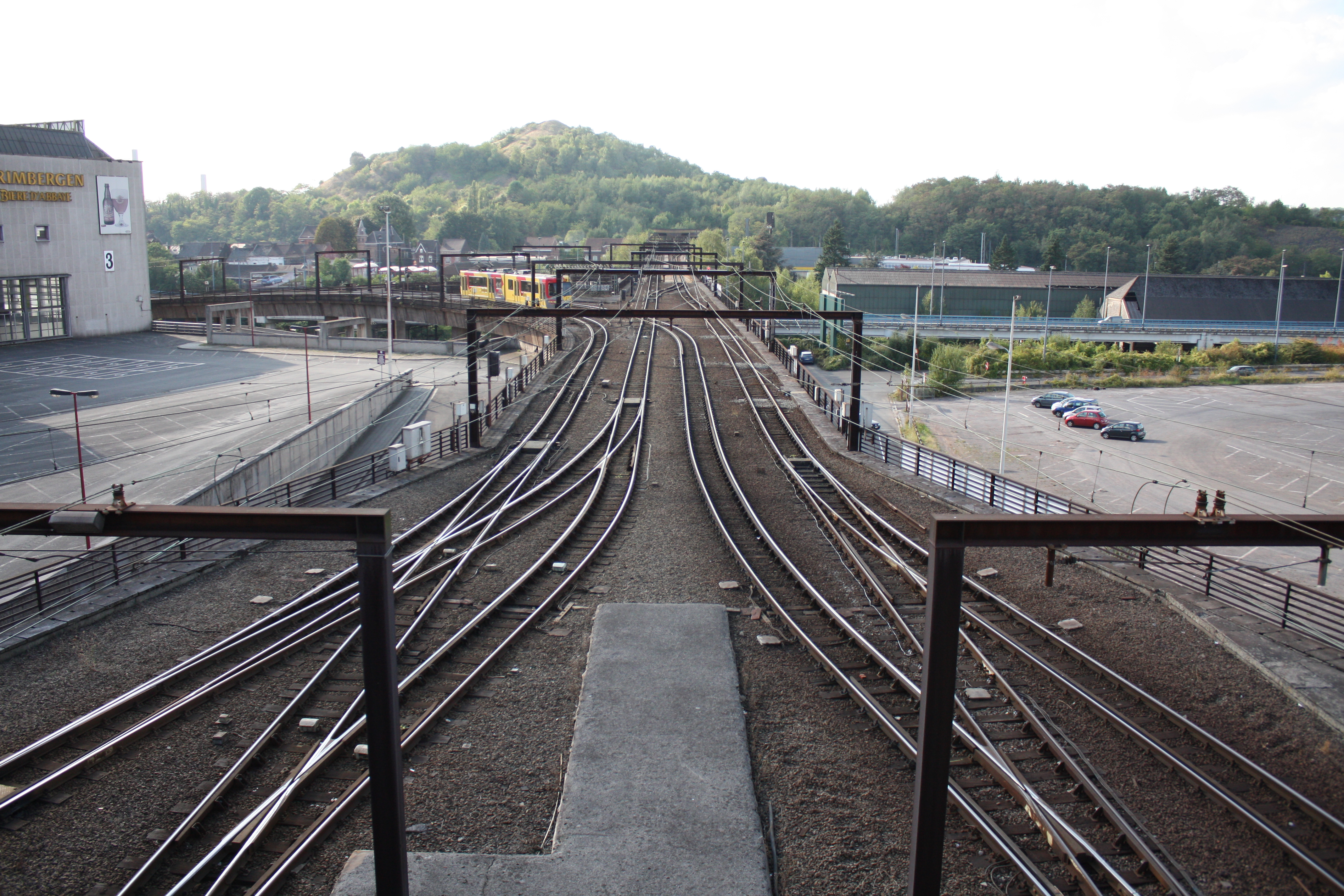
Zicht vanuit Palais richting Piges
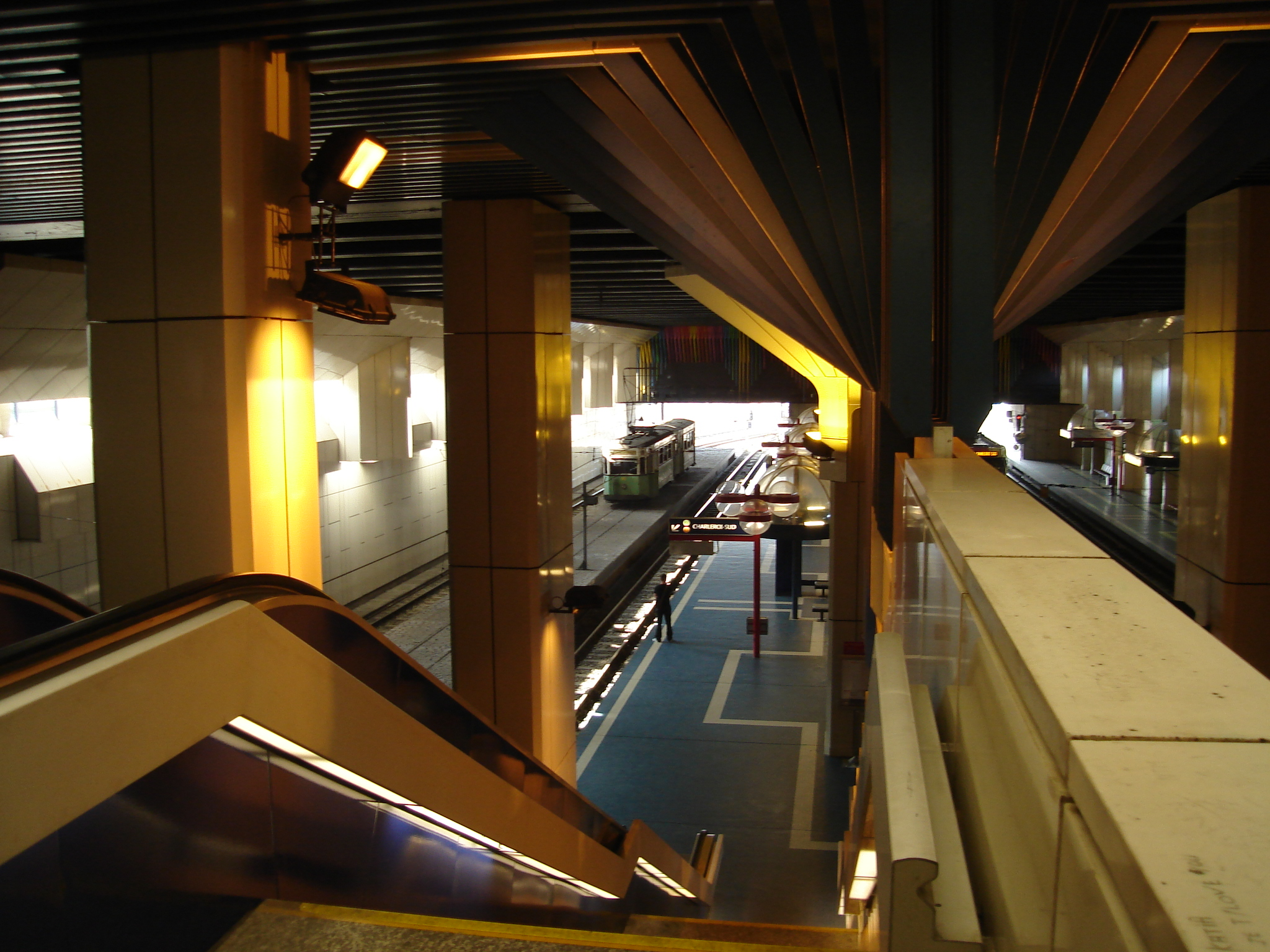
Station Palais. Op een perron is een oude tram van de STIC met bijwagen tentoongesteld.
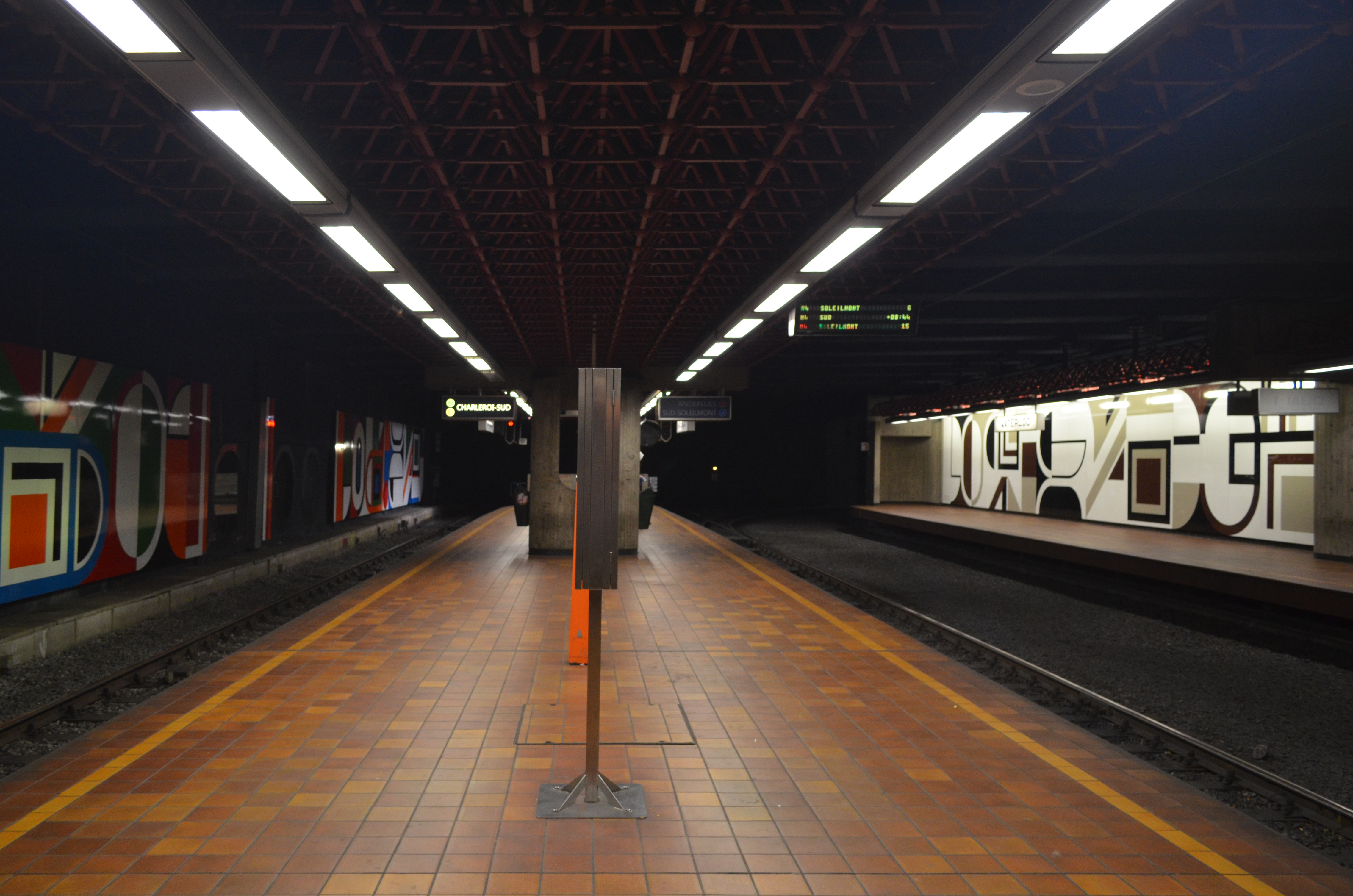
Station Waterloo, met rechts een perron waar geen spoor meer ligt.
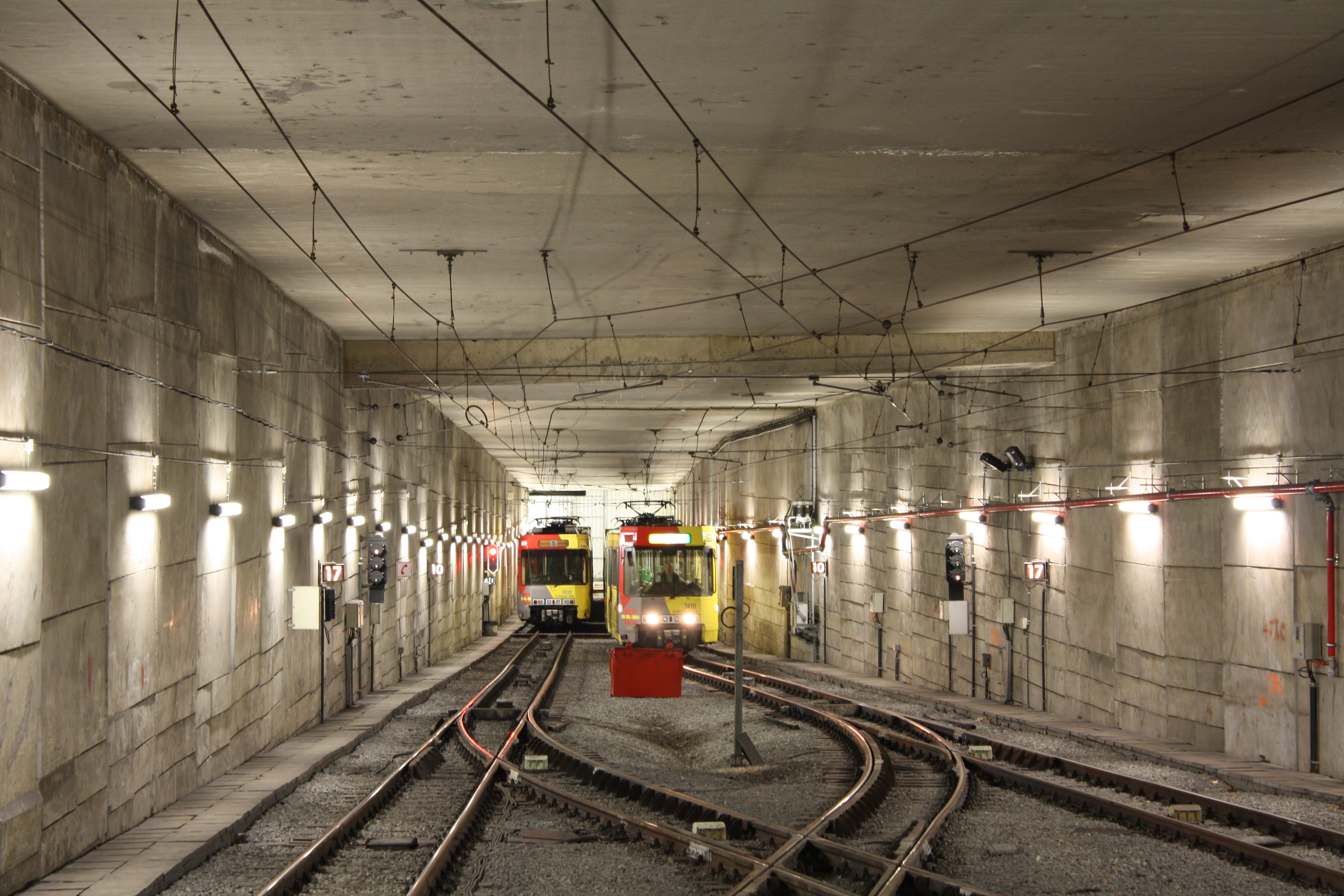
Trams nabij station Parc, toen dit nog eindpunt van de centrale ring was.

#### Fontaine-'l-Évêque
Deze arm was een langzame uitbouw van de bestaande tramlijnen 89 en 90 naar Anderlues en La Louvière, die in het midden van de Chaussée de Mons lag, tot lightrail op vrije baan. Telkens als stations geopend werden, werd een deel van de bestaande tramlijn in het midden van de weg gesloten. Daarom waren er tijdelijke verbindingen.
Het eerste station van deze arm is Piges, het sluit op de centrale ring aan via een spoordriehoek tussen stations Palais en Vilette.
- 30 juni 1980 werd station Piges geopend, alleen nog als onderdeel van de verbinding van straattramlijnen 62, 63, 65, 66, 86 en 88 naar Jumet en Gosselies op de Chaussée de Bruxelles.
- 21 juni 1982 werden stations Morgnies, Leernes en Paradis geopend.
- 29 mei 1983 werd station Damprémy geopend (volgens[12] op 24 mei). Vanaf 12 juni dat jaar tot 29 januari 1988 takte in dit station ook een straattramlijn 41 naar Roux en Gohissart af.[12]
- 25 mei 1986 werd station Pétria geopend. Vanaf hier was aansluiting op de, weliswaar gemoderniseerde maar nog steeds in of langs de weg liggende buurttramlijn naar Anderlues en La Louvière.
- 30 augustus 1986 werd station Fontaine geopend, samen met de tunnel onder de hoofdstraat van Fontaine-'l-Évêque naar Pétria.
- 23 augustus 1992 werden stations Providence, De Cartier en Moulin geopend (of 22 augustus[12]). Deze drie stations waren al lange tijd vrijwel klaar en zijn na de derde staatshervorming door het Waalse Gewest afgebouwd.[10]
- 29 augustus 1993 wordt de tramlijn 90 tussen Anderlues en La Louvière gesloten. Sindsdien was het stuk lijn tussen Pétria en Anderlues, vallend onder een andere deeldirectie van de TEC (Centre) dan de rest van het Charleroise metronet, de laatste regulier in gebruik zijnde elektrische straattramlijn van Wallonië. In 2013 is de opnieuw aangelegde lijn naar Gosselies daar bij gekomen.

Het in de oorspronkelijke plannen genoemde station Trefilerie (tussen Dampremy en Providence) is nooit gebouwd. Een in de oorspronkelijke plannen niet voorkomend station Marchienne (tussen Providence en De Cartier) waar de metrobaan onder spoorlijn 124 doorgaat, is in ruwbouw aanwezig. Dit zou een kruisingsstation vormen met een te verplaatsen treinstation Marchienne-au-Pont met een transferium, maar de verplaatsing is nooit doorgegaan.

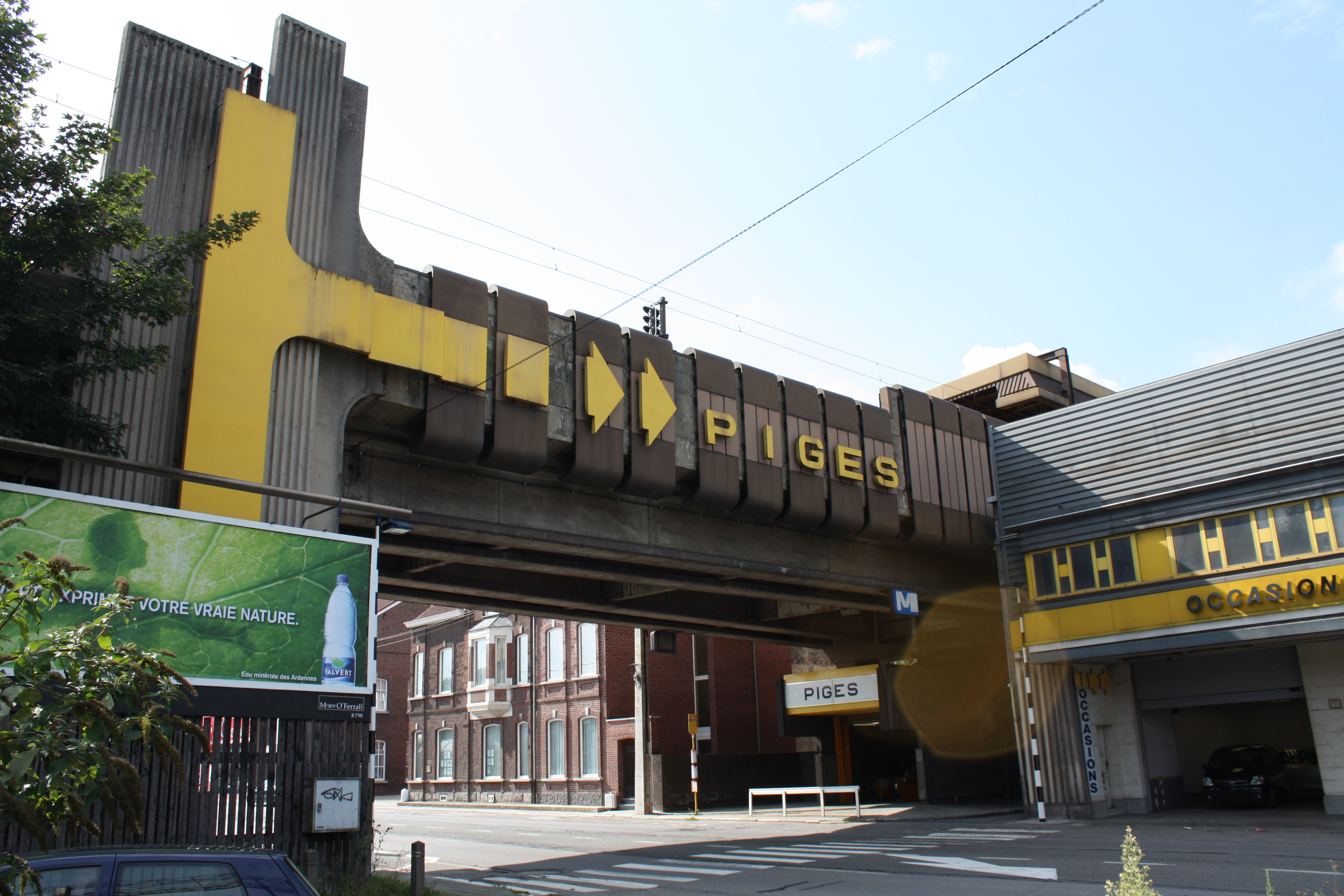
Station Piges, over de Chaussée de Bruxelles
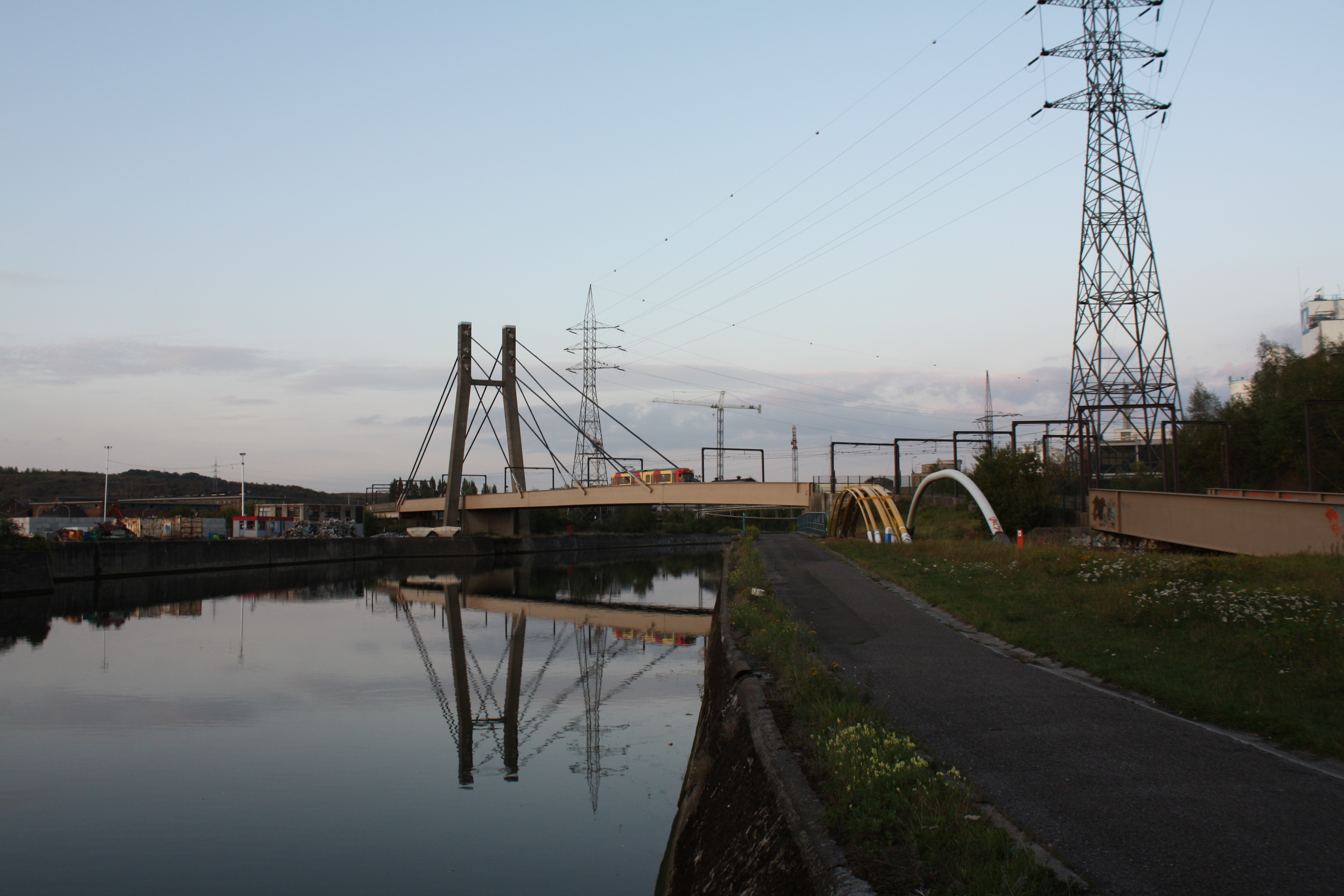
Brug over de Samber tussen Providence en De Cartier
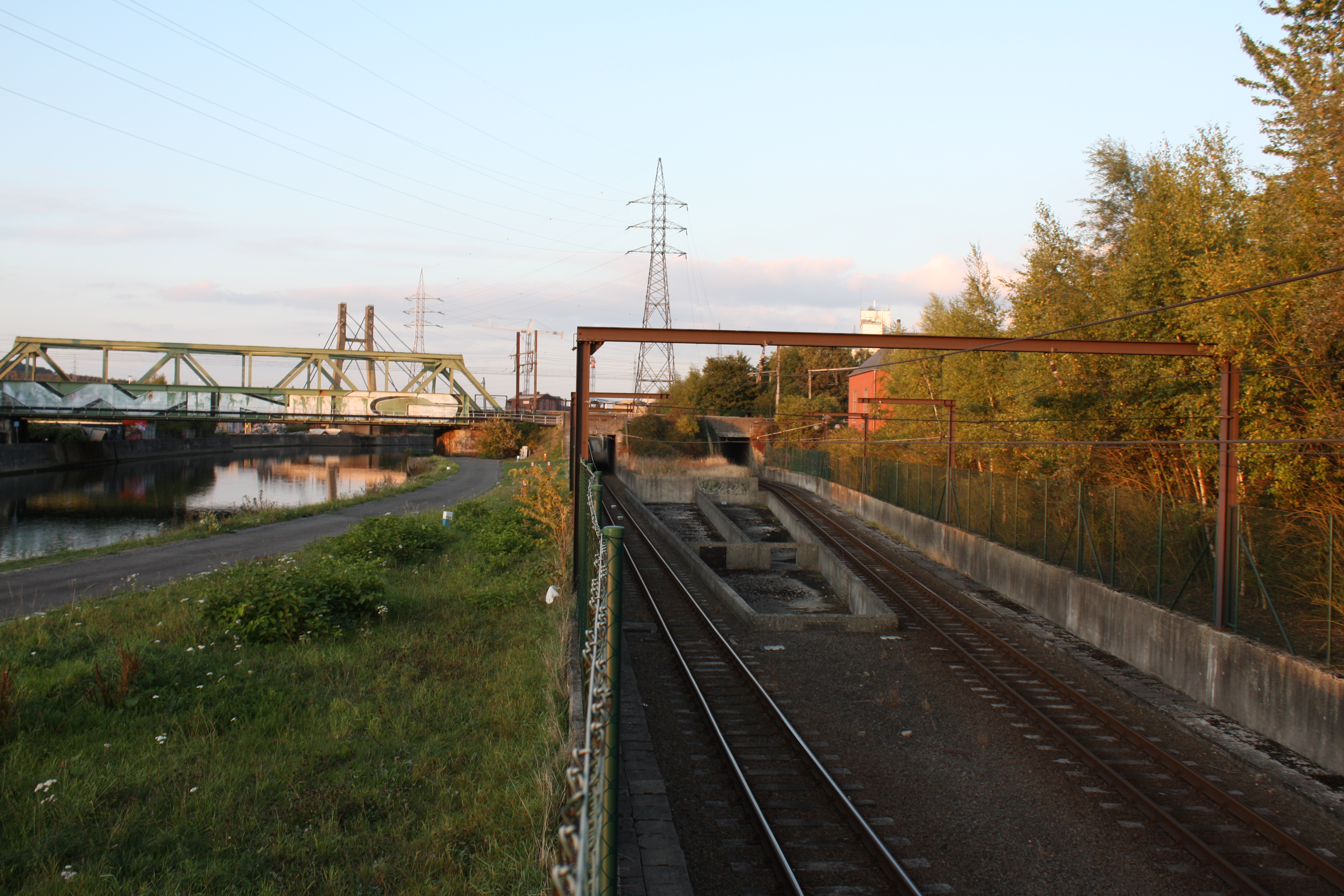
Ruwbouw voor station Marchienne onder spoorlijn 124, waar een nieuw Station Marchienne-au-Pont gepland was.

#### Gilly

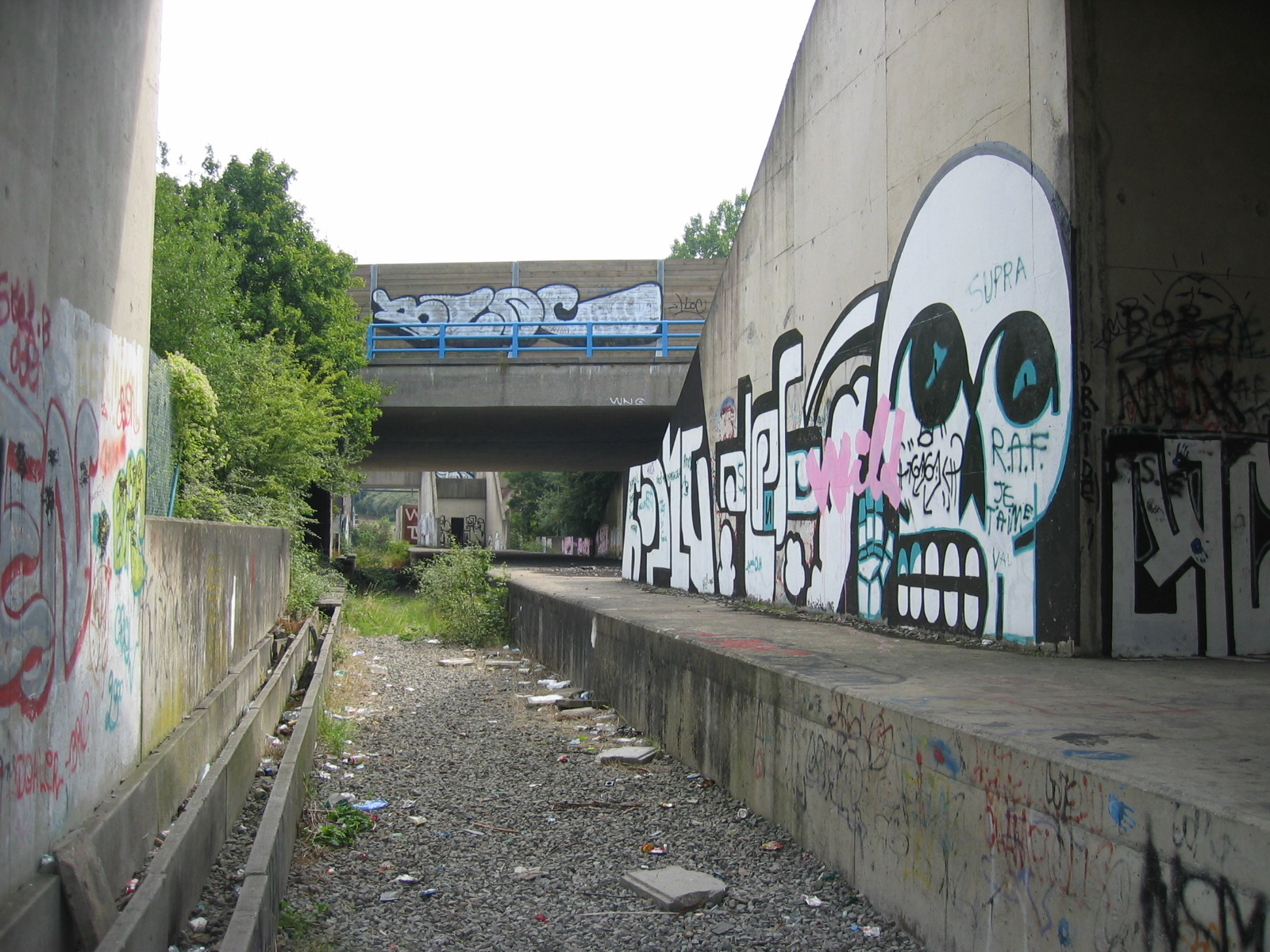
Station Sart-Culpart in ruwbouw in 2005.

Deze lijn was in 1985 grotendeels klaar tot station Gilly, en in ruwbouw verder met twee stations Sart-Culpart en Soleilmont, (tot vlak voor het huidige station Soleilmont), en de opening werd aangekondigd voor 25 september 1985, het eeuwfeest van de SNCV. Om onduidelijke redenen werd dit uitgesteld. Na de regionalisering en oprichting van de SRWT werden de plannen voor het netwerk flink naar beneden bijgesteld, maar de beslissing werd genomen om de stations naar Gilly alsnog te openen.
- 28 augustus 1992 openden stations Waterloo (later onderdeel van de centrale ring), Samaritaine, Gazomètre en Gilly.

Deze lijn zou oorspronkelijk door de STIC worden uitgebaat. De STIC wenste dat zijn reizigers (inmiddels aan de bus gewend) vooraan, rechts bij de bestuurder zouden uitstappen. Bij eilandperrons betekent dat de trams links moeten rijden, terwijl op het westelijke deel van het net, door SNCV uitgebouwd, trams rechts reden. Hoe deze exploitatie zou plaatsvinden was nog niet bepaald, mogelijk zou STIC een keerlus te station Waterloo hebben. Toen de lijn opende in 1992 (SNCV en STIC waren inmiddels samengegaan in de TEC) was alle spoorbeveiliging al klaar en de lijn alsnog ombouwen naar rechts rijdend zou kostenverhogend werken. Daarom werd een spoorkruising aangelegd tussen stations Waterloo en Samaritaine, evenals op de niet-geopende lijn naar Châtelineau.

#### Châtelineau
De arm naar Châtelineau was in 1985 grotendeels gereed tot station Centenaire, en daarna in ruwbouw tot net voor het nieuw geplande station Corbeau, waar de tunnel abrupt eindigt.
In 1982 is onder de R3 (België) een tunnel vrijgehouden voor de MLC, die daarna grofweg het tracé van spoorlijn 119 zou volgen tot aan het Station Châtelet.
De arm is nooit geopend, maar het eerste deel tot aan Chet wordt in goede conditie gehouden omdat zich hier een onderstation bevindt dat een deel van de centrale ring van stroom voorziet, alsmede voor opleidingsritten.

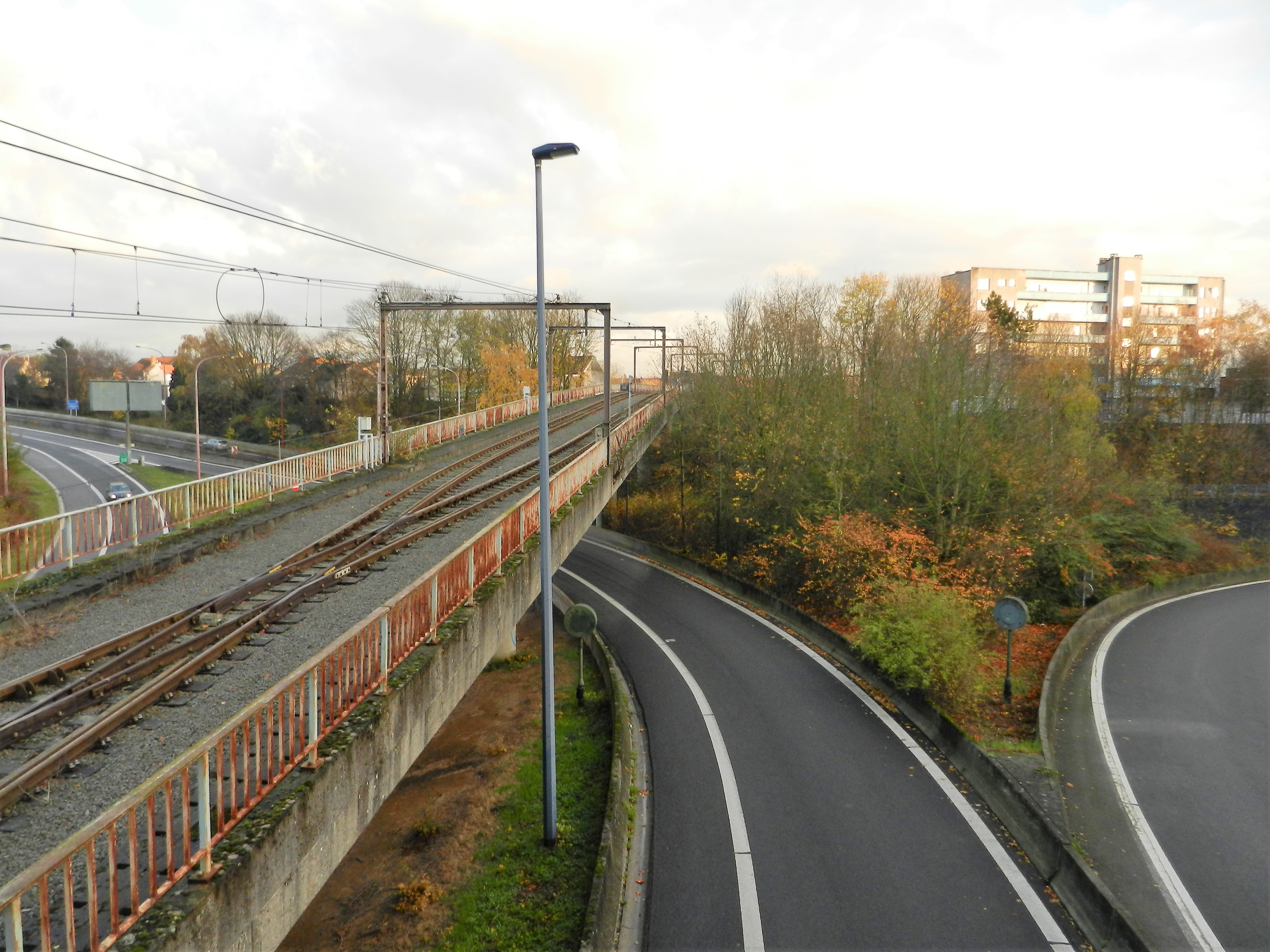
Lijn naar Châtelineau tussen Waterloo en Neuville, met spoorkruis
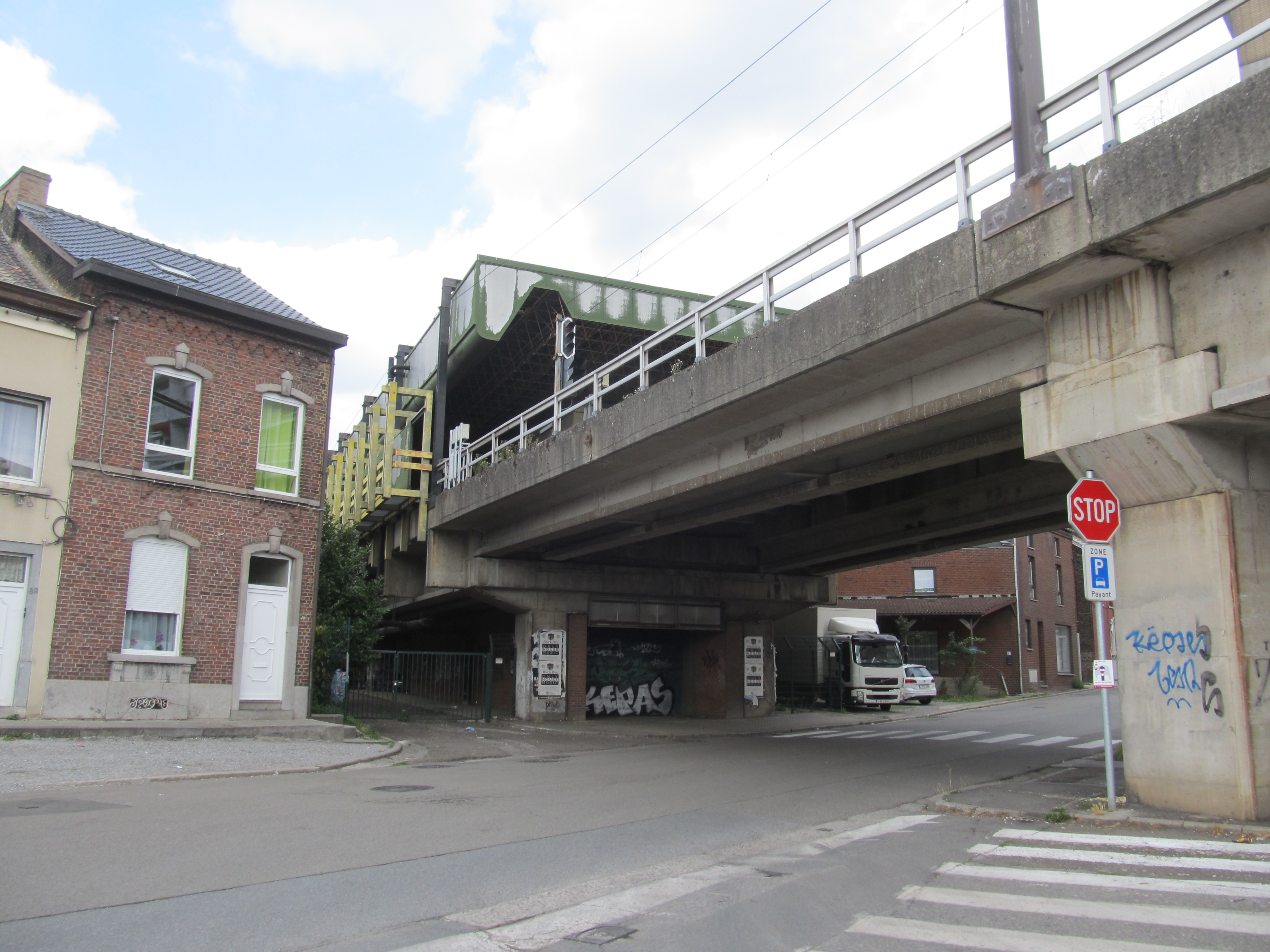
Station Neuville
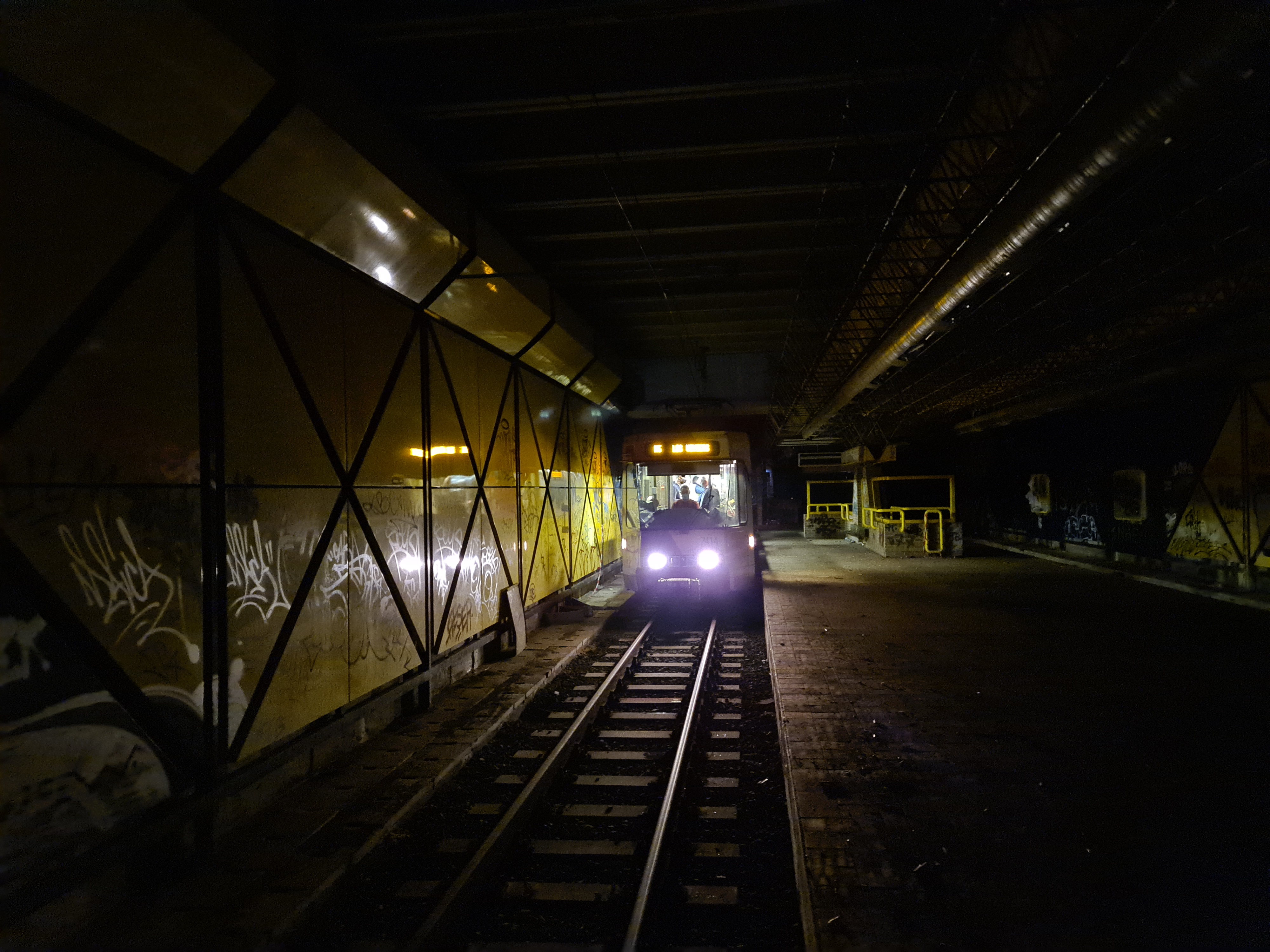
Station Centenaire tijdens een excursie
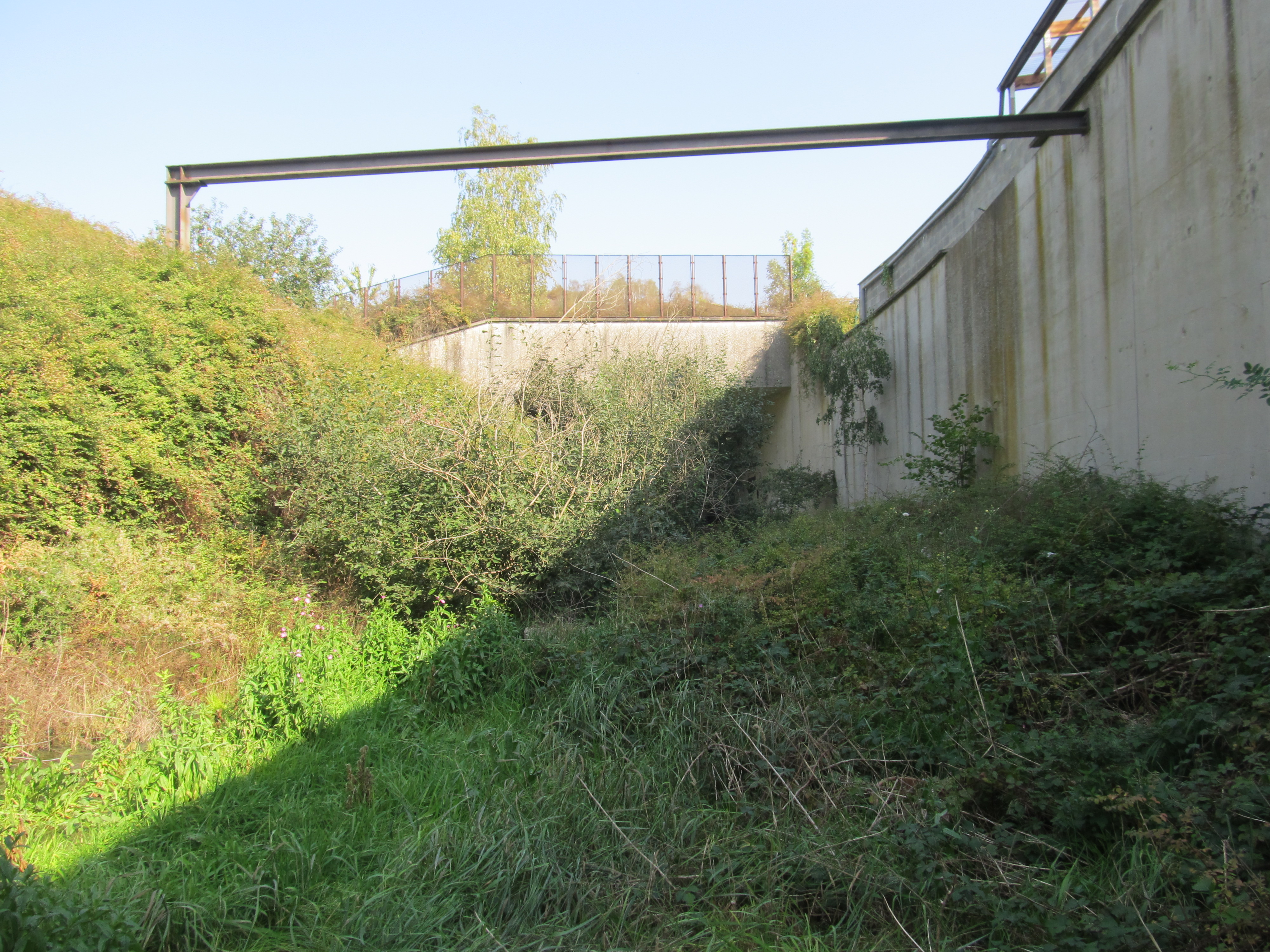
Ten westen van station Roctiau
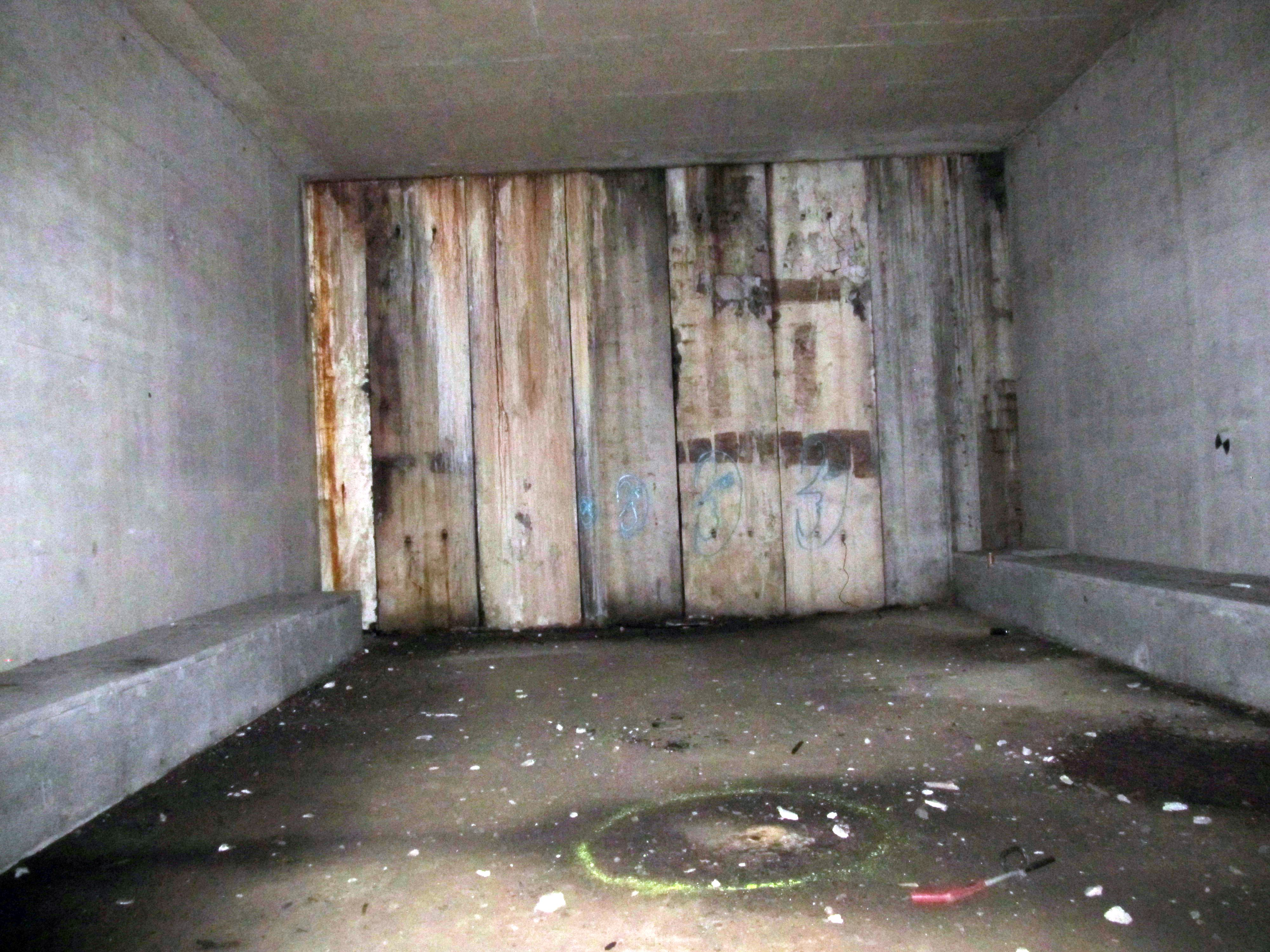
Einde van de tunnel onder station CORA
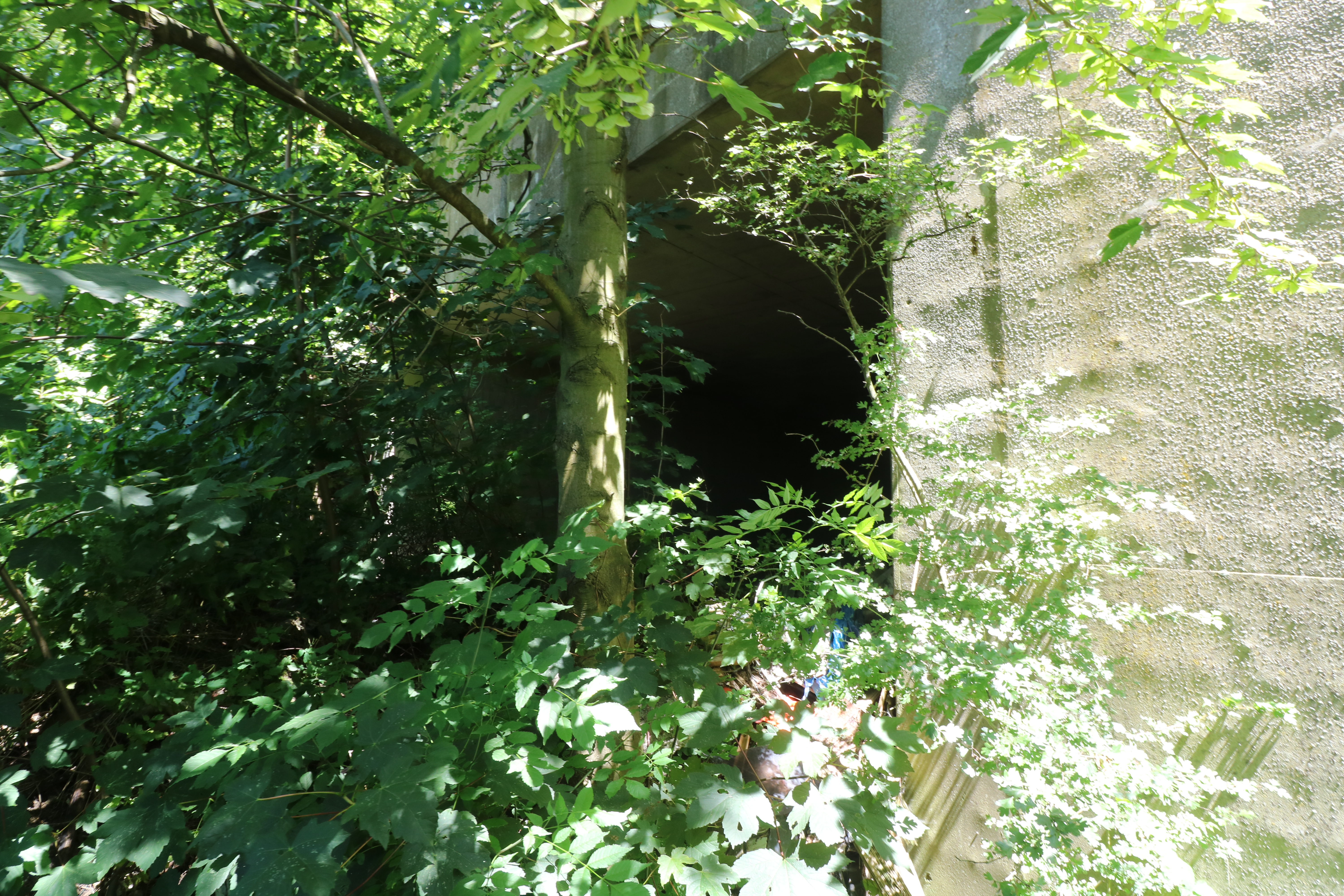
Tunnel onder de R3 - oostportaal
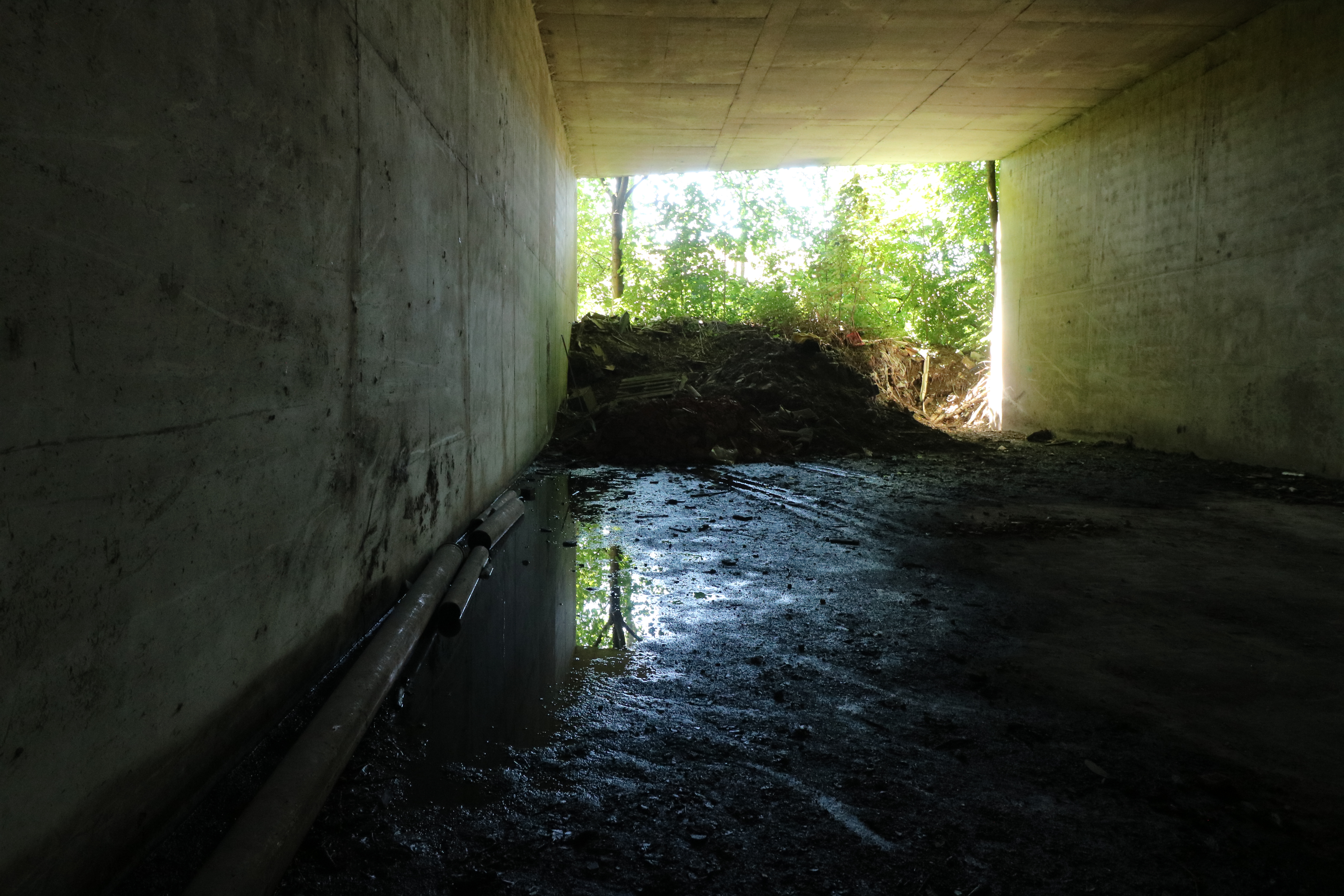
Tunnel onder de R3

#### Overige armen
Er waren nog armen voorzien naar Mont-sur-Marchienne (in het zuidwesten), Couillet en Loverval in het zuidoosten, Ransart in het noordoosten, Gosselies in het noorden en Roux en Courcelles in het Noordwesten. Voor deze armen zijn enkele voorbereidende werkzaamheden getroffen:
- De arm naar Roux en Courcelles is tussen stations Piges en Dampremy een aftakking van de tunnel van enkele meters voor een latere uitbouw voorbereid.
- Voor de arm naar Gosselies en Ransart (die het eerste deel samenliepen) is vanuit station Waterloo tussen de twee rijbanen van snelweg A54 een bedding aangelegd, die momenteel een toegang voor onderhoudsvoertuigen en hulpdiensten biedt tot station Waterloo. De eerste honderd meter is hier ook een spoor aangelegd, waar vaak werkmaterieel staat opgesteld. Deze bedding loopt verder in een middelste rijstrook van de A54/E420, en verderop in het midden van de Rue de Lodelinsart en Rue Drion. Tussen Rue Tourette en de Rue du Moulin is een deel nu als busbaan in gebruik.
- In Jumet was (en is) een groot depot van de SNCV. Toen de LRV-trams eind jaren '70 geleverd werden, bleken ze op veel plaatsen te zwaar voor de huidige sporen. Tussen 1981 en 1988 werd de lijn tussen Gosselies, Jumet en Piges grootschalig vernieuwd, om deze lijn ook met LRV's te kunnen rijden. In maart 1988 werd deze lijn "tijdelijk" voor reizigersverkeer gesloten.[10][12] Tussen Jumet en Piges is ze van 1988 tot 2013 (toen de lijn voor reizigers werd heropend) wel dagelijks in gebruik geweest voor overbrengingsritten tussen het depot en het in gebruik zijnde deel van het net.

### Uitbreiding (2008 - 2013)
Vanaf de federalisering van de Belgische staat en de oprichting van de SRWT/TEC in 1990 zijn de meeste plannen tot stilstand gekomen, slechts enkele, vrijwel gereed zijnde projecten zijn tot 1996 nog deels afgerond. Daarna lag het werk lange tijd stil.
Vanaf 2008 kwam er een plan om een aantal onderdelen van het net verder uit te bouwen. Men heeft drie deelprojecten gestart:

#### Centrale Ring
De centrale ring tussen Parc en Sud werd afgemaakt en op 27 februari 2012 geopend. Het oorspronkelijk geplande tracé met tunnel en viaduct tussen Parc en Sud werd verlaten. In plaats daarvan komt de baan door het natuurlijke verval van de weg net ten zuiden van het station Parc bovengronds, langs de nieuwe halte Tirou op straatniveau, en kruist dan als tramlijn over een nieuw gebouwde trambrug, de Pont de la Resistance, naast de Pont Neuf, de Samber en rijdt dan over de zuidelijke kade tot het station Sud, waar tramstation en sporenplan geheel herzien werden. Onderdeel van dit project is ook het in een tunnel bouwen van de weg aan de rechteroever van de Samber, de Quai de la Gare Centrale, waardoor bus- en autoverkeer naar station Charleroi-Zuid de tramlijn ongelijkvloers kan kruisen. Tussen de helling naar halte Parc en de helling naar halte Vilette is de lijn uitgevoerd als trambaan op straatniveau, geheel op vrije baan, met gelijkvloerse wegkruisingen en deels in voetgangersgebied. Eén kruising is beveiligd met waarschuwingslichten. De bouw kostte, inclusief busstation, 20,5 miljoen euro.

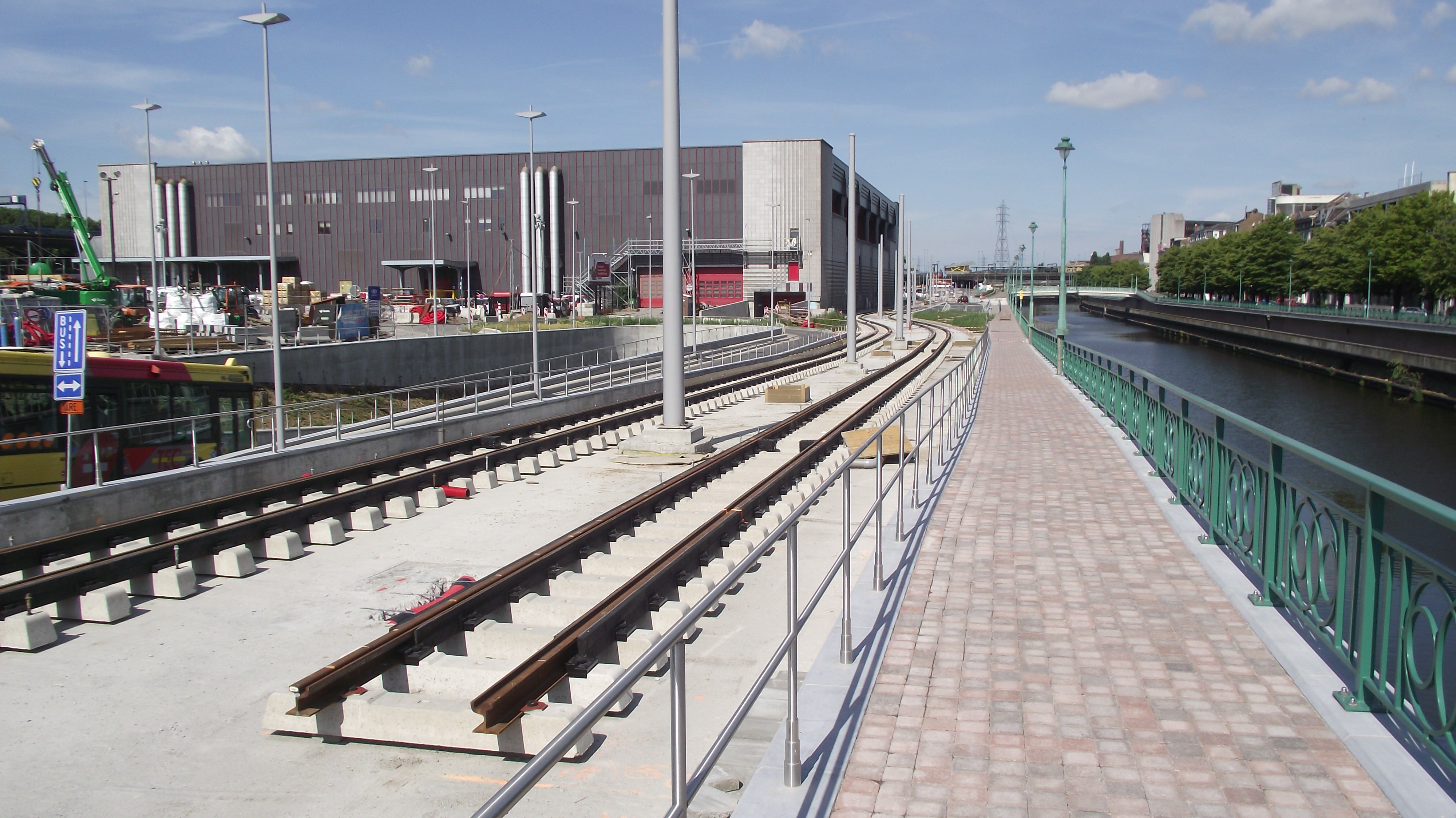
De nieuwe (2012) sporen langs de Samber, het wegverkeer kruist de tramsporen door een tunnel
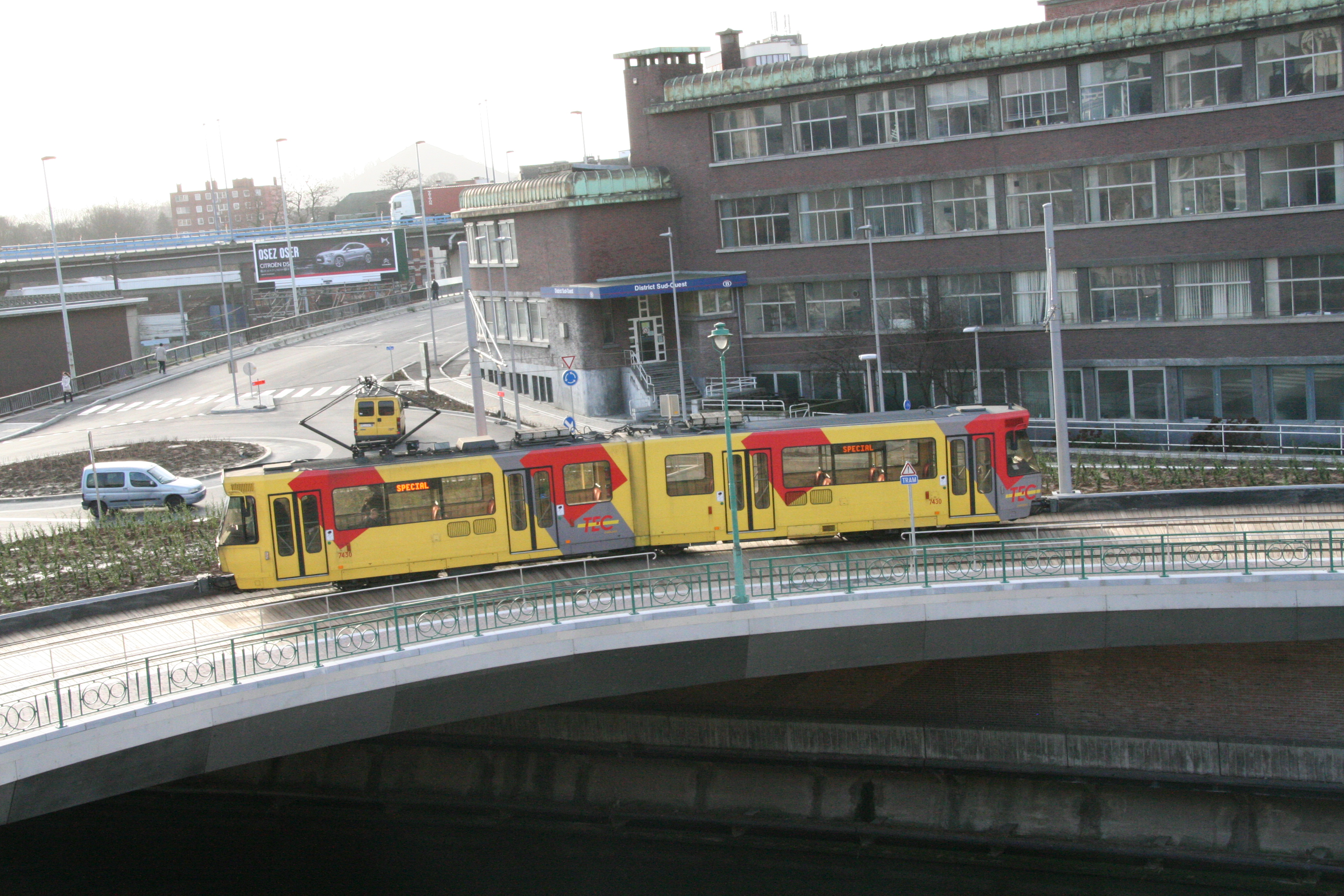
Tram rijdt over de Samber over de verbrede "Pont de la Résistance"

#### Soleilmont
De lijn naar Soleilmont was in 1992 geopend tot station Gilly. De baan was verder in ruwbouw klaar, met twee stations die in de oorspronkelijke plannen Marabout en Soleilmont genoemd werden. Op 27 februari 2012 werd deze lijn geopend, met het al in ruwbouw aanwezige station Marabout, een nieuw station Sart-Culpart en een nieuw transferium Soleilmont, waar een cross-platform-overstap op de bus mogelijk is. Ook is er een grote P+R-voorziening. Deze lijn is grotendeels gelijk aan een metro uitgevoerd; vlak voor station Soleilmont, waar een gelijkvloerse overweg (alleen voor bussen en voetgangers) is, verandert de lijn technisch gezien in een tramlijn, maar wel met een lightrail-karakter. Het al in ruwbouw aanwezige station onder de R3 werd niet gebruikt. De bouw kostte, inclusief transferium, 16 miljoen euro.

#### Gosselies
De tramlijn over de Chaussée de Bruxelles, van Piges naar Jumet en Gosselies is op 21 juni 2013 weer in gebruik genomen. De lijn is geheel herbouwd, met perrons die een gelijkvloerse instap bieden, en tussen Piges en Jumet de bestaande, in 1988 voor reizigers gesloten, route. Ten noorden van Jumet is een transferium Madeleine geopend, met cross-platform-overstap op lijnbussen. In tegenstelling tot vroeger wordt ten noorden van Madeleine noordwaarts een ander traject dan zuidwaarts gereden. Richting het noorden wordt de route op straatniveau door Gosselies gevolgd die de oude straattrams ook volgden, tot een nieuw eindpunt Faubourg de Bruxelles bij het oude SNCV-station. Richting het zuiden wordt vanaf Faubourg de Bruxelles grofweg de route van de spoorlijn 119 gevolgd (ook de route van het oorspronkelijke metroplan) tot station Madeleine. Op deze manier hoeft er niet op enkelspoor door krappe straten tegen het verkeer in gereden te worden.
De Chaussée de Bruxelles werd eerst heringericht om de trams grotendeels een vrije baan in het midden te geven en de trams krijgen op elke kruising voorrang. Het ziekenhuis Marie Curie in Lodelinsart werd op 16 november 2014 in gebruik genomen, wat een belangrijke vervoersstroom met zich meebracht. Na het station Piges werden 18 nieuwe tramhaltes aangelegd, vrijwel allemaal met verhoogde perrons. Het busnet werd gereorganiseerd en veel buslijnen bieden aansluiting op de nieuwe tramlijn. De reactivatie en ombouw van dit deel kostte 40 miljoen euro.

#### Hernummering netwerk

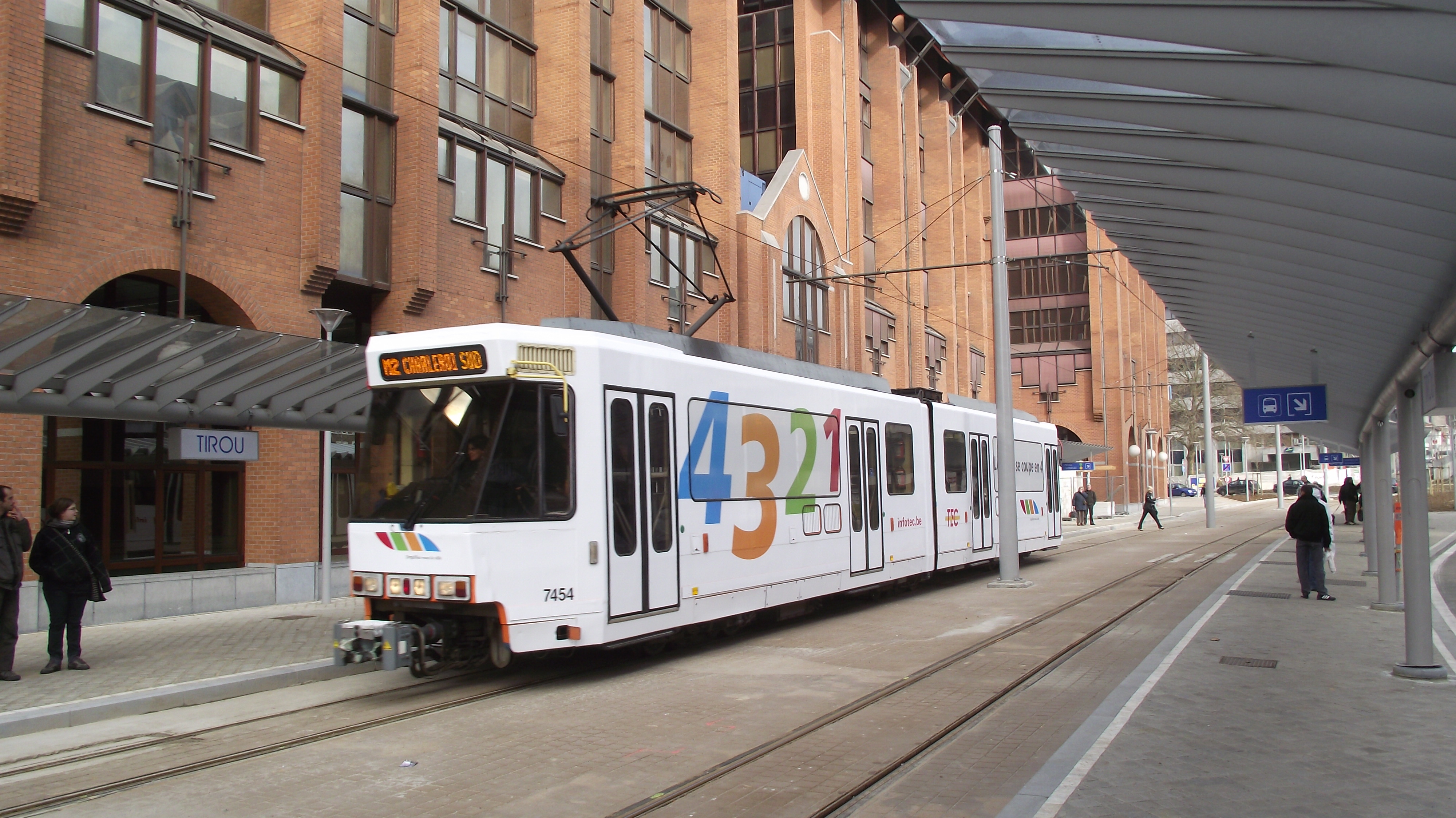
Tram met speciale livrij ter ere van de nieuwe lijnnummers, op halte Tirou

Tegelijk met deze drie projecten werd het netwerk hernummerd. Voorheen waren er lijnen 88/89 van resp. Parc en Sud naar Anderlues, en 54/55 van resp. Sud en Parc naar Gilly. Op 27 februari 2012 werd het netwerk hernoemd en reden er vier lijnen van een eindpunt, via de centrale ring, naar datzelfde eindpunt. De toen in gebruik genomen lijnnummers zijn:
- van Anderlues naar de centrale ring, tegen de klok in en terug naar Anderlues (de drie andere lijnen doen station Palais in beide richtingen aan, lijn 1 rijdt komend vanuit Piges rechtstreeks naar Ouest en doet alleen richting Anderlues het station Palais aan).
- van Anderlues naar de centrale ring, met de klok mee en terug naar Piges. Bij de hernummering op 27 februari 2012 was het de bedoeling dat bij opening van lijn M3, lijn M2 ingekort zou worden van/tot Pétria.[17] Dit is nooit uitgevoerd, in plaats daarvan is de frequentie op M1 en M2 verlaagd.[18]
- (geopend op 21 juni 2013) van Gosselies naar de centrale ring, met de klok mee en terug naar Gosselies.
- van Soleilmont naar de centrale ring, tegen de klok in, naar Soleilmont.

### Wijzigingen na 2014

#### Pétria - Anderlues
De straattramlijn tussen Pétria en Anderlues Monument werd van 2018 tot 2020 gerenoveerd. Alle stations (behalve Anderlues Monument) kregen hoge perrons. Bij Anderlues Jonction werd een klein transferium gebouwd, en de spoorsituatie werd licht aangepast. Op 8 januari 2020 werd dit tracé heropend. Alleen in Anderlues rijdt deze lijn op straat, deels met enkelspoor op vrije baan. Tussen Pétria en Anderlues is er enkelspoor naast de weg.

#### Stationsrenovaties
Stations Samaritaine (2014-2015), Piges (2014-2015), Dampremy (2016) en De Cartier (2018-2019) kregen een grootschalige renovatie.
Station Palais (voorheen: Beaux-Arts) werd in (2021-2023) herbouwd. Het bovengrondse busstation is verplaatst naar boven op het dak van het metrostation. Het metrostation werd voorzien van liften naar het middenperron. Op 8 september 2023 werden bus- en metrostation feestelijk heropend en hernoemd naar Palais.[dode link]

#### Station Charleroi-Centraal
Het station Charleroi-Sud werd in 2020-2023 grootschalig gerenoveerd. Als gevolg daarvan reden van 1 juli 2021 tot 3 januari 2023 geen trams langs station Zuid. Ook het busstation wordt grootschalig verbouwd, en is daarom gesplitst in een oostelijk busstation A en een westelijk busstation B.
In deze periode was lijn M1 opgeheven. Lijn 2 reed van Anderlues tot Tirou, lijn 3 van Gosselies tot Tirou en lijn 4 van Soleilmont tot Vilette. Vanaf 10 januari 2022 werden lijn 2 en 3 verlengd tot een tijdelijke halte Sud. Op 7 december 2022 werd het trein- en busstation hernoemd in Charleroi-Central. Vanaf 3 januari 2023 werd het vernieuwde tramstation Gare Centrale geopend. Dit bestaat uit twee zijperrons, aan een doorgaande lijn. De keerlus op de esplanade werd verwijderd. De tijdelijke halte Sud (voor het oostelijke busstation A) werd hernoemd in Sambre.

#### Waterloo - Les Viviers
De deels volledig gereed zijnde, deels in ruwbouw aanwezige lijn, oorspronkelijk gepland richting Châtelineau, wordt afgewerkt richting het nieuwe Grand Hôpital de Charleroi (GHdC) De lijn zal vanaf station Waterloo 8 stations hebben: De al sinds 1985 grootschalig afgewerkte (maar sindsdien zwaar gevandaliseerde) stations Neuville, Yernaux (oorspronkelijk Chet)), Pensée en Centenaire, twee in ruwbouw aanwezige stations Champeau en Roctiau en twee geheel nieuwe stations Corbeau (ondergronds, ter hoogte van winkelcentrum CORA), en Les Viviers (gelijkvloers ter hoogte van de hoofdingang van het GHdC, genoemd naar de voormalige mijnsteenberg Les Viviers). Deze lijn werd in 2021 aangekondigd en startten in november 2023, met een voorziene opening in augustus 2026, tegen totale kosten van 60 miljoen euro. Deze lijn zal de centrale ring tegen de wijzers van de klok in volgen.

## Huidig netwerk
Van het oorspronkelijk geplande netwerk zijn de centrale ring en twee armen in gebruik. Daarnaast is een derde arm deels compleet, maar niet in gebruik. Verder zijn er twee klassieke tramlijnen van de buurtspoorwegen opgenomen in het huidige netwerk.

### Typering van het netwerk
Het concept in Charleroi is een hybride lightrail; er zijn zowel tram als metrokenmerken te vinden. Het netwerk, zoals voorzien in de jaren '70 was bedoeld als lichte metro, zonder gelijkvloerse kruisingen, met hoge perrons, een seinstelsel met treinbeïnvloeding en mogelijkheid tot automatisch rijden, maar wel met een smalle spoorwijdte en krappe boogstralen. Een uitbouw tot een netwerk waar groter materieel kan rijden, zoals bij de premetro's van Antwerpen en Brussel, is nooit overwogen. Door de krappe boogstralen en korte perrons is het netwerk later niet geschikt voor metromaterieel en is de typering premetro niet passend.
Tijdens de ombouw vanuit het klassieke straattramnetwerk reden ook de klassieke trams over het netwerk. De trams van het type S werden hiertoe verbouwd met klaptreden (en kregen een snor ter herkenning) en tot type SM hernoemd. Later werd een deel te Jumet wederom gemoderniseerd (met dubbele koplampen) tot SJ. Deze trams hebben tot 1986 gereden en de meeste zijn in de jaren erna gesloopt.
De armen naar Gosselies en van Pétria tot Anderlues zijn klassieke buurtspoorwegen, die deels in de weg tussen de huizen, deels langs een doorgaande weg of in het vrije veld liggen, met deels haltes op straatniveau. Sinds de vernieuwingen in 2012 worden de gedeelten tussen stations Vilette – Parc (deel van de ring via Gare Centrale) en het stuk rond station Soleilmont ook als tram geëxploiteerd: met gelijkvloerse kruisingen en rijden op zicht. Lijn M5 maakt gebruik van al in 1986 aangelegde infrastructuur, en een nieuw aangelegd tracé. Deze lijn zal grotendeels ongelijkvloers worden aangelegd, met één enkele voetgangersoversteekplaats

### Naamgeving
Het netwerk heet officieel Métro Léger, een term die zich laat vertalen als lightrail.
In Wallonië spreekt men (de exploitant TEC, de overheid van Charleroi en de lokale pers) verschillend over de infrastructuur of het netwerk als geheel gaat: of métro léger dan wel le métro carolo of kortweg métro.
De lijnnummers hebben allemaal een M als voorloopletter en zelfs de haltes bij het klassieke tramnet in Anderlues worden metrohalte genoemd. De vanaf jaren '80 gebouwde voertuigen heten officieel Light Rail Véhicule, maar worden door de overheid en exploitant afwisselend métro of tram genoemd.

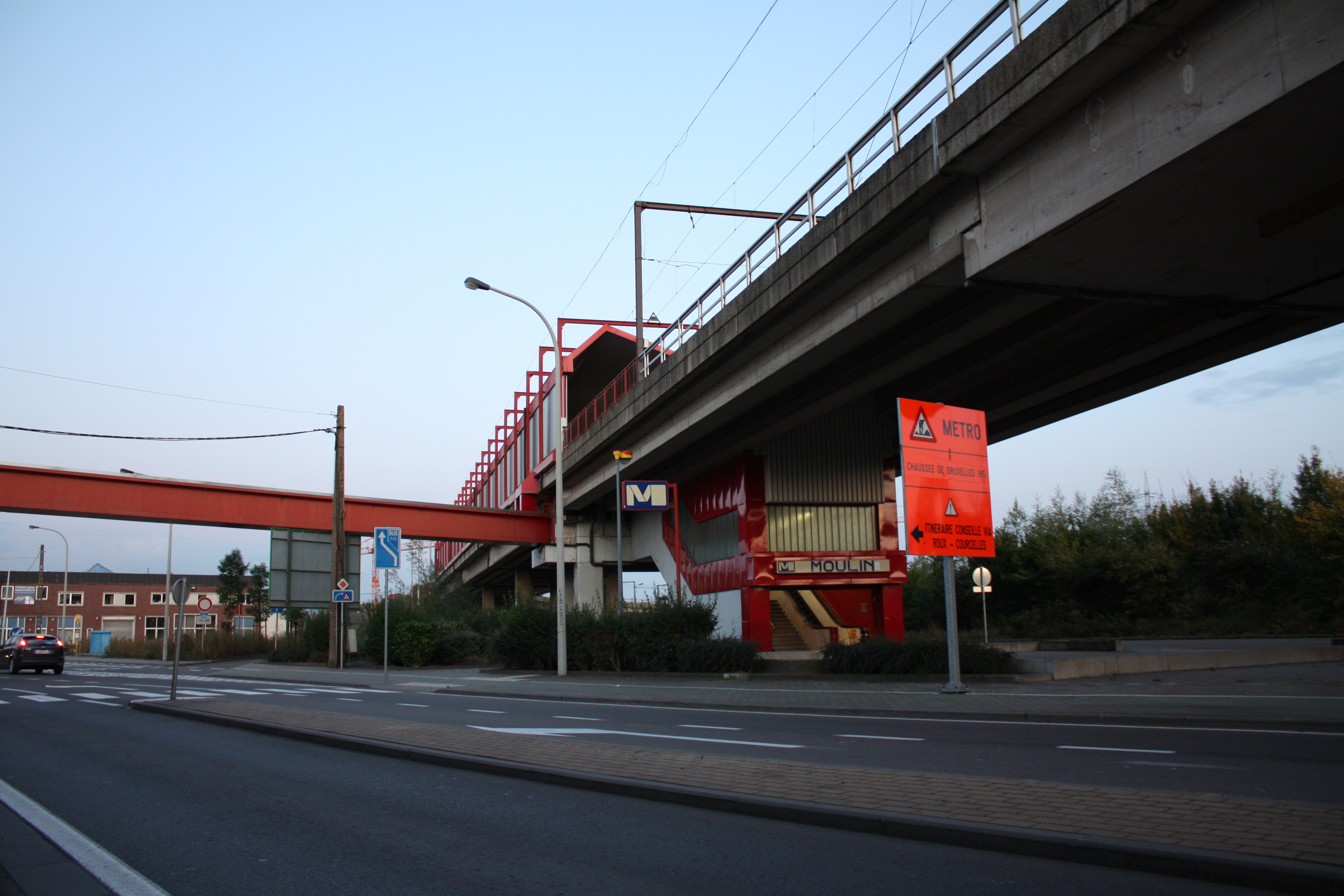
Station Moulin: een station op een viaduct volgens het metroplan.
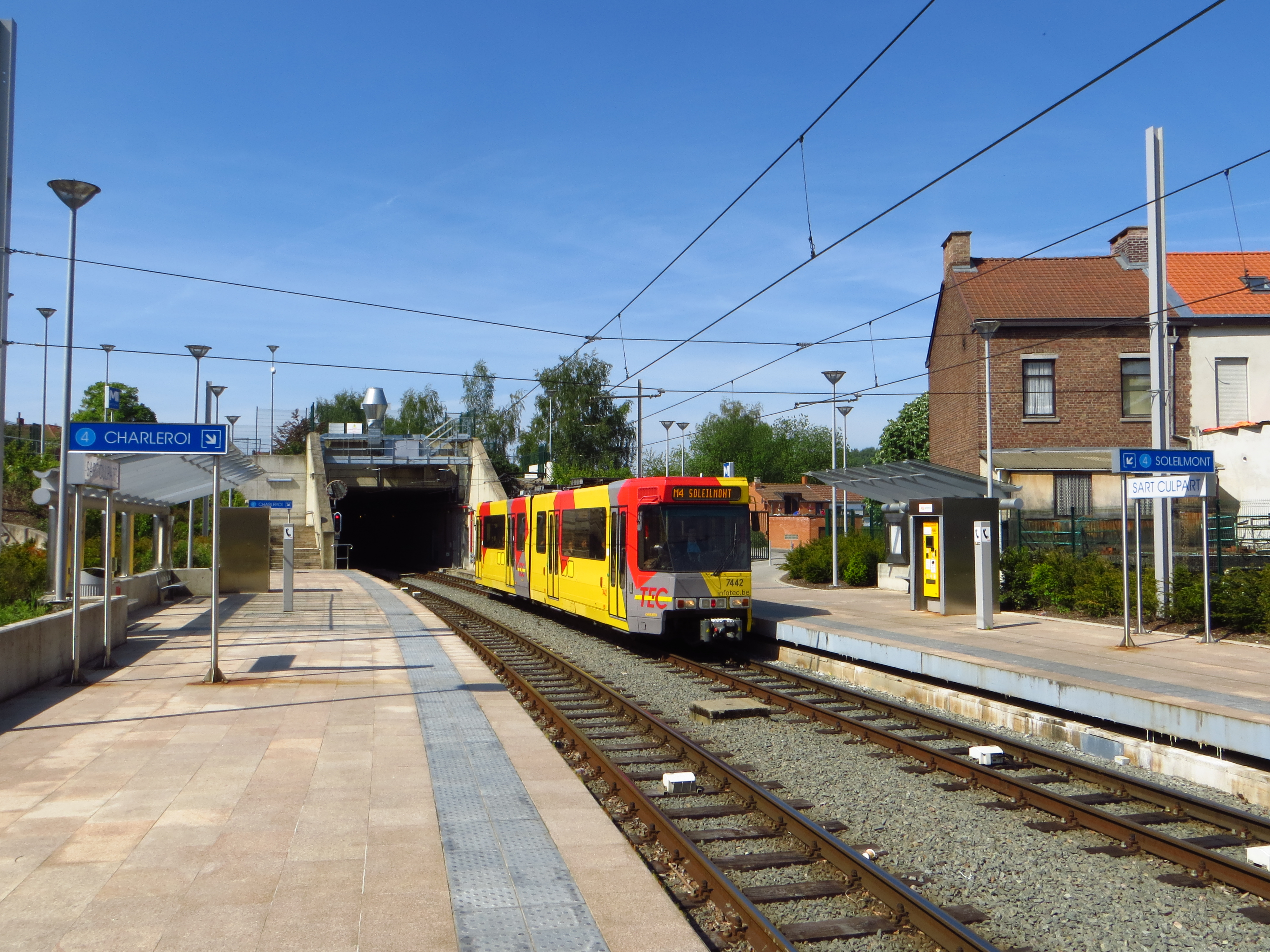
Sart-Culpart: een station onder metro-exploitatie, maar op het maaiveld met brede zijperrons.
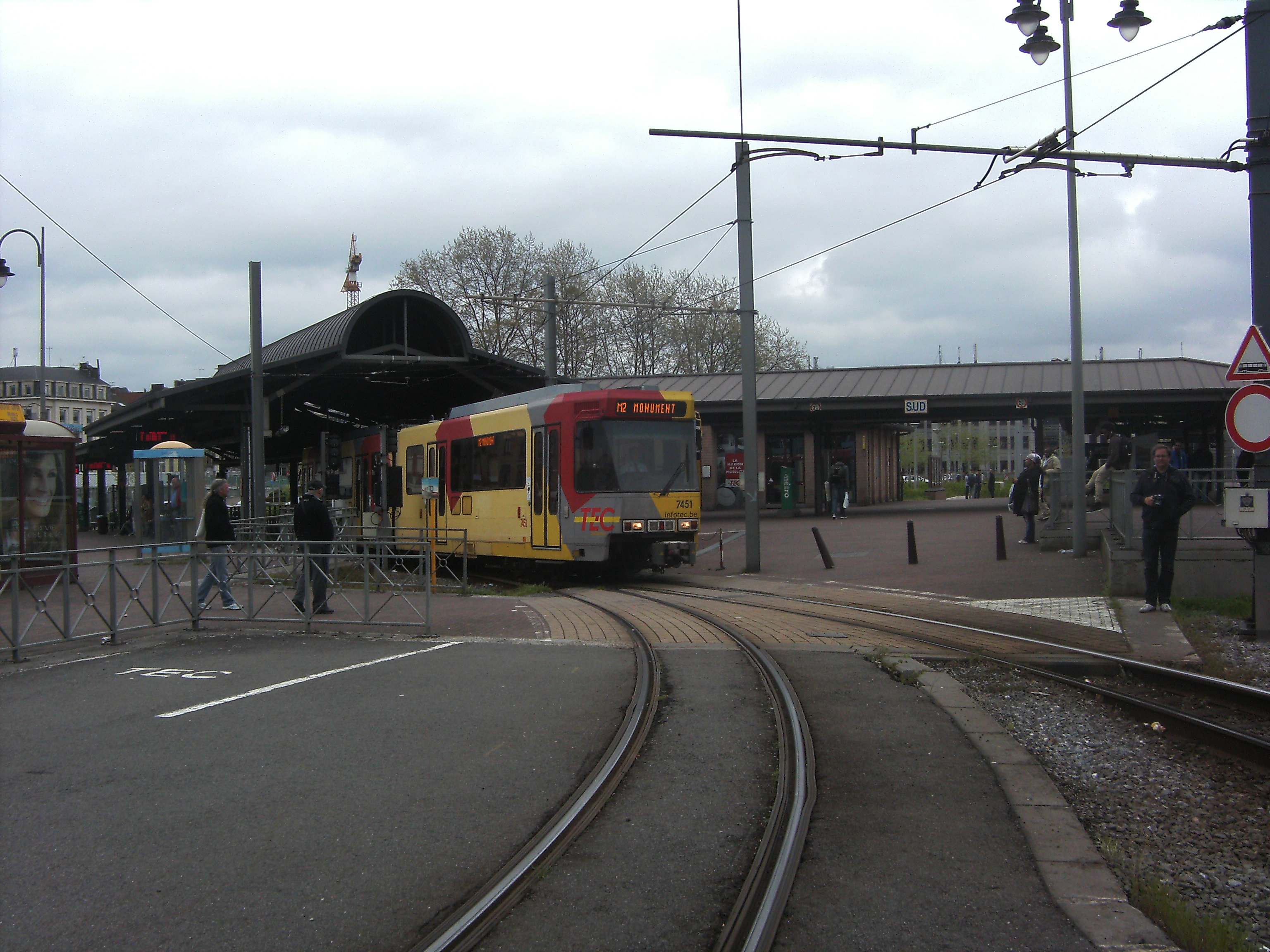
Gare Centrale: gelijkvloerse kruisingen voor voetgangers
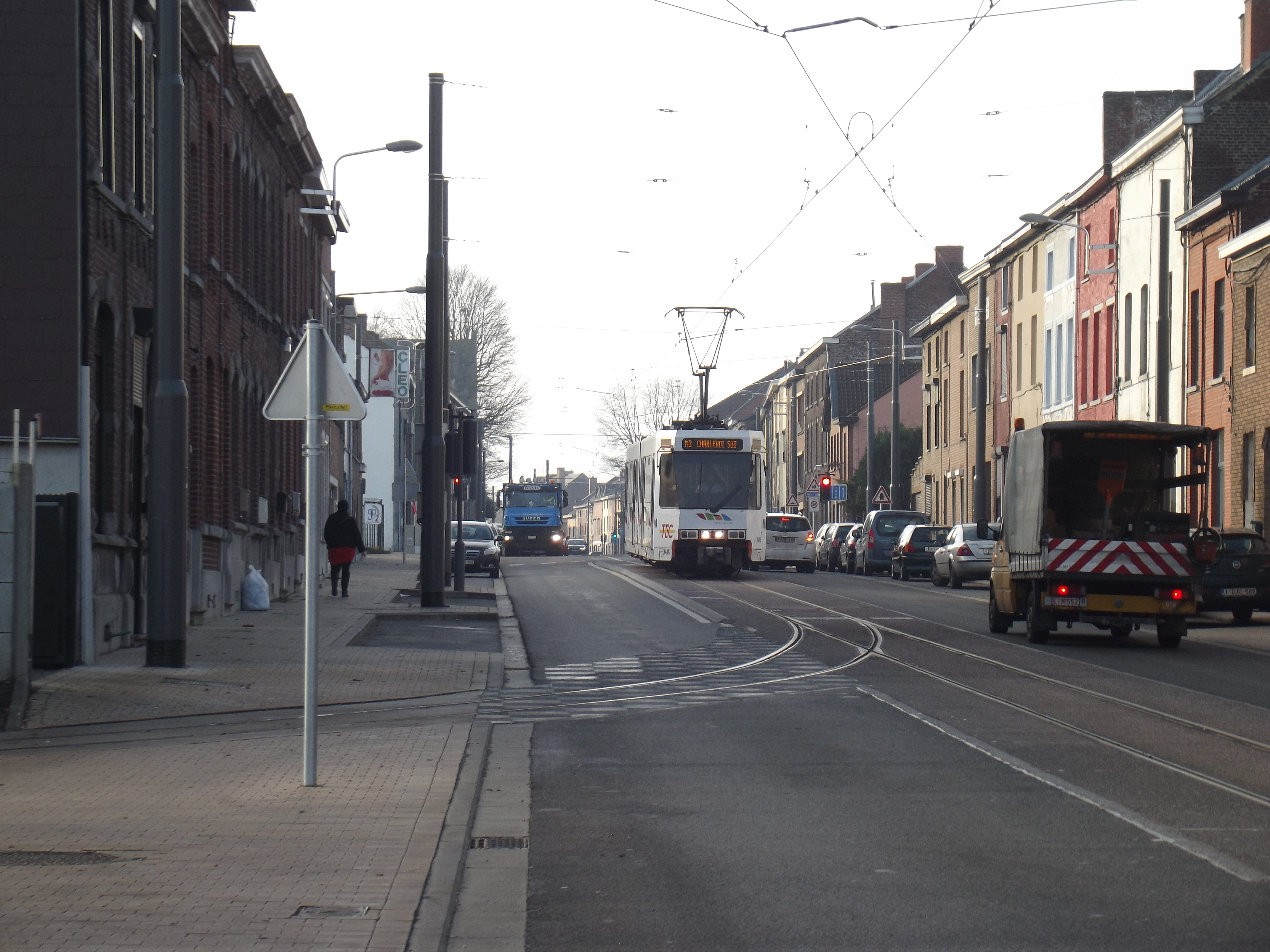
Gosselies: tram op straat, tussen het verkeer
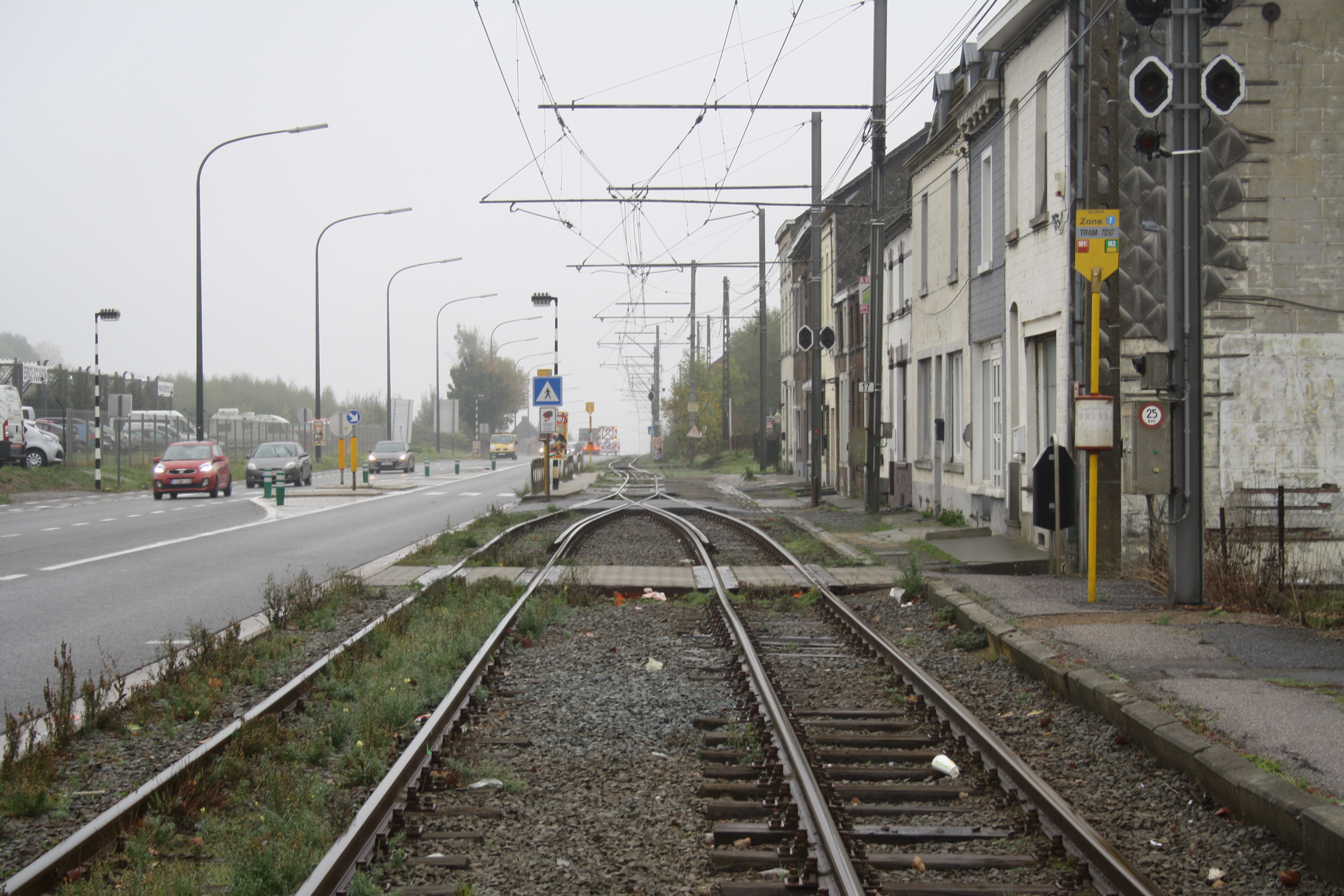
Surchiste: klassieke buurtspoorlijn langs de kant van de weg, met lage perrons.
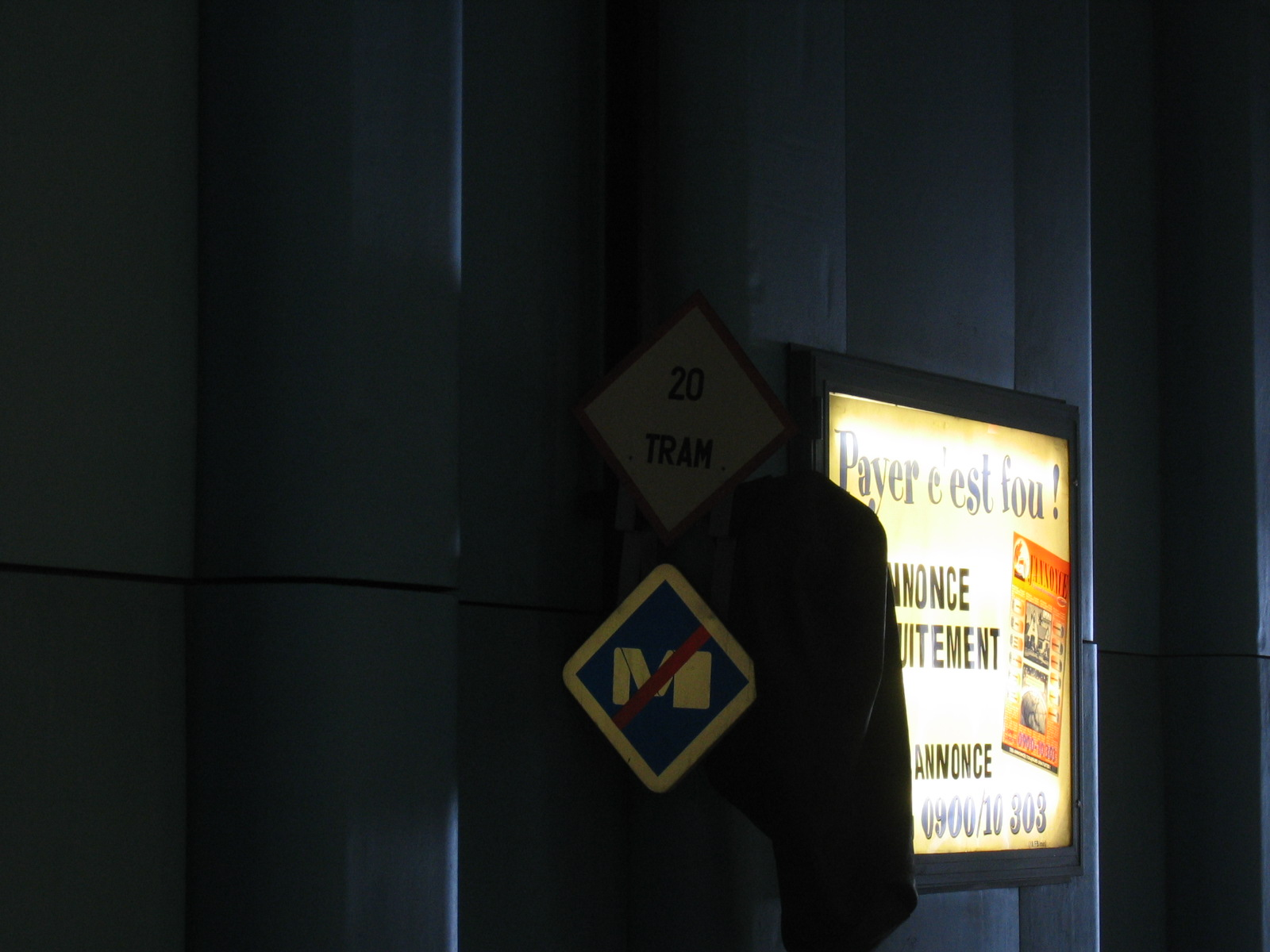
Bord einde metro-exploitatie - begin tram-exploitatie

### Centrale ring
De centrale ring (fr: Boucle) heeft 8 (tijdelijk 9) stations, is 4,3 km lang, en is sinds 2012 compleet in gebruik, en bestaat (vanuit het zuiden, met de klok mee) uit de stations Gare Centrale, Vilette, Ouest, Palais, Waterloo, Janson, Parc en Tirou. In 2023 is er tussen Tirou en Gare Centrale een tijdelijk station Sambre. De stations van Villette t/m Parc hebben metrokarakteristieken. Vilette ligt op een viaduct, de overige stations ondergronds. Stations Tirou, Gare Centrale en Sambre hebben meer het karakter van een stadstram: ze liggen op maaiveld, er zijn gelijkvloerse kruisingen met voetpaden en wegen en de trams rijden op zicht.

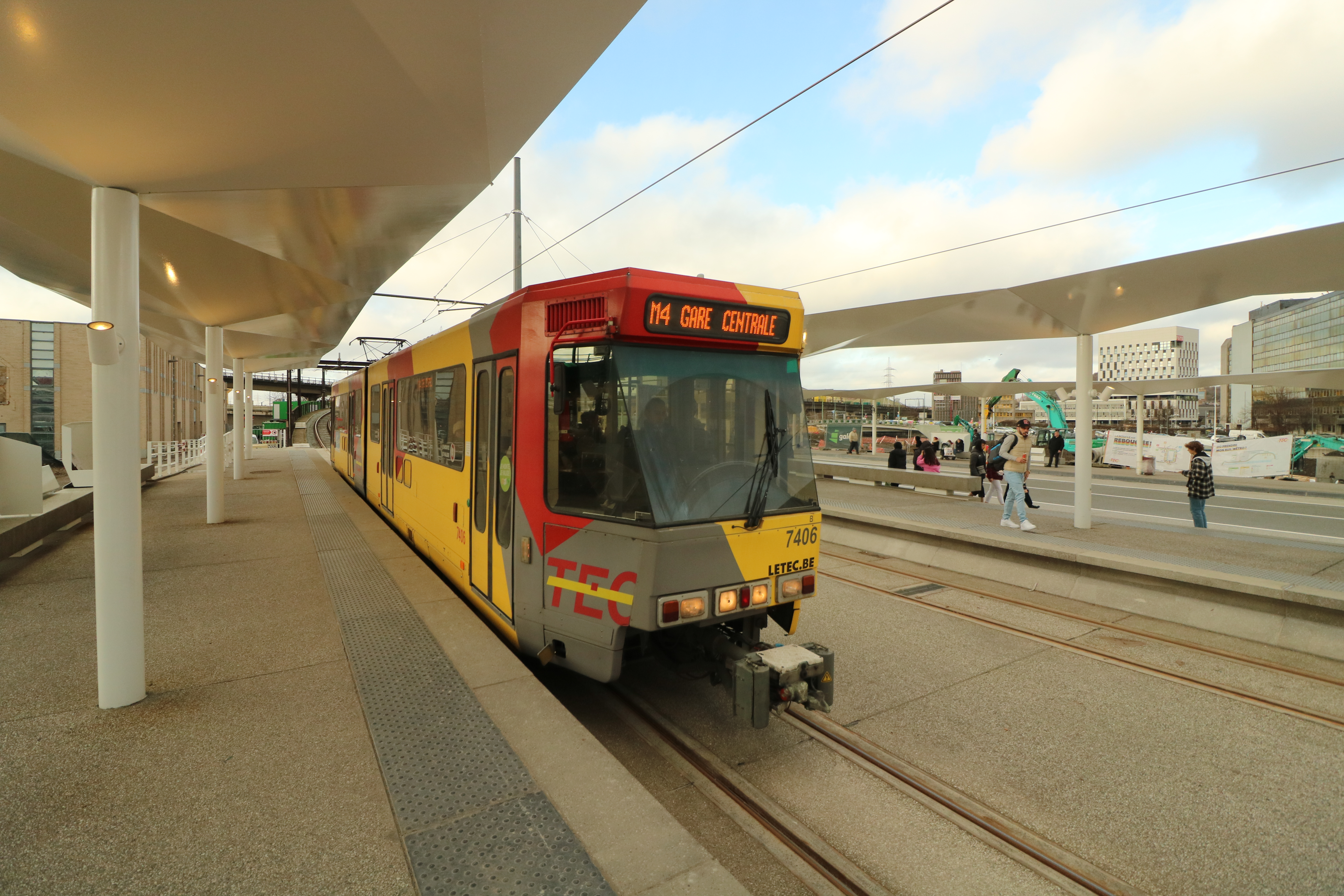
De nieuwe haltes bij Gare Centrale
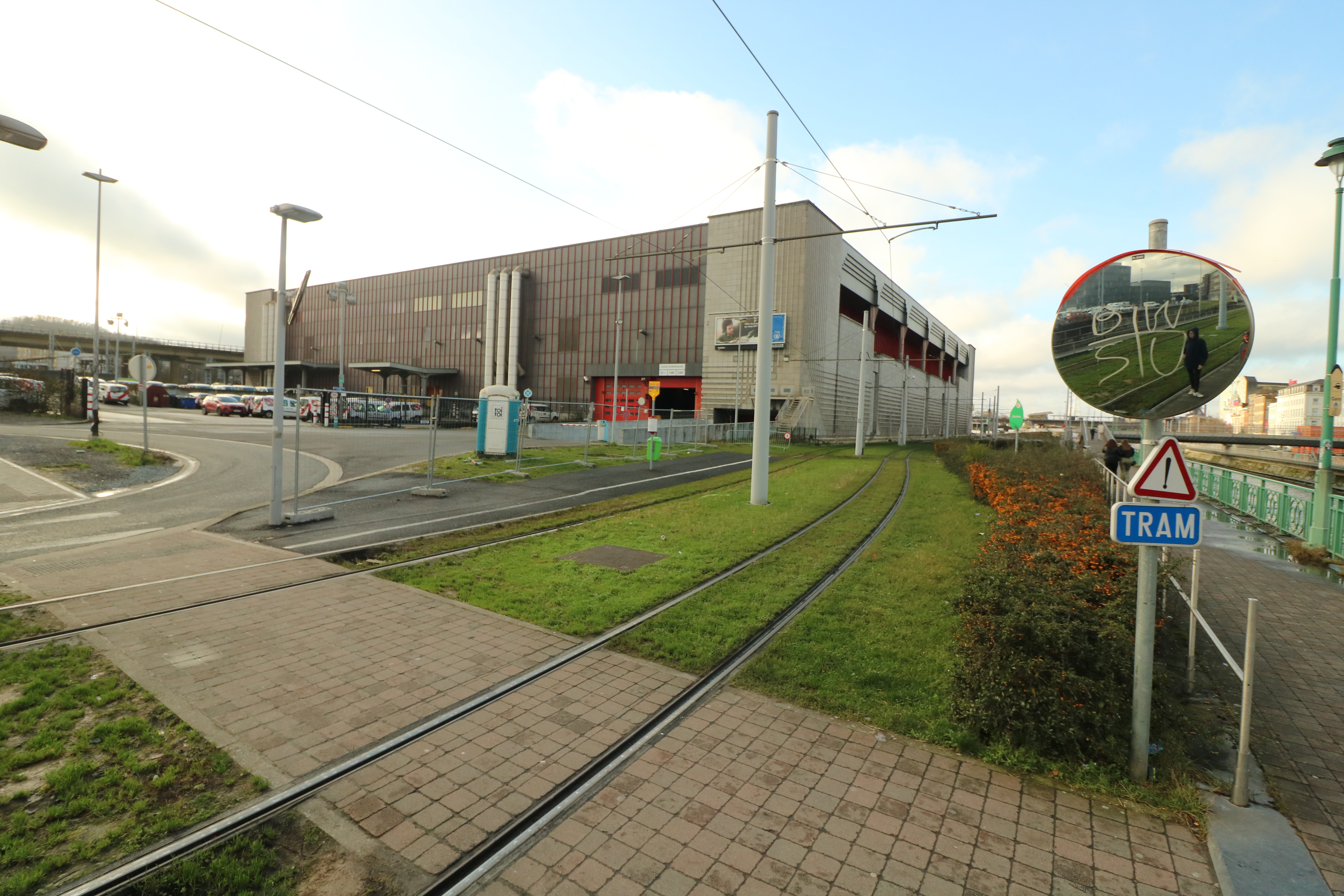
Tijdelijk station Sambre. Op de achtergrond het Gare Centrale, links buiten beeld het tijdelijk busstation "A".

### Arm naar Fontaine-'l-Éveque en Anderlues
Deze arm reikt naar het westen en heeft 16 stations in gebruik. Op de centrale ring is, tussen stations Palais en Ouest een sporendriehoek, vanaf waar deze arm aftakt. De metrolijn kruist met een viaduct de spoorlijn 140 en Chaussée de Bruxelles, en vervolgens station Piges dat op een viaduct ligt. Vlak na station Piges takt de lijn naar Jumet en Gosselies af.
Na Piges volgt na een tunnel onder de Terril van Piges, station Dampremy, dat direct aan de tunnelmond ligt. Na nog een korte tunnel en een viaduct over de Route de Mons en het Kanaal Charleroi-Brussel komt het de lijn gelijkvloers langs de weg te liggen. Hier zijn enkele gelijkvloerse kruisingen die enkel als nooduitgang van de terreinen van Cockerill-Sambre dienen. Ter hoogte van de kruising met de voormalige spoorlijn 260 heeft het traject kortstondig strengelspoor om onder het (inmiddels verwijderde) spoorviaduct door te passen. Vanaf hier komt de metro op een viaduct, bereikt station Providence, kruist met een tuibrug de Samber, komt op maaiveldniveau en kruist de Eau d'Heure en direct daarna onder spoorlijn 124. Onder deze spoorkruising is een station in ruwbouw aanwezig, dat gepland was als transferium met een, te verplaatsen, station Station Marchienne-au-Pont. Hierna duikt de metrolijn ondergronds en heeft in het centrum van Marchienne-au-Pont ondergronds station De Cartier. Vervolgens komt de lijn omhoog, en kruist met een boogbrug weer de Samber en bereikt viaductstation Moulin in Monceau-sur-Sambre. De lijn kruist de Rue de Mons weer en ligt daarna op een dijk langs de N90, tot station Goutroux in Morgnies. De lijn kruist vervolgens met een viaduct de N90, dan op maaiveldniveau en onder de R3 (België) tot station Leernes (in Leernes), dat in een ingraving ligt. Vervolgens boven over de N54 tot station Paradis dat op een dijk ligt. Daarna gaat het spoor langzaam ondergronds tot ondergronds station Fontaine in Fontaine-l'Évêque. De lijn ligt vervolgens tot het westen van Fontaine onder de N90, buigt af en bereikt station Pétria. Dit is het laatste station van het geplande metronetwerk.
Hierna gaat de lijn verder maar heeft veel meer het karakter van een aloude vicinai: de lijn is grotendeels enkelsporig, langs de kant van of in de weg, er wordt gebruik gemaakt van SNCV-enkelspoorbeveiliging; er zijn vele onbewaakte overwegen, en één overweg is uitgevoerd als treinoverweg, maar zonder slagbomen.
Vanaf Petria ligt de weg in de berm van de N90 tot de halte Surchiste. Onder de N59 is een kruisingsmogelijkheid, en buigt de lijn af, Anderlues in en kortstondig langs de voormalige spoorlijn 110 en achter huizen langs tot halte Route de Thuin. De Chaussée de Thuin wordt gekruist, en de tramlijn ligt langs de rustige Rue des Déportés, die zeer schuin gekruist wordt. Langs deze weg ligt het bus- en tramdepot Anderlues. Direct hierna volgt de tweede kruisingsmogelijkheid in station Jonction. De lijn slaat rechtsaf en ligt verderop midden in de Rue de la Station-Rue Paul Janson, waar nog een halte Rue de la Station is. Daarna gaat de lijn buigt weer terug langs de N90, naar het dubbelsporige station Monument. Dit is het laatste station aan de lijn, en heeft geen verhoogde perrons. De lijn gaat vervolgens nog enkelsporig enkele honderden meters verder, buigt linksaf en heeft dan nog een omloopmogelijkheid, tot het tegenwoordige einde van de lijn. Achter het stootblok was de voormalige lijn naar Binche en La louviere, die in 1982 geheel vernieuwd werd en met de huidige trams bereden werd maar in 1993 toch opgeheven werd. Dit is (nog?) geen fietspad geworden; tussen Binche en La louviere is dat grotendeels wel het geval.

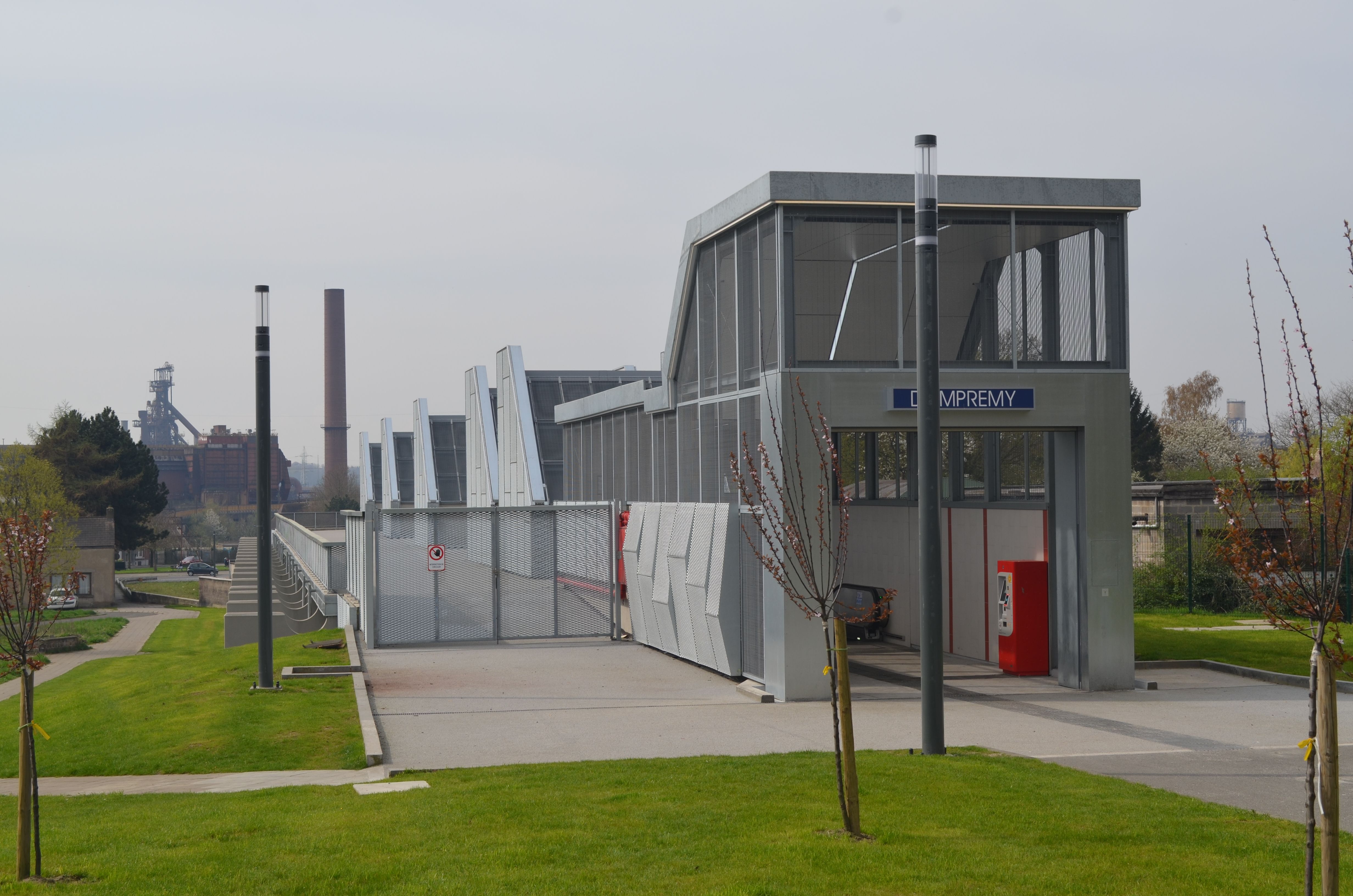
Ingang van het station Dampremy
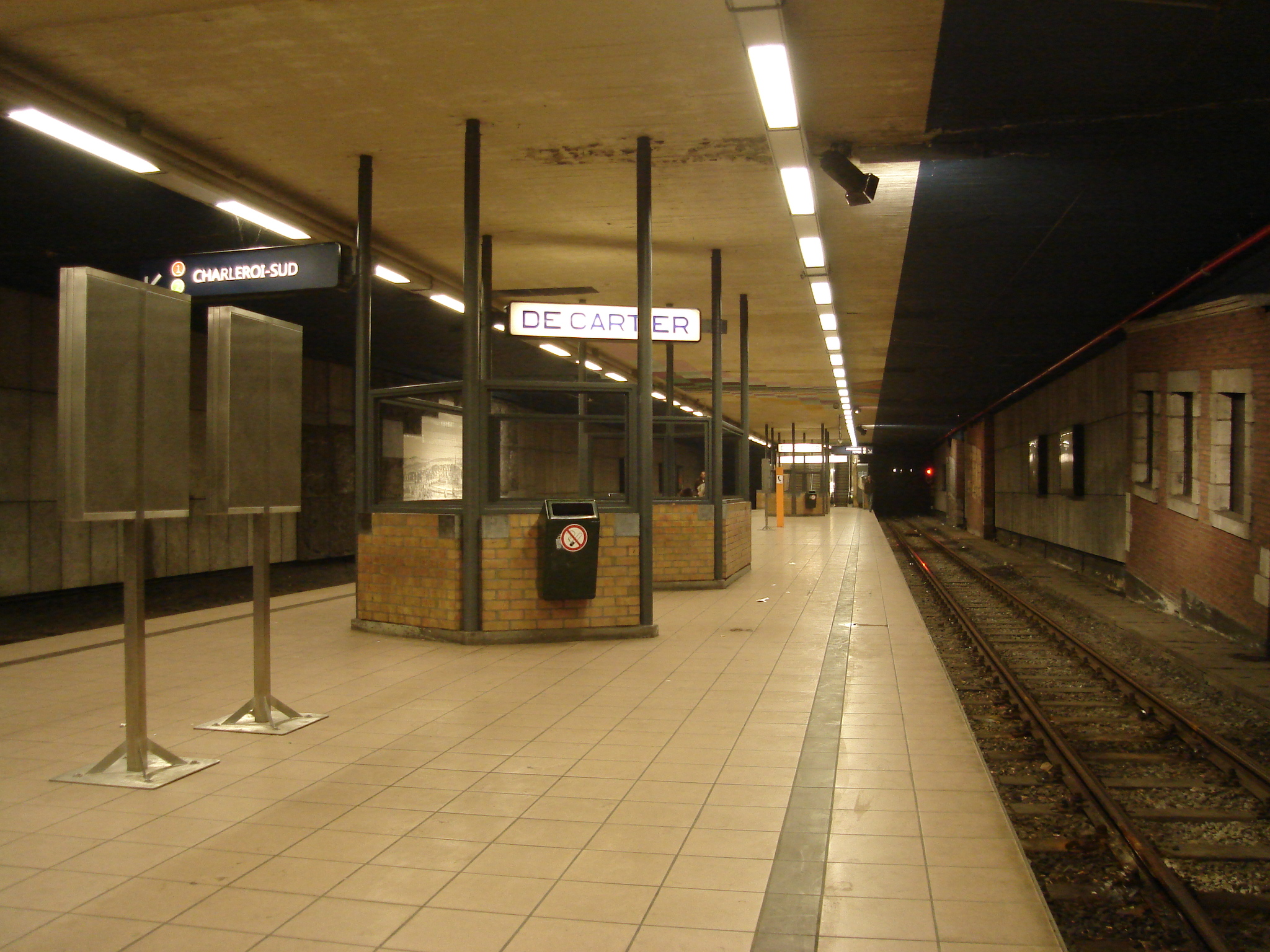
Binnenzicht van het station De Cartier
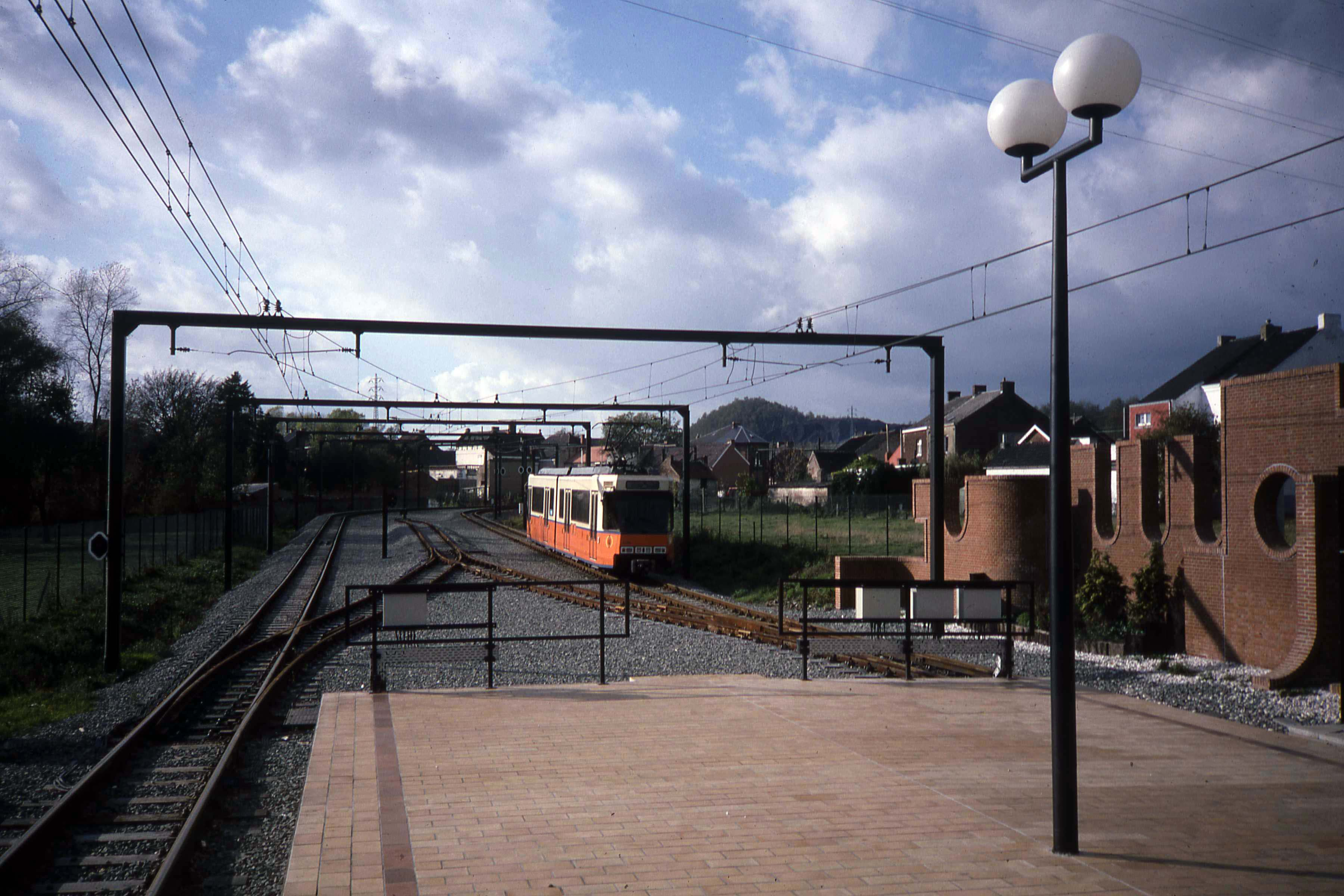
Na station Pétria gaat de metrobaan over in de klassieke buurtspoorweg naar Anderlues.
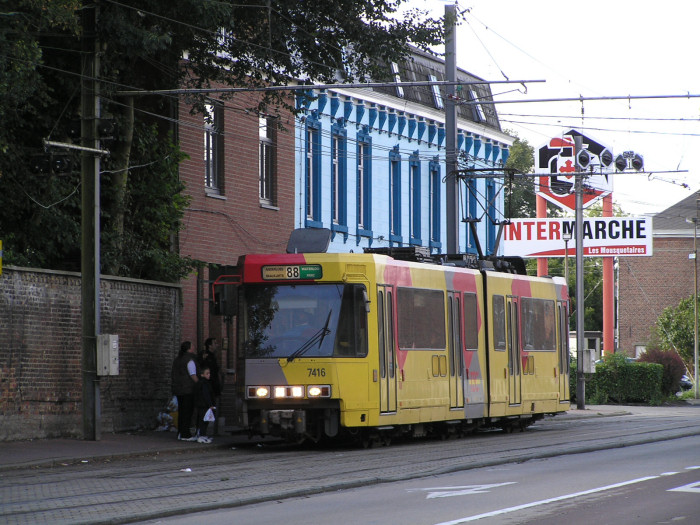
Het eindpunt van de tramlijn in Anderlues

### Arm naar Jumet en Gosselies
Deze arm reikt naar het noorden en heeft 18 stations. Direct ten westen van station Piges is er een aftakking naar het noorden. Na station Sacré-Madame komt de lijn in het midden van de Chaussée de Bruxelles (N5) te liggen en volgt de route waar de eerste tramlijn tussen Charleroi en Gosselies tussen 1887 en 1915 aangelegd is. Hier liggen achtereenvolgens La Planche, Dechassis, Marie Curie (bij het gelijknamige ziekenhuis), Saint-Antoine, Puissant, Chaussée de Gilly en Rue Berteaux liggen. Vervolgens rechts de aftakking naar het depot van Jumet, waarna de tramlijn uit de middenberm van de N5 komt en het transferium Madeleine ligt. Na een viaduct over de A54 splitst de lijn zich in twee takken, beiden enkelsporig die maar in een richting worden bereden. Richting het noorden ligt de lijn grotendeels in de straat. De halten zijn Carosse, Léopold, Calvaire, Bruyere en de eindhalte is het driesporige Faubourg de Bruxelles, bij het oude SNCV-station, dat nog steeds als standplaats voor bestuurders gebruikt wordt. Vanaf Faubourg de Bruxelles in zuidelijke richting volgt de lijn een iets oostelijker tracé, grofweg de route van de opgebroken spoorlijn 119 volgend. Vanaf de halte Faubourg de Bruxelles volgt een kort stuk op eigen baan, daarna komt de lijn in de weg te liggen. De haltes zijn achtereenvolgend Rue du Chemin de Fer, Emailleries, City Nord (bij het gelijknamige grootwinkelcentrum), Chaussée de Fleurus, waarna de lijn een stuk op vrije bedding ligt tot deze zich bij Carosse weer op de Chaussée de Bruxelles voegt.

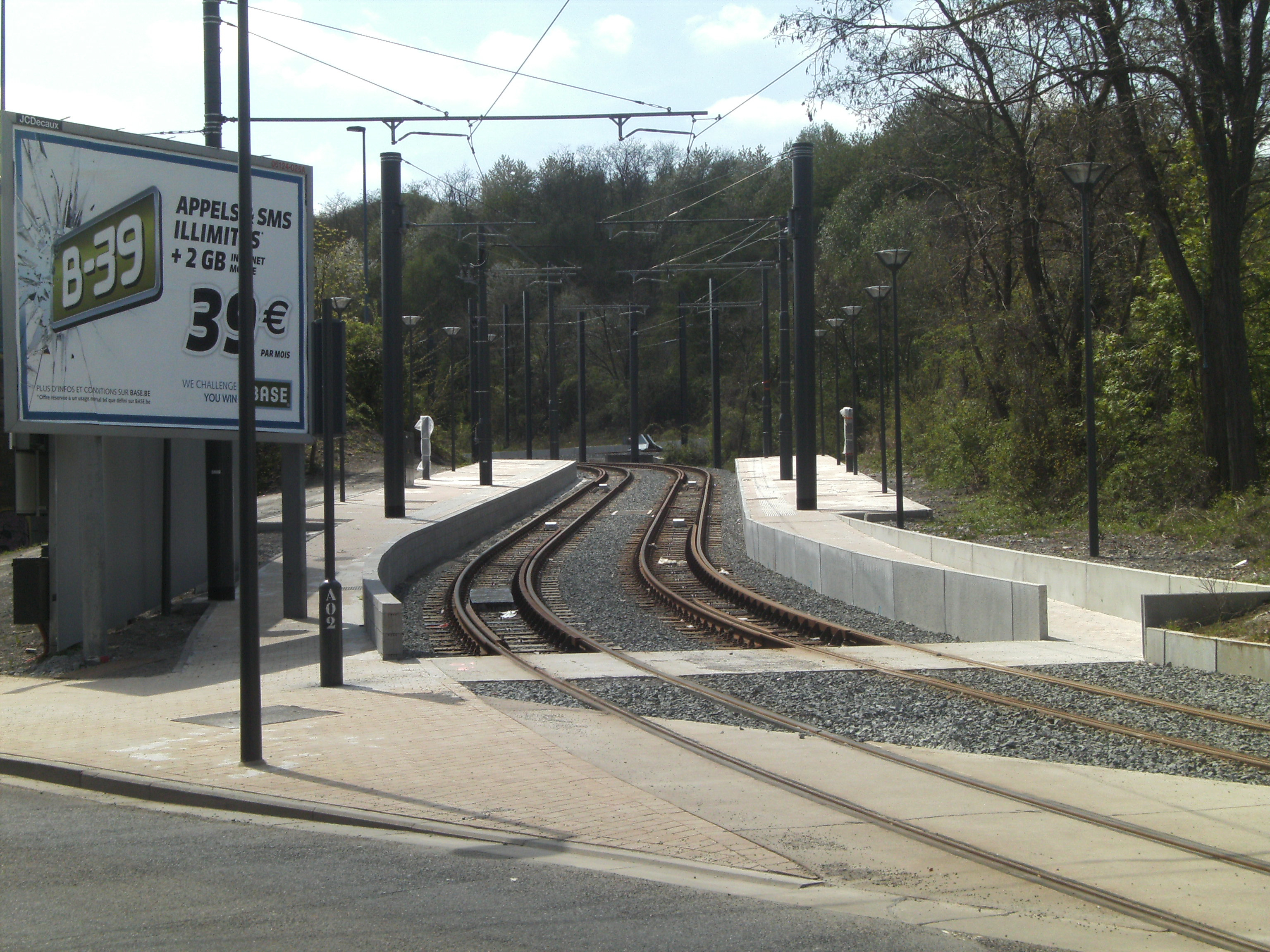
Halte Sacré Madame in Dampremy
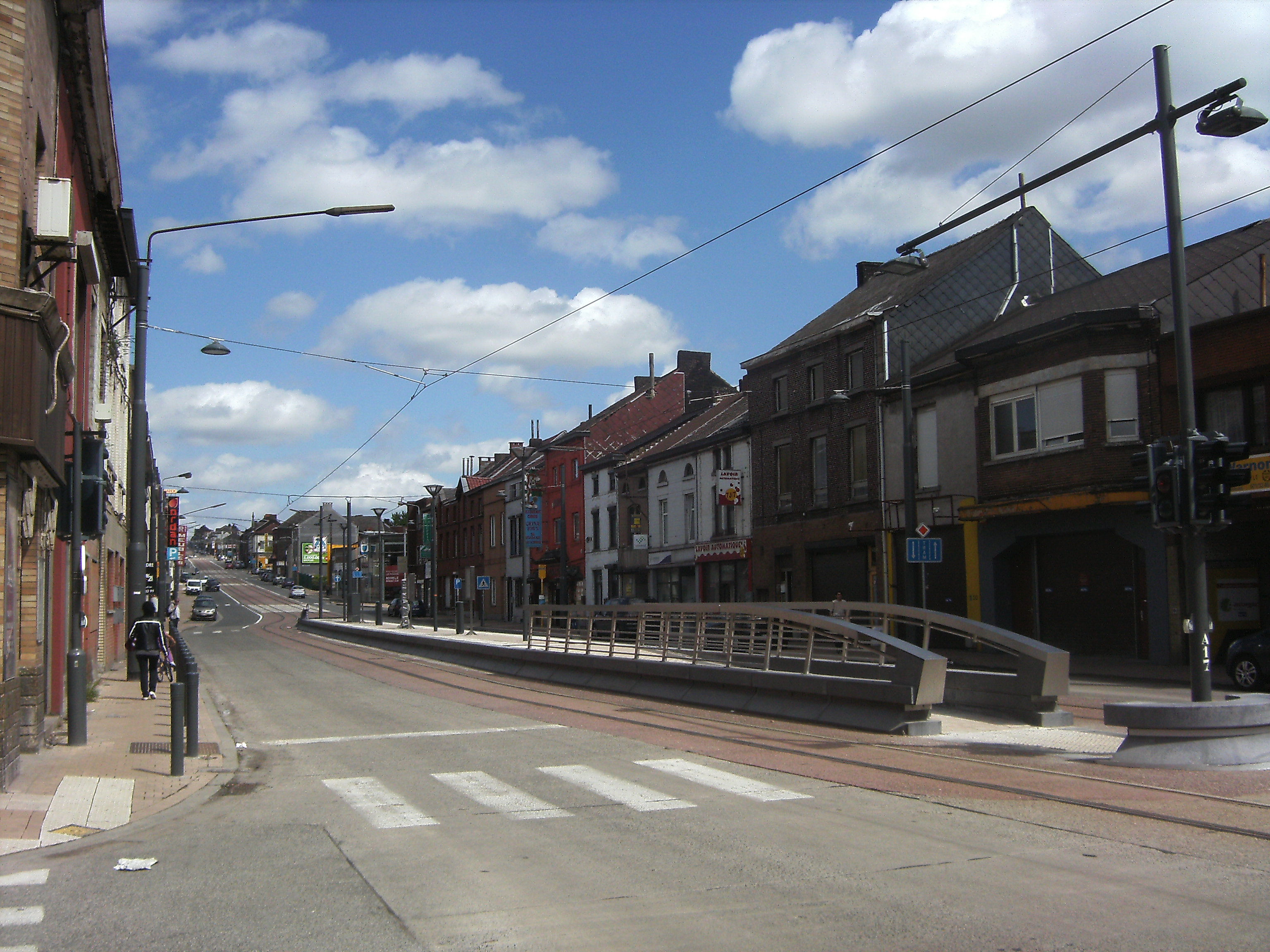
Halte La Planche in Dampremy
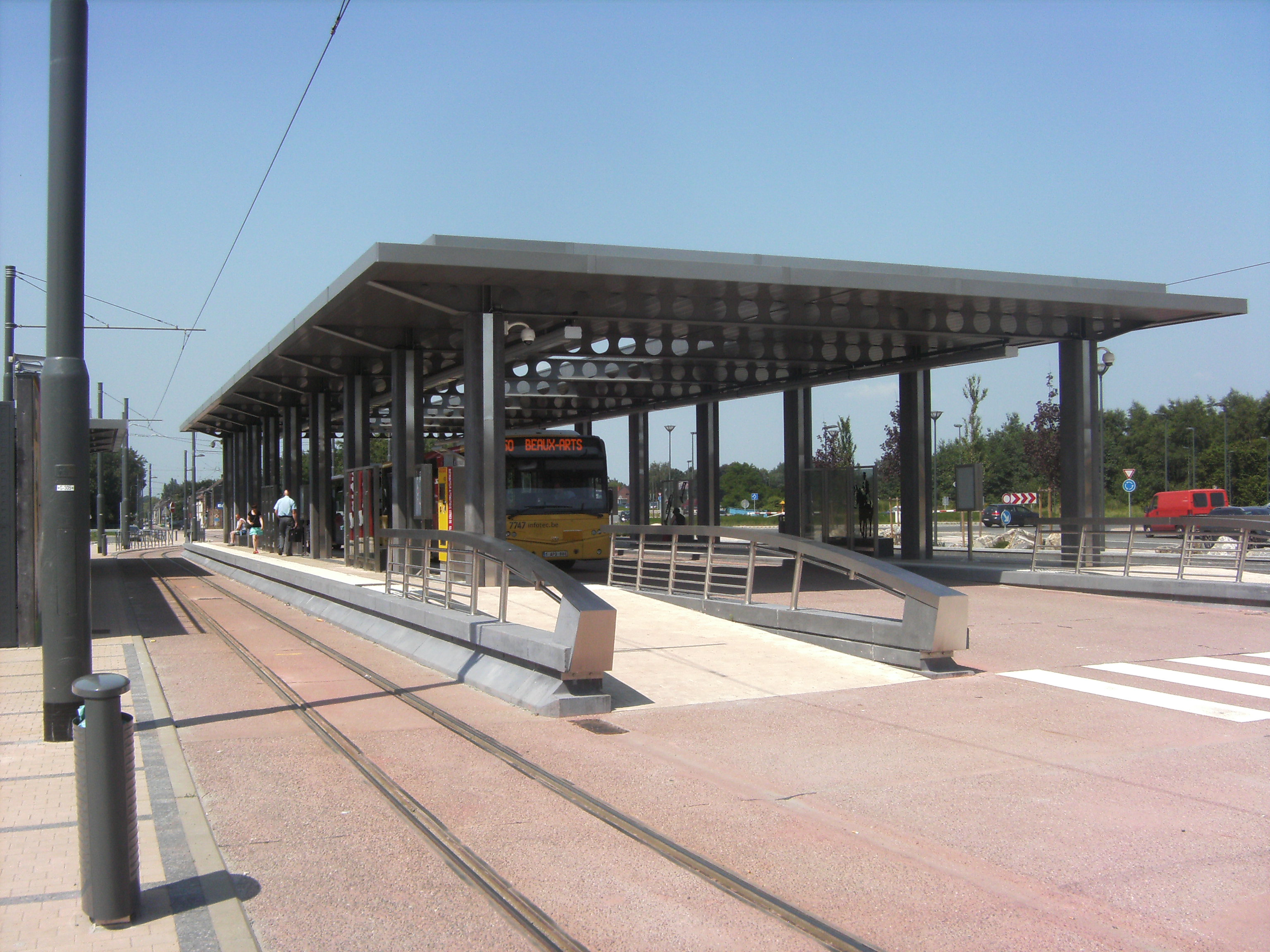
Halte Madeleine in Jumet, een overdekte halte voor tram en bus met Parkeer en Reis-voorziening
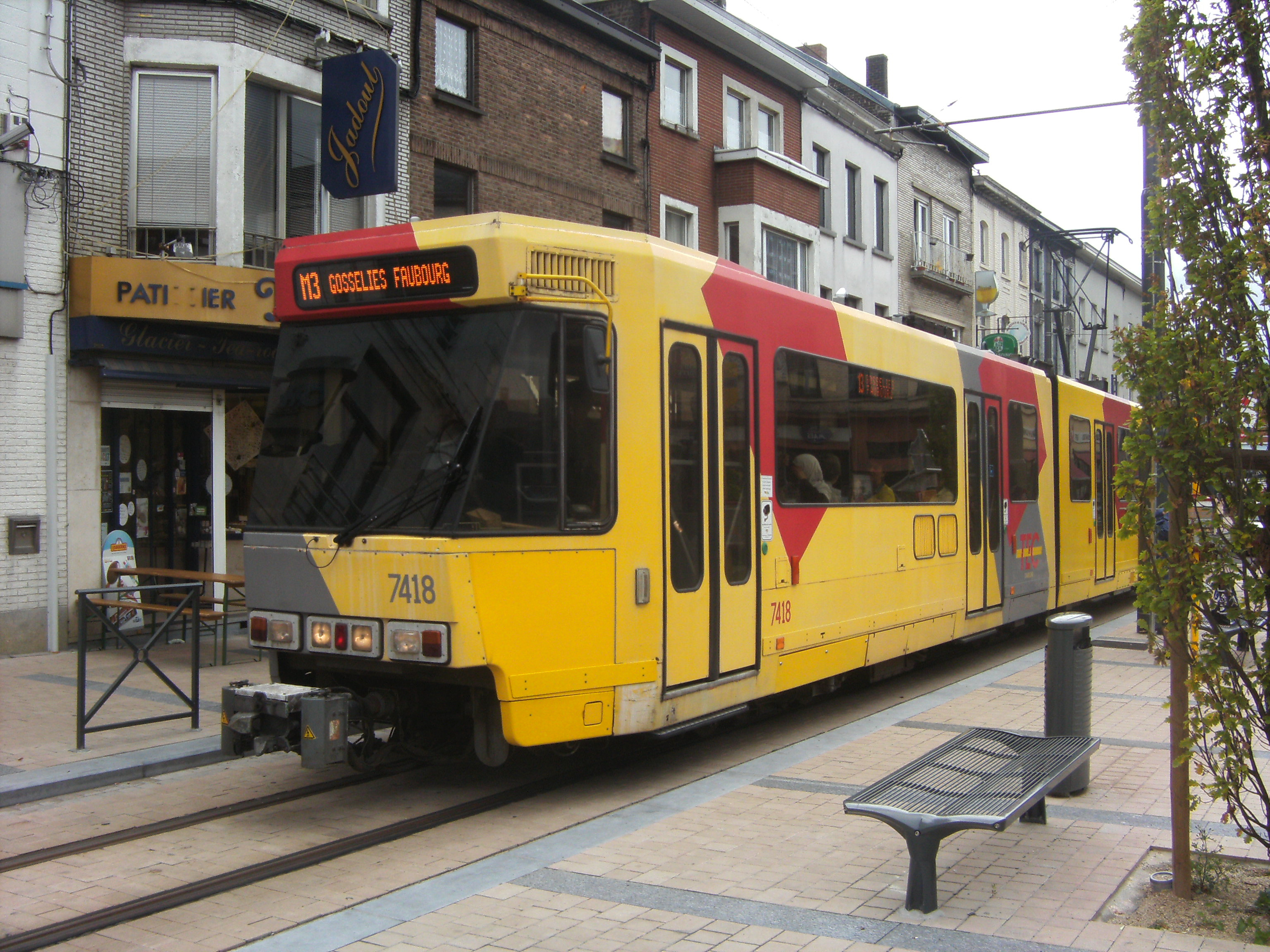
Tram in Gosselies
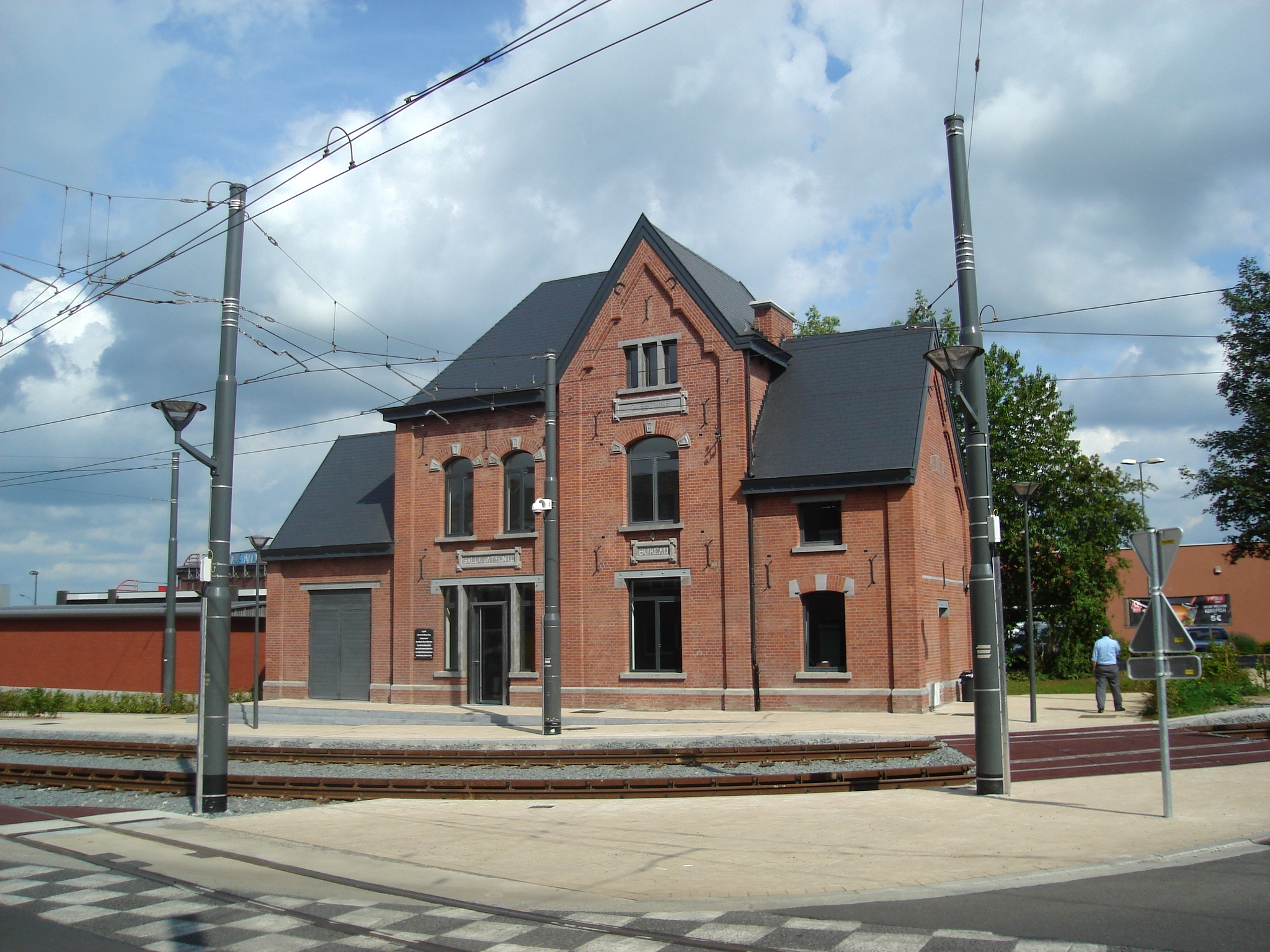
Faubourg de Bruxelles halte in Gosselies, eindstation

### Arm naar Gilly en Soleilmont

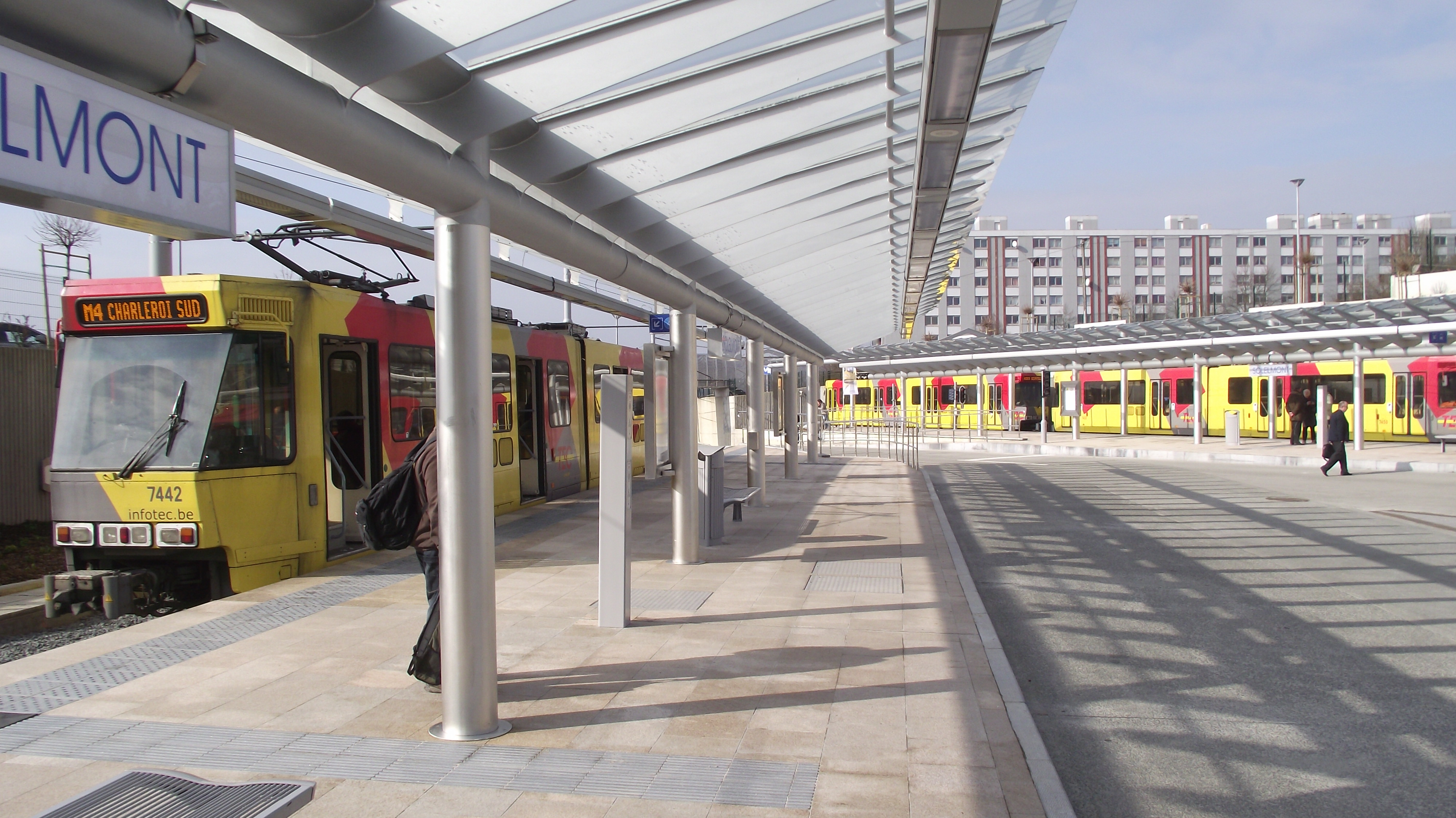
Het station Soleilmont tijdens de openingsdag

Deze arm reikt naar het oosten en heeft 6 stations in gebruik. Vanaf station Waterloo op de centrale ring ligt de lijn in een tunnel en gaat eerst in zuidoostelijk richting Neuville (de arm naar Centenaire en Châtelineau). Vlak voor de tunnelmond maakt de lijn een scherpe bocht naar links, waarbij door middel van een spoorkruis van richting gewisseld wordt, de trams rijden hier normaal links. De haltes zijn Samaritaine, Gazomètre en Gilly. Na Gilly komt de lijn op een lang viaduct waarna in een korte tunnel Marabout ligt. Hierna ligt de lijn weer kort in de open lucht, volgt nog een tunnel waarna de halte Sart Culpart ligt, dat als enige van de stations onder metroregime zijperrons heeft. De lijn gaat onder de R3 door, waaronder in ruwbouw het oorspronkelijk bedoelde Sart Culpart ligt. Hierna komt de lijn uit op eindstation Soleilmont, waar in een keerlus een uit- en instapperron die gelijkvloerse overstap op bussen bieden, en waar ook een P&R is.
1Op de oorspronkelijke plannen stonden twee stations na Gilly: Marabout en Soleilmont. De STIC en de NMVB hadden echter ruzie over de naam van Station Soleilmont, de NMVB noemde dit station Sart-Culpart. Het oorspronkelijk geplande station Soleilmont heet nu inderdaad Sart-Culpart. Een nieuw station Soleilmont is als eindpunt gebouwd. Beide namen (Soleilmont en Sart-Culpart) zijn dus uiteindelijk gebruikt voor twee verschillende stations.

### Arm naar Centenaire en Châtelineau
Deze arm is deels aangelegd in de jaren '80 en '90 van de 20e eeuw, maar nooit in gebruik genomen. Er zijn 4 stations die ooit geheel gereed waren, maar nu zwaar gevandaliseerd. Daarna zijn er nog twee stations in ruwbouw aanwezig zijn.
Vanaf station Waterloo op de centrale ring ligt de lijn in een tunnel. De lijn volgt hier grofweg het tracé van spoorlijn 140A. Vlak voor de tunnelmond takt de arm naar Gilly en Soleilmont af. Direct na de tunnelmond ligt de lijn op een lang viaduct, waarop een spoorkruis ligt, zodat de trams hier normaliter links zouden rijden. Het viaduct kruist de N90 en heeft station Neuville, en Chet, waar de lijn op een spoordijk die langzaam verandert in een ingraving komt te liggen. Station Pensee ligt half verzonken in een spoorsleuf. In een korte tunnel lag station Centenaire, waarvan de bovengrondse entrée in 2015 is afgebroken. Hierna buigt de baan af van het tracé van de spoorlijn 140A. Vanaf hier is er geen spoor en afgebouwde stations meer, de lijn is slechts in ruwbouw aanwezig. De spoorlijn 140A wordt onderlangs gekruist (de metro werd rond 1986 aangelegd, de spoorlijn in 1988 opgeheven), en even verder ligt station Champeau (in ruwbouw). Na twee korte tunnels (de baan is hier vrijwel overgroeid) het station Roctiau (weer in ruwbouw - dit station wordt soms Léopold genoemd, naar de verderop liggende Rue Léopold, maar dat is een moderne benaming). Hierna volgt nog een korte ingraving, waarna het gebouwde deel in een tunnel onder de parkeerplaats van winkelcentrum Cora abrupt ten einde komt. Van een verder verloop van de lijn richting Châtelineau is nog niets gebouwd.
In 2021 kende Europa subsidies toe voor aanleggen van lijn M5 voorzien in 2026. Het project voorziet renovatie van de nooit gebruikte stations Neuville, Yernaux Pensée en Centenaire en afwerking van Champeau en Roctiau, allen uit de jaren 80. Verderop is er een nieuw tracé met twee stations: Corbeau (ondergronds) en Les Viviers (bovengronds) tot aan het Grand Hôpital de Charleroi (GHdC).

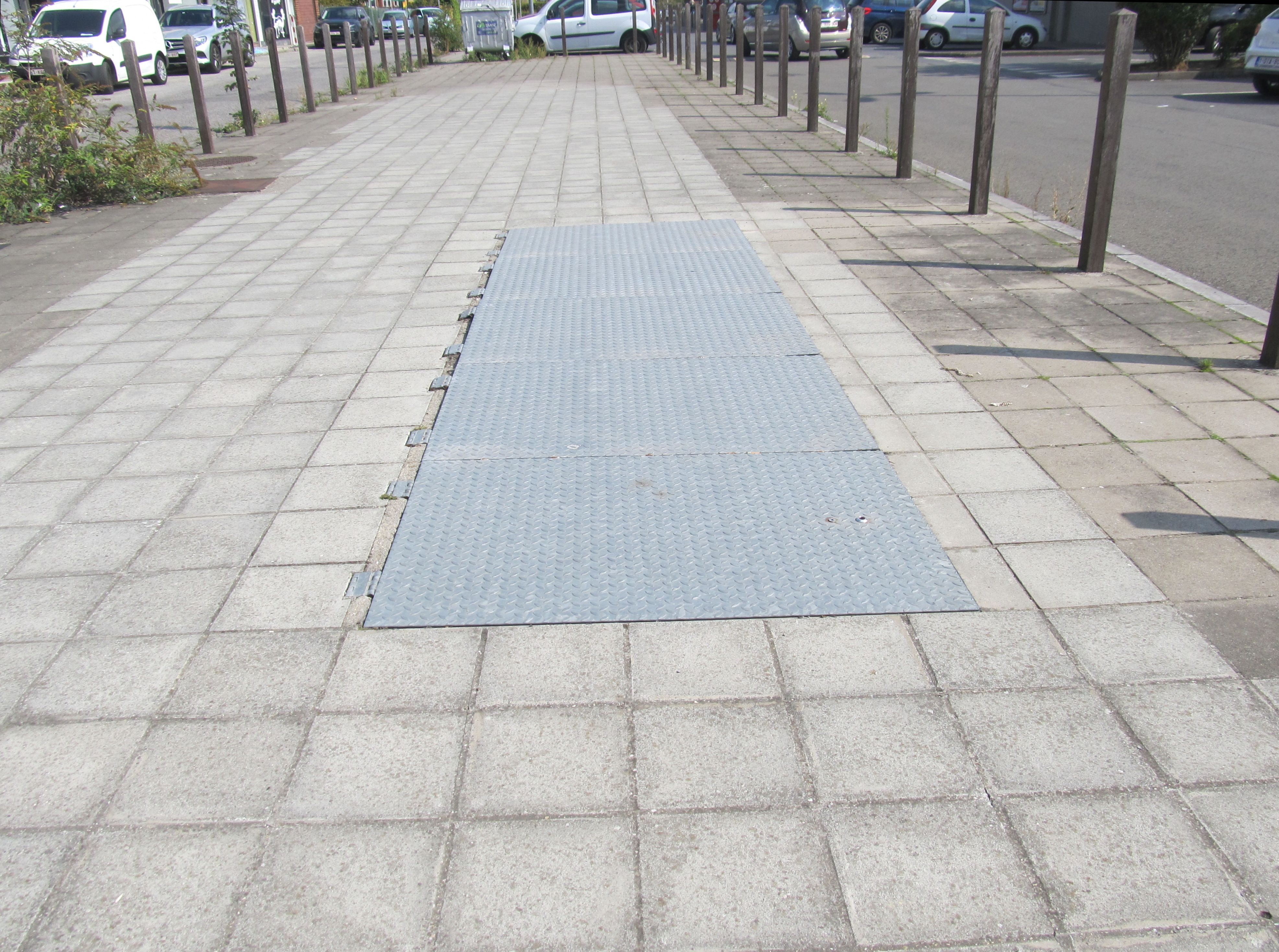
De plek waar ooit de ingang van Centenaire stond
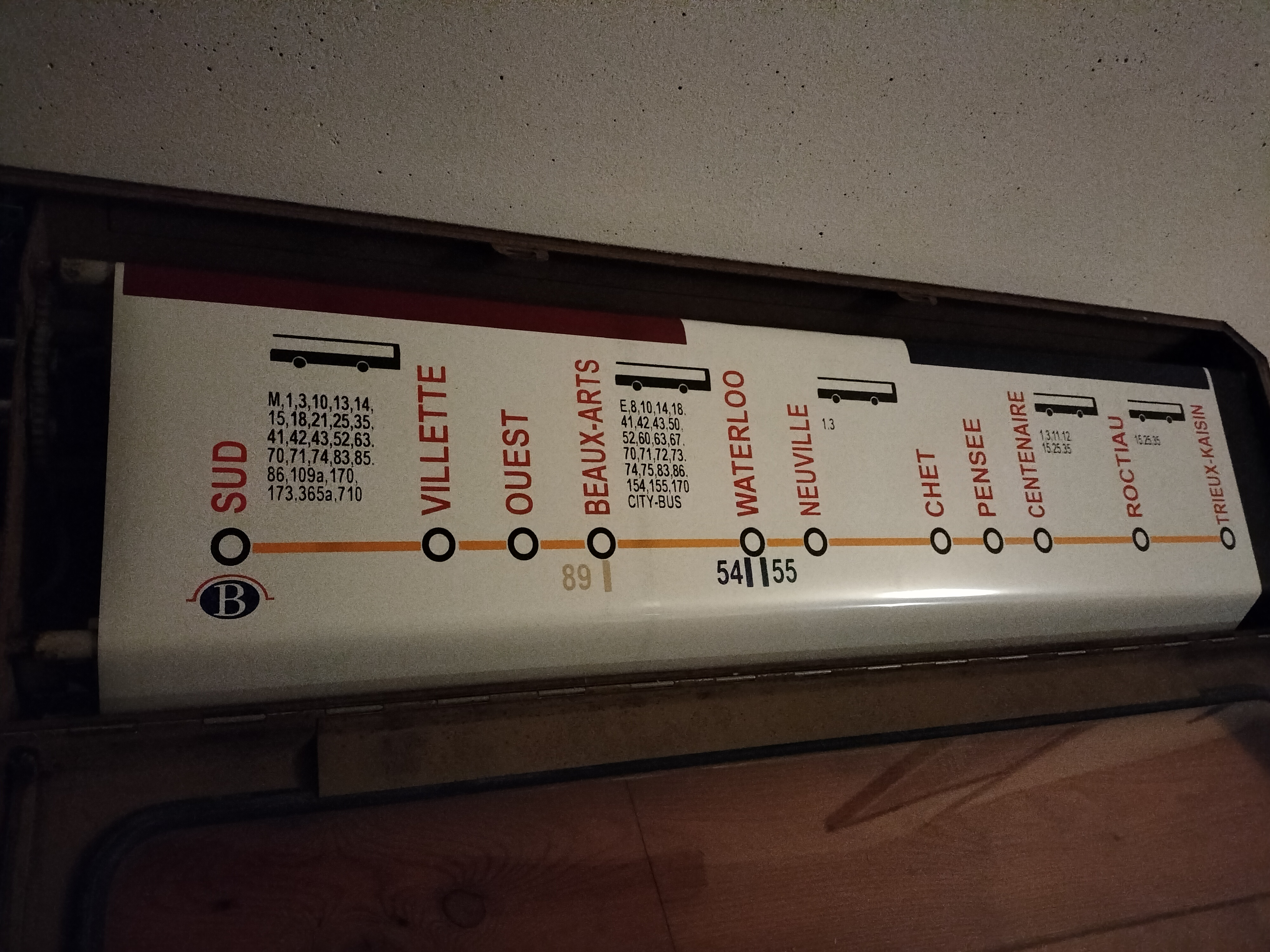
Lijnfilm van de tram voor lijn 57, hier gegeven als van Sud naar Trieux-Kaisin (in Châtelineau)

## Exploitatie

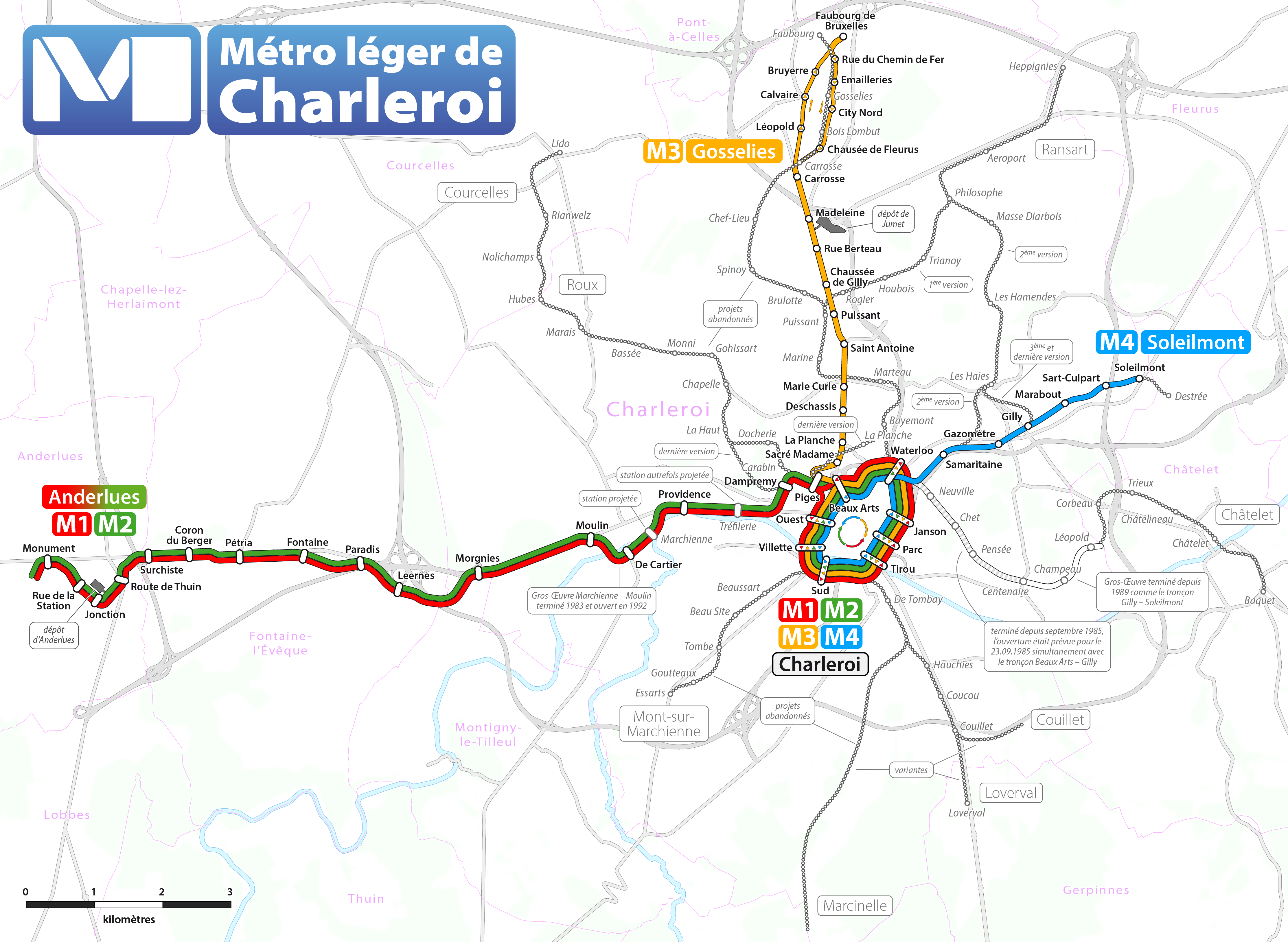
Het netwerk in 2013 met de nieuwe lijnnummers 1 t/m 4, deze kaart is inmiddels verouderd.

Er zijn vier lijnen die allen vanaf een eindstation naar de centrale ring rijden, die een keer rond en weer terug naar hetzelfde eindstation. Lijn 1 en 4 rijden tegen de klok in, lijn 2 en 3 met de klok mee.
Deze lijnen worden alle door de TEC Charleroi geëxploiteerd. De exploitatie stopt relatief vroeg (omstreeks 20:00) en begint ook zeer vroeg (omstreeks vijf uur in de ochtend op werkdagen). Na 20 uur rijden een paar avondbussen die ongeveer dezelfde route hebben als de lightraillijnen.
Met de netuitbreidingen is het busnet in Charleroi en de streek gereorganiseerd en rijden de meeste buslijnen niet meer naar het centrum maar eindigen bij OV-knooppunten in:
- Jumet Madeleine (lijn 3)
- Gilly Soleilmont (eindpunt lijn 4)
- Marchienne-au-Pont de Cartier (lijn 1, 2)
- Anderlues Jonction (lijn 1,2)

#### Lijn M1 en M2: Anderlues — Fontaine-l'Éveque — Marchienne-au-Pont — Charleroi
Lijnen M1 en M2 rijden beiden Anderlues - Centrale ring - Anderlues. Lijn 1 rijdt de centrale ring tegen de klok in, lijn 2 met de klok mee.
De lijnen rijden elk een halfuurdienst, samen een kwartierdienst, op weekdagen ongeveer van kwart voor 5 's morgens tot 20 uur 's avonds. Hierna is er een vervangende bus M1ab. M1 rijdt zelfs maar tot 19 uur.

#### Lijn M3: Gosselies — Jumet — Charleroi
Lijn M3 rijdt Gosselies - Centrale ring - Gosselies en rijdt met de klok mee over de centrale ring. In Gosselies bedient de lijn verschillende haltes in noordelijke en zuidelijke richting.
De lijn rijdt elke 10 minuten, op weekdagen ongeveer vanaf half 5 vanaf Jumet en 5 uur vanaf Gosselies, tot 19.30 uur 's avonds. Hierna zijn er tot 20:30 uur nog ritten van Gosselies tot Jumet. Hierna is er een vervangende bus M3ab.
Opmerkelijk is dat de 10-minutendienst begint vanaf de eerste rit.

#### Lijn M4: Gilly — Charleroi
Lijn M4 rijdt Soleilmont - Centrale ring - Soleilmont en rijdt tegen de klok in over de centrale ring.
De lijn rijdt elke 10 minuten (op woensdagen tussen 12 en 1 elke 5 minuten), op weekdagen vanaf 5 uur 's morgens tot 20 uur 's avonds. Hierna is er een vervangende bus M4ab.
Opmerkelijk is dat de 10-minutenfrequentie meteen met de eerste rit begint.
In 2012 reed deze lijn enkele maanden met dubbeltractie, maar dat is na anderhalf jaar opgehouden.

## Plannen

### Oorspronkelijke plan (1976)
Naast de deels uitgevoerde armen naar Fontaine, Gilly en Centenaire (die laatste niet in gebruik genomen) waren er nog 5 armen gepland:

#### Arm naar Roux en Courcelles
Deze arm zou na station Piges aftakken, richting het noordwesten naar Roux en Courcelles lopen.
De lijn zou na Piges de volgende stations hebben: La-Haut, Gohissart, Monni, Bassée, Marais, Hubes, Nolichamps, Rianwelz en Lido.
Na La-Haut (tunnelstation) zou de hele lijn op vrije baan liggen, behalve een viaduct tussen Bassée en Marais, waar het Kanaal Charleroi-Brussel en spoorlijn 124 overgestoken moesten worden.

#### Arm naar Jumet en Gosselies
Deze arm zou vanuit station Waterloo (toendertijd Nord geheten) aftakken en richting het noorden naar Jumet en Gosselies lopen, hierbij grotendeels het tracé van spoorlijnen 264, 119A en 119/121 volgen. Later zou hier nog een arm naar het vliegveld en Ransart van af takken.
De lijn zou na Waterloo de volgende stations hebben: Bayemont, Marteau, Bon-Air, Marine, Puissant, Brulotte, Spinoy, Chef-Lieu, Carosse, Bois-Lombu, Gosselies en Faubourg.
De lijn zou vanaf Nord eerst op een rijbaan tussen de twee armen van de A54 liggen (deze baan is reeds aangelegd en wordt momenteel als materieel-inzetplaats gebruikt, en verderop als busbaan). Hierna met een kort viaduct naar Marteau, vervolgens in een tunnel tot Marine, en nog een korte tunnel tussen Puissant en Brulotte, waar ook de lijn naar Ransart zou aftakken. De rest van de lijn lag op maaiveld (meest oude spoorbedding).

#### Arm naar Ransart
Deze arm zou vanuit station Puissant (op de arm naar Gosselies) aftakken richting het noordoosten naar het vliegveld en Ransart lopen, hierbij deels het tracé van spoorlijn 119/121 volgend.
De lijn zou na Puissant de volgende stations hebben: Rogier, Houbois, Trianoy, Philosophe, Aéroport en Heppignies.
De lijn zou na een korte tunnel tussen Puissant en Rogier geheel op maaiveld liggen, en langs de zuidkant van de luchthaven, waar toen nog de terminals waren.

#### Arm naar Couillet
Deze arm zou van de centrale ring aftakken tussen Sud en Tirou, en richting het zuidoosten naar Couillet en Loverval lopen, geheel in een tunnel onder de N5 (Avenue, Route en Chaussée de Philippeville).
De lijn zou na station Sud de volgende stations hebben: Detombay, Hauchies, Coucou, Couillet en Loverval.

#### Arm naar Mont-sur-Marchienne
Deze arm zou van de centrale ring aftakken tussen Sud en Vilette, en richting het zuidwesten naar Mont-sur-Marchienne lopen, wellicht in een tunnel onder de N53 (Avenue Paul Pasteur).
De lijn zou na station Sud de volgende stations hebben: Beaussart, Beau Site, Tombe, Goutteaux en Essarts.

### Richting Châtelineau en Grand Hôpital de Charleroi
De arm naar Châtelineau was sinds 1986 al vrijwel volledig gereed tot aan Centenaire, en in ruwbouw tot aan Roctiau.
De Waalse regering heeft meermaals de ingebruikname van de lijn besproken, zonder evenwel de investeringen goed te keuren. Het activeren van de bestaande infrastructuur zou circa 15 miljoen euro kosten, het afbouwen van de lijn tot aan de halte Cora in Chatelineau ongeveer 24 miljoen euro. Eventueel zou er voor 12,5 miljoen euro geïnvesteerd moeten worden in nieuwe trams (al zou men waarschijnlijk ook met het huidige aantal trams de dienst kunnen opvatten). Men zal tevens een nieuwe toegang moeten bouwen boven het station Centenaire aangezien het oude gebouw rond 2015 is gesloopt
Om de lijn naar Châtelineau in gebruik te nemen zou dus 51,5 miljoen euro nodig zijn - hierbij zijn de kosten voor de exploitatie niet meegenomen. In 2015 werd alvast besloten dit de eerste jaren niet door te zetten.
Ondertussen werd in het noordoosten van Charleroi, op de locatie van de steenberg Les Viviers, een nieuw centraal ziekenhuis voor de stad gepland, het Grand Hôpital de Charleroi (GHdC).
Deze lijn werd begin 2021 voorgesteld als 1 van de mogelijke projecten die gefinancierd kunnen worden door het Europees relancefonds ter bestrijding van de economische gevolgen van de Coronacrisis in België.
In december 2021 werd aangekondigd dat de bestaande lijn in gebruik genomen gaat worden, inclusief een verlenging met twee haltes bij winkelcentrum CORA en het GHdC. De werkzaamheden zouden in juni 2023 moeten beginnen en in augustus 2026 klaar zijn.
De lijn zal lijnnummer M5 krijgen met haltes Neuville, Yernaux (oorspronkelijk Chet), Pensée, Centenaire, Champeau, Roctiau, Corbeau en Les Viviers. Deze laatste twee haltes zijn een afwijking van de plannen uit de jaren '70, waar een verlenging naar station Châtelet voorzien was.

### Overige plannen

#### Mobiliteitsplan Charleroi Métropole
Het mobiliteitsplan van de stadsregio Charleroi voorziet enkele exploitatiewijzigingen en infrastructurele aanpassingen aan het bestaande netwerk:
- Avondbediening op het netwerk: tot nu toe stopt de exploitatie rond 8 uur 's avonds, waarna parallelle buslijnen de bediening overnemen. Op korte termijn wil men daarvan afstappen en het netwerk ook 's avonds laat blijven exploiteren met lightrailvoertuigen.
- Inkorten van een van de 2 lijnen naar Anderlues: men wil binnen de stadszone de gezamenlijke frequentie verhogen, maar acht dit niet wenselijk op de hele lijn tot Anderlues. Er wordt voorzien om samen met de bouw van het nieuwe stadion ZebrArena ter hoogte van het naastgelegen station Moulin keerfaciliteiten aan te leggen, zodat een van de lijnen er kan keren. De mogelijkheid bestaat dat deze inkorting er al op kortere termijn komt, door tijdelijk de keerfaciliteiten in het verderop gelegen station Pétria te gebruiken.
- Hogere capaciteit van het netwerk: op lange termijn wil men de capaciteit van het netwerk opdrijven. Enerzijds wenst men op termijn nieuwe langere voertuigen te kopen, anderzijds wil men de frequenties verhogen. Om de frequenties op het netwerk te kunnen verhogen voorziet men aanpassingswerken aan de spoorinfrastructuur bij het station Waterloo. Nu kruist lijn M4 (en in de toekomst ook lijn M5) haar eigen tegenrichting 2 keer achter elkaar en halteren beide richtingen ook aan hetzelfde perron, terwijl er een ongebruikt perron zonder spoor naast ligt. Door de spoorlayout aan te passen kunnen deze knelpunten opgelost worden.

#### Aftakking naarBrussels South Charleroi Airport
De Luchthaven van Charleroi wordt momenteel per openbaar vervoer ontsloten door een expresbuslijn A vanaf station Charleroi-Centraal. Al jaren zijn er vragen over een hoogwaardiger verbinding. Men denkt daarbij zowel aan een betere spoorverbinding als een verbinding met de Métro Léger de Charleroi.
In 2017 was er een rapport dat voorstelde een verlenging van het net na halte Faubourg de Bruxelles in Gosselies naar de terminal van de luchthaven te bouwen. Andere plannen waren om een station onder de luchthaven aan te leggen (een plan dat later afgeserveerd werd). Sinds 2020 is het plan om station Fleurus op te waarderen tot ';'Airport station (nl: het Luchthaven-station) en een hoogfrequente pendelbus station Fleurus - Luchthaven aan te bieden, maar er werd ook gedacht aan een rechtstreekse busverbinding tussen station Luttre met een halte op station Madeleine van lijn M3, eventueel op te delen in 2 lijnen (Luttre-Madeleine-luchthaven en luchthaven-Fleurus). In 2020 werd aan een opening in zomer 2021 gedacht. Dat is niet gehaald, maar eind 2022 werden nog werkzaamheden ten behoeve van de shuttle Fleurus-luchthaven aangekondigd.Een eerder aangekondigde IC-trein tussen Charleroi, Fleurus en Leuven ging van start eind 2023.
Van een directe verbinding van de Métro Léger de Charleroi met de luchthaven is de laatste jaren maar weinig vernomen, deze werd ook niet opgenomen in het regionale mobiliteitsplan.

## Rollend materieel

### Materieel voor reizigersvervoer

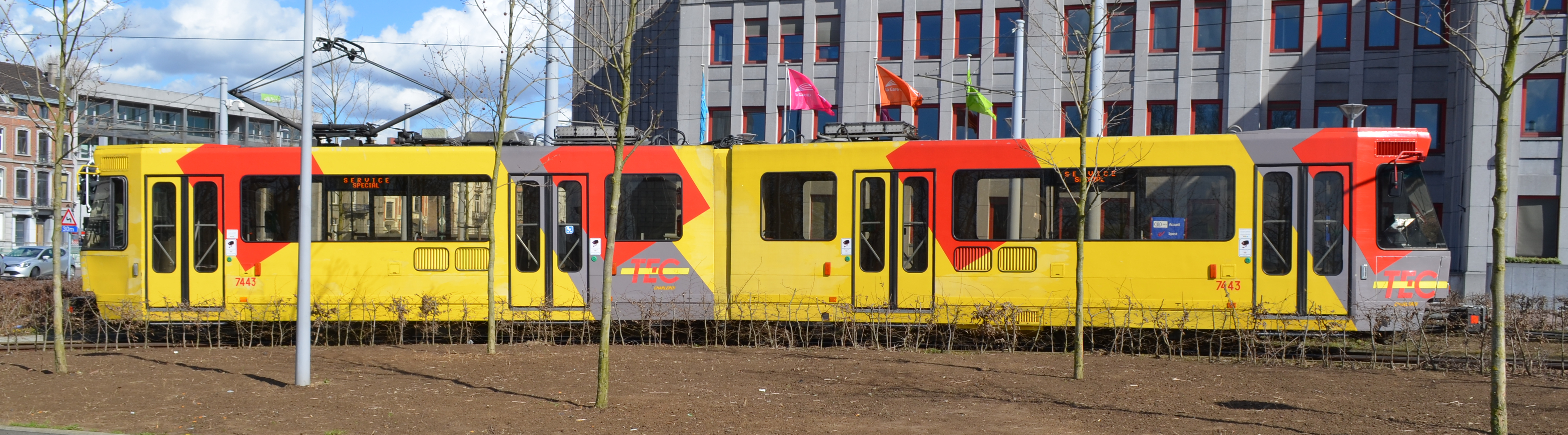
LRV in de keerlus van het station sud.

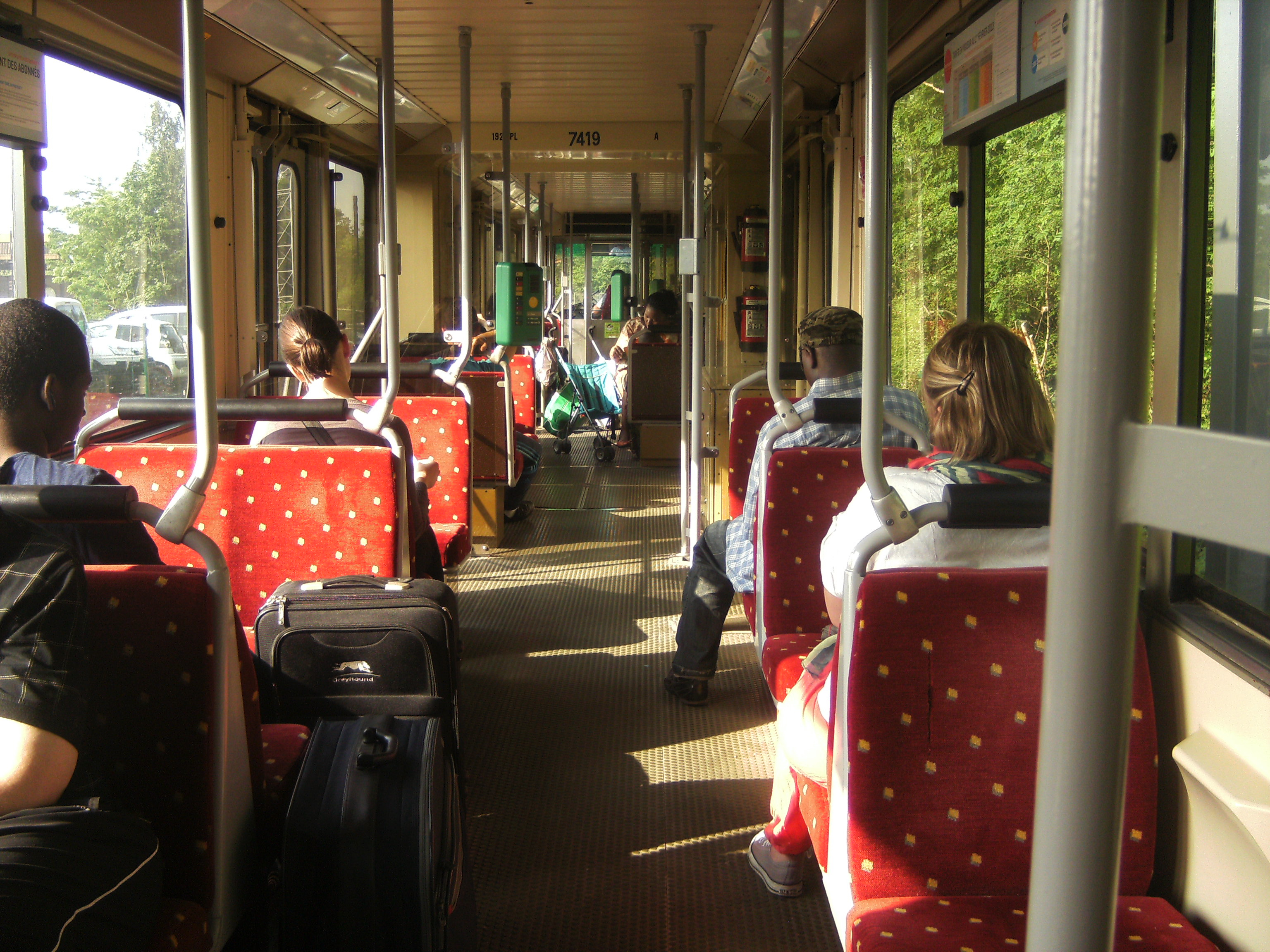
Interieur van de trams.

Métro Léger de Charleroi gebruikt de trams van het type Light Rail Véhicule, gebouwd door de toenmalige Belgische tramfabrikant La Brugeoise et Nivelles. De trams van Charleroi (reeks 6100) waren oorspronkelijk quasi identiek aan die van de Kustlijn (reeks 6000), behalve het feit dat de Kusttrams eenrichtingtrams zijn, in tegenstelling tot de trams van Charleroi die tweerichtingstrams zijn. Ook zijn ondertussen aan de Kust de trams verbouwd: ze hebben een tussenbak met lage vloer en een deels ander front gekregen en zijn inmiddels vervangen door nieuwe trams.
In Charleroi zijn 46 LRV's in gebruik; er zijn er oorspronkelijk 54 geleverd. Hiervan staat 1 buiten gebruik, vormen 4"dode voorraad" en zijn er 4 gesloopt.

### Tijdlijn
De trams voor Métro Léger de Charleroi werden door La Brugeoise et Nivelles vanaf 1981 geleverd. Niet alle trams werden rechtstreeks geleverd, sommige hadden eerst aan de Kust gereden vooraleer ze naar Charleroi kwamen. Momenteel is er nog een van de reeks 6100 aan de Kust: de 6102 die dienstdoet als depannage- en sleeptram. De 6131 is in Oostende als onderdelenleverancier gebruikt en ontmanteld.
In 2006 waren er 41 rijvaardige trams voor reizigersexploitatie. De trams die in de nieuwe TEC-kleuren werden geschilderd werden vernummerd in de 7400 reeks. De laatste trams in de oude oranje kleur (onder andere de 6103 en de 6126) zijn in 2012 uitgevoerd in het wit met grote nummers 1, 2, 3 en 4 om reclame te maken voor de nieuwe lijnnummers, die toen zijn ingevoerd. Deze hebben nu ook een nieuw nummer in de 7400-reeks en een digitale display.
De serie 6100 kan gekoppeld rijden, en de perrons zijn lang genoeg. Deze mogelijkheid wordt nog niet gebruikt, maar er worden wel testen uitgevoerd. Aan de kust hebben ze wel gekoppeld gereden. De serie 6000 kon ook gekoppeld rijden, maar inmiddels hebben ze geen koppelingen meer.
De 6103 heeft op 8 april 1981 aan de Kust een zwaar ongeval gehad in dichte mist. Tijdens een demonstratierit voor potentiële kopers uit het Midden-Oosten, worden zowel voertuig 6102 als 6103 ingezet. Die dag hing er echter dichte mist, en de 6102 botste met hoge snelheid op de stilstaande 6103. Als herstelling werd de voorkast van de 6102 vervangen door de onbeschadigde voorkast van de 6103. Na dit ongeval is het voertuig ook niet naar Charleroi gebracht, maar definitief gestald in Oostende. Hij kreeg daar nummer 6102 en is de enige Kusttram met een hoog middendeel, en ook met afwijkende kleuren. Na later in de kleuren van De Lijn geschilderd te zijn, werd en wordt hij alleen nog als sleeptram gebruikt. Tegenwoordig is hij geheel geel. BN leverde later een nieuwe 6103 rechtstreeks aan Charleroi.
De 6100 is buiten gebruik sinds 1991;
De 6107 werd na ongeluk in Oostende in 1981 niet hersteld, ging in 1984 naar Jumet, in 1986 terug naar Oostende, en werd onderdelenleverancier;
De 6117 trof hetzelfde lot in 1983;
De 6120 is buiten gebruik sinds 1988;
De 6124 is buiten gebruik sinds 1995;
De 6134 is buiten gebruik sinds 1989.
Al deze trams hebben (nog?) geen nieuw nummer gekregen en zijn wellicht nog in NMVB-kleuren. Op Streetview zijn er te Jumet in 2022 vanuit de verte nog "oranje" trams zichtbaar. Waarschijnlijk worden deze wrakken niet meer gerenoveerd.
In 2012 werd het net uitgebreid met de voltooien van de centrumring, een doortrekking van de lijn naar Gilly naar Soleilmont, en in 2013 het in gebruik nemen van de lijn naar Jumet en Gosselies. Voor deze gelegenheid werden in 2012 de laatste trams die nog in NMVB-kleuren (crème-oranje met blauwe bies) waren, omgestickerd naar een promotionele kleurstelling in wit met groot "4,3,2,1" op de zijkanten. Ook werden vanaf toen de meeste lijnfilms vervangen door led-bestemmingsdisplays. Deze kleur verdween rond 2016-2017 weer uit het straatbeeld.
Vanaf eind 2014 tot 2018 reden enkele trams in een variant op deze kleur rond, in "Charleroi Bouge"-uitvoering met vier vlakken met de lijnkleuren op de witte zijkant, met een grijze neus. Sindsdien rijden alle trams in de TEC-kleuren, geel met grijze banden en rode vierkanten.

#### Renovatie
De bestaande BN LRV worden gerenoveerd. In 2016 is een aanbesteding gestart voor de renovatie van 45 stellen. Op 25 juni 2018 is de opdracht aan Alstom gegund. Deze opdracht, die een waarde van 22 miljoen euro (€500 000 per tram) inhoudt, wordt over 5 jaar uitgevoerd. Hierbij worden het dak, de elektrische bekabeling, de bestuurderspost, de deuren, de informatiesystemen en het interieur vervangen, komt er toegang voor mindervaliden waaronder een rolstoelplaats. Ook worden de koppelingen verwijderd en vervangen door een noodkoppeling, om trams in geval van panne weg te slepen, en wordt de hele kop vernieuwd. De bedoeling was om een eerste stel in 2019 klaar te hebben, en daarna jaarlijks 12 stellen te renoveren. Deze renovatie zou uitgevoerd worden in de Alstom-fabrieken in Charleroi, met ondersteuning van Britse Alstom-ingenieurs.

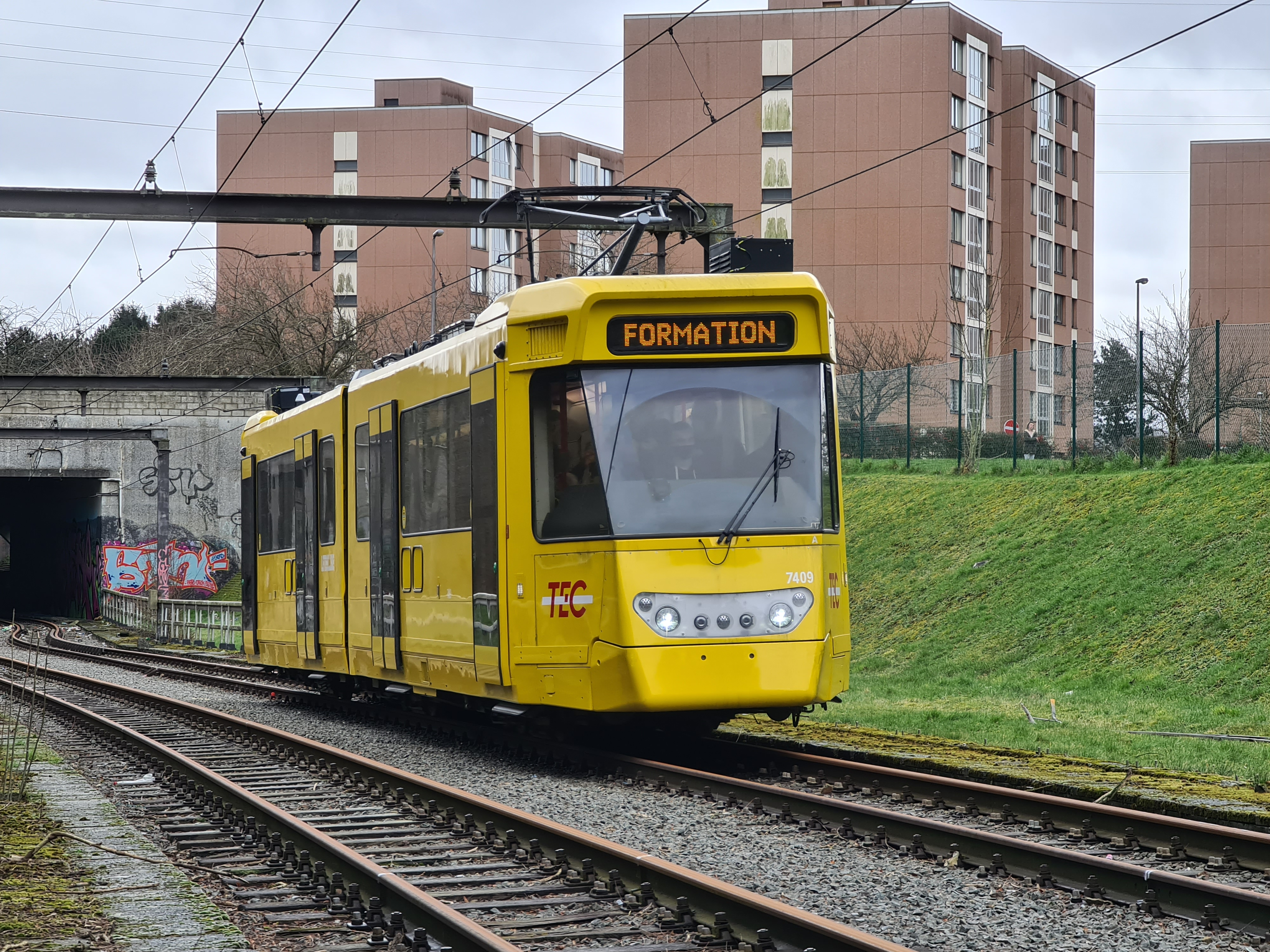
Gerenoveerde tram 7409.

Eind 2021 werd het eerste geheel gerenoveerde tramstel gepresenteerd. Deze werkzaamheden zijn in de Alstom-fabriek in Fleurus uitgevoerd. De buitenkant is geheel in de nieuwe kleurstelling van de TEC (geheel geel, met "letec.be"-logo) geschilderd.
Ook de rest van de werkzaamheden vinden plaats in Fleurus, met afbouwwerkzaamheden in het TEC-depot in Jumet.
Ook zijn, sinds november 2021, enkele ongerenoveerde stellen in de nieuwe TEC-kleur (geheel geel, zonder rode en grijze blokken) te zien, de eerste was de 7427, ook de 7436 en 7443 zijn in deze kleur gezien.
Pas op langere termijn wordt de aankoop van nieuw materieel voorzien. Het mobiliteitsplan voorziet pas ten vroegste vanaf 2035 de aankoop van nieuwe voertuigen. Men wenst daarbij langere voertuigen met een hogere capaciteit.

### Onderhoudsmaterieel
Kenmerkend voor de uitvoering is een groot aantal werkwagens in verhouding tot aantal gewone trams. In 2006 waren er een vijftal werkwagens, meestal omgebouwde trams type SJ (gemoderniseerde type S van de voormalige Buurtspoorwegen). In 2006 waren aanwezig: dieseltractor 1202 en 1203, ex-SJ 9034, 9106, 9313, 9134, 9135, 9082 en 9094. Hun nieuwe nummers zijn 7874, 9175, 9176, 7879, 7882, 7884. En daarnaast nog diesel-meetwagen bovenleiding 9591, diesel-ballaststamper 9592, diesel-meetwagen spoor 9594, en slijpmotorwagen 9596. In 2022 zouden ook aanwezig zijn aanhangwagens 4268, 15719, 51564, A.14133, A.14723, 8141, 8185, 8199, A.8141, A.8199, 4808.

## Toegankelijkheid
De metro van Charleroi is slecht toegankelijk voor mindervaliden. Binnen in de Light Rail Véhicule-trams is een trede, alleen de rond 2023-2025 verbouwde stellen hebben bij één deur een plank waardoor rolstoelgebruikers drempelvrij in kunnen stappen.
- De vanaf 2013 gerenoveerde, gelijkvloerse stations met een hoog, open perron in de open lucht zijn vaak met een hellingbaan toegankelijk. Dit betreft station Gare Centrale op de centrale ring; Rue de la Station, Jonction, Route de Thuin, Surchiste, Coron du Berger en Pétria, ook station Damprémy is toegankelijk via een hellingbaan (lijn M1 en M2); Faubourg de Bruxelles, Bruyere, Madeleine, Rue Bertaux (richting Faubourg de Bruxelles), Chaussée de Gilly (richting centrale ring), Puissant, Marie Curie, Dechassies, La Plance, Sacré Madame (lijn M3); Soleilmont, Sart-Culpart (lijn M4).
- De klassieke metrostations hebben ook een gelijkvloerse instap tot aan deze onderste trede, maar waar deze op een viaduct of in een tunnel zijn gebouwd, is vaak alleen toegang tot het perron via een (rol)trap. Voor rolstoelen zijn deze stations ontoegankelijk. Dit betreft de stations Ouest, Waterloo en Janson op de centrale ring; Fontaine, Paradis, Leernes, Morgnies, Moulin, Providence (lijn M1 en M2); Piges (lijn M1, M2 en M3); en Marabout, Gilly, Gazomètre en Samaritaine (lijn M4).
- Stations De Cartier, Parc en Palais hebben een gelijkvloerse instap tot aan de onderste trede, maar zijn naast roltrappen ook voorzien van een lift.
- Bij de onverbouwde tramstations waarbij de instap vanaf de stoep is, is de tram alleen te betreden door drie treden op te klimmen, onder de instaptrede klapt nog een trede uit. Dit is het geval op haltes Tirou en Sambre (op de centrale ring), Anderlues Monument (lijn M1 en M2) en Rue de Chemin de Fer, Emailleries, City Nord, Chaussée de Fleurus, Léopold, Calvaire, Reu Bertaux (richting centrale ring), Chaussée de Gilly (richting Faubourg de Bruxelles) en Saint Antoine (lijn M3).

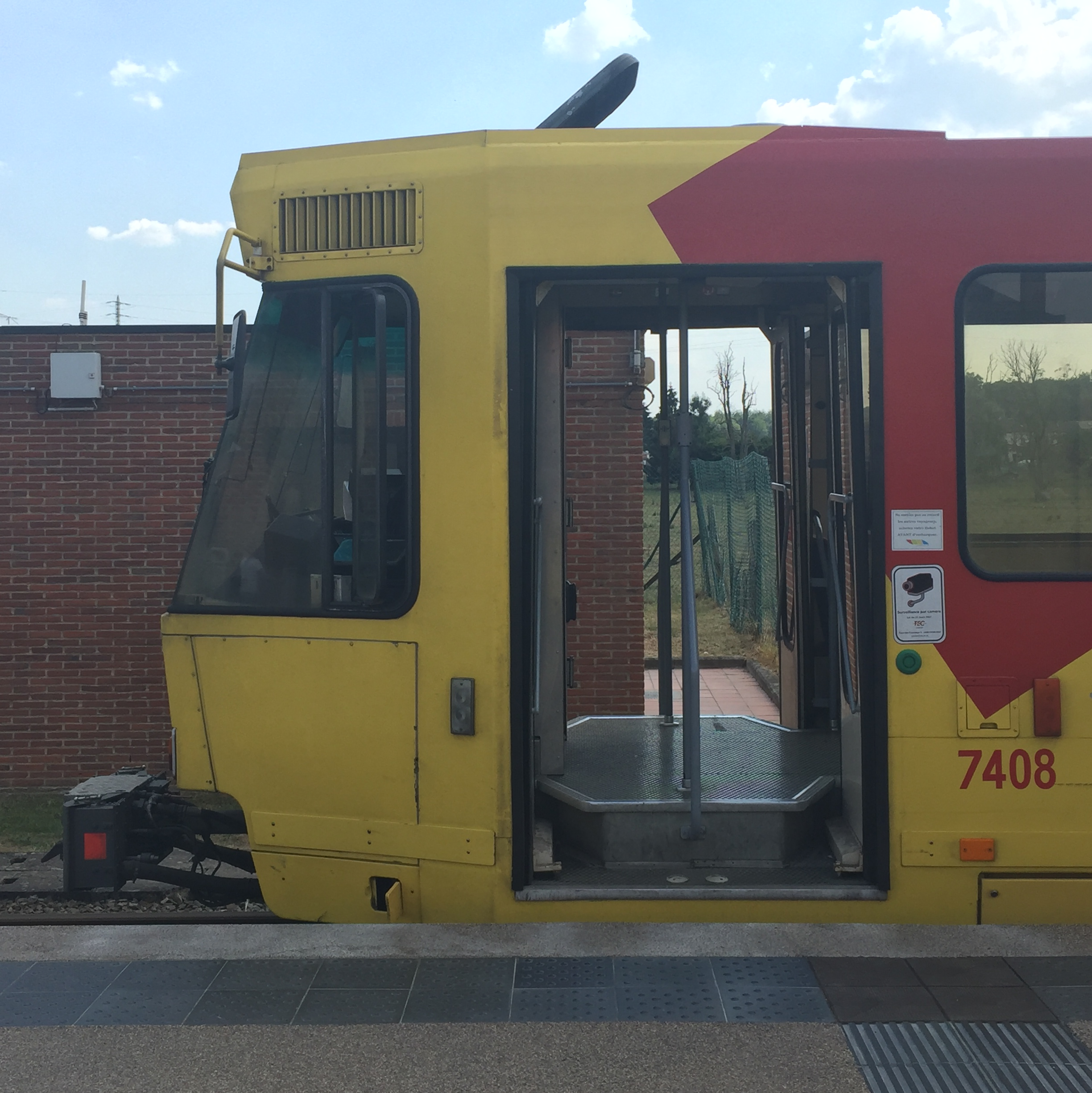
De instaptrede van een ongerenoveerde LRV op een station met verhoogd perron. Door de trede is deze tram niet goed toegankelijk voor rolstoelgebruikers.
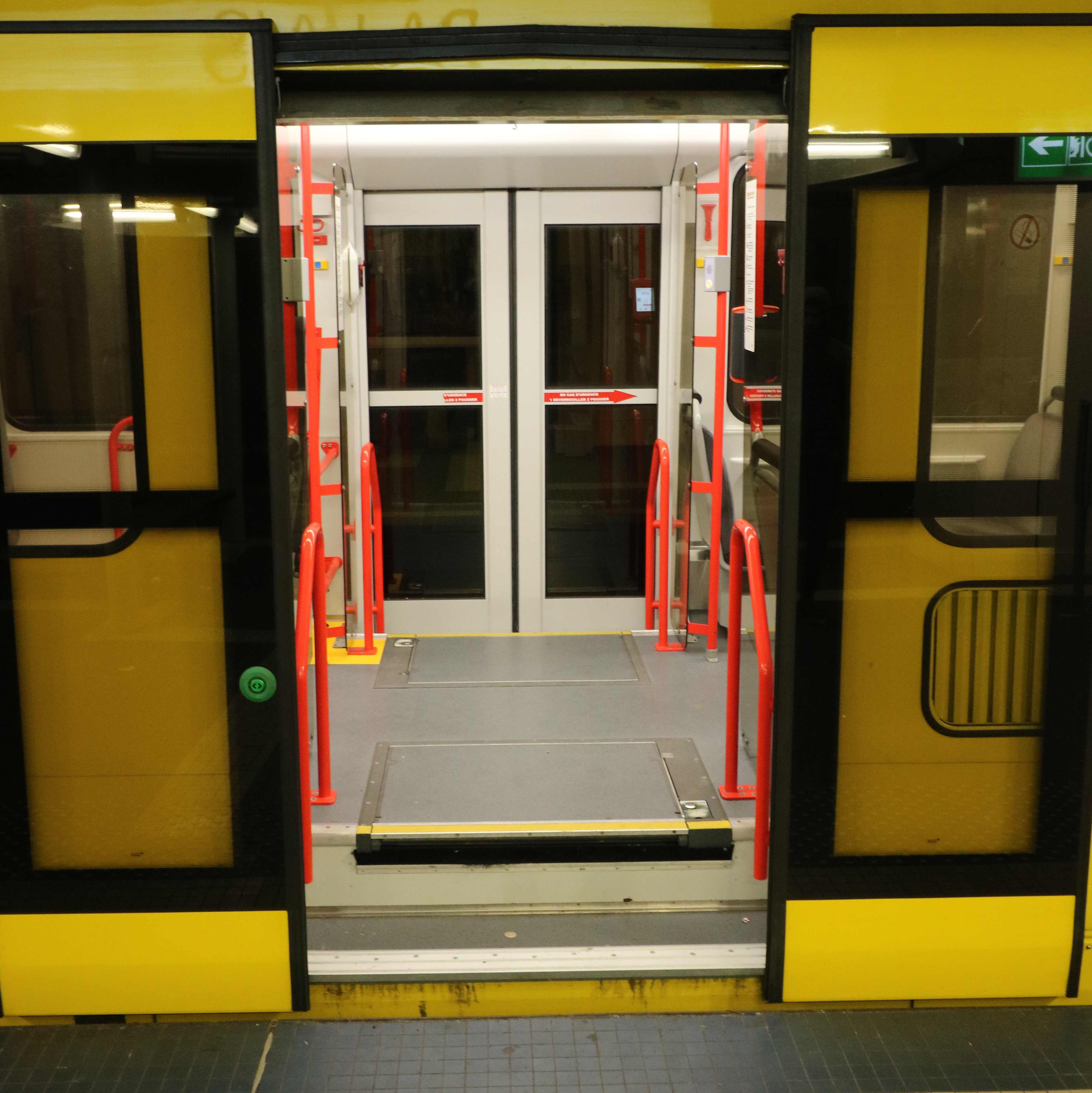
Bij de instapdeur van een gerenoveerde LRV is bij één deur per zijde een uitschuifbare instaptrede aanwezig (hier ingeklapt), waardoor rolstoelgebruikers zelfstandig de tram in kunnen.
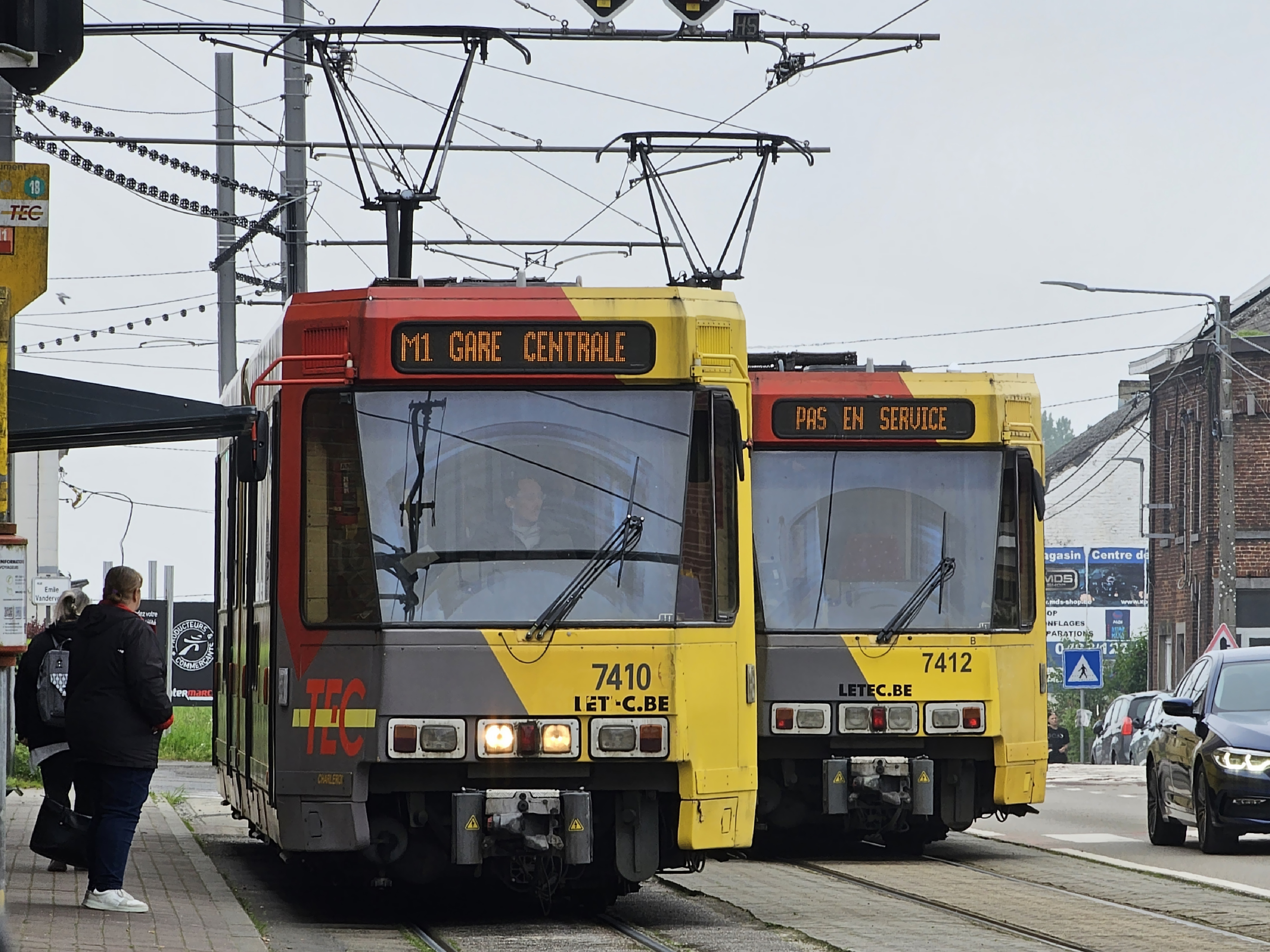
Station Anderlues Monument. Bij deze halte met lage instap moeten reizigers een flink hoogteverschil overwinnen om de tram in te kunnen.